# Còdex Borgia

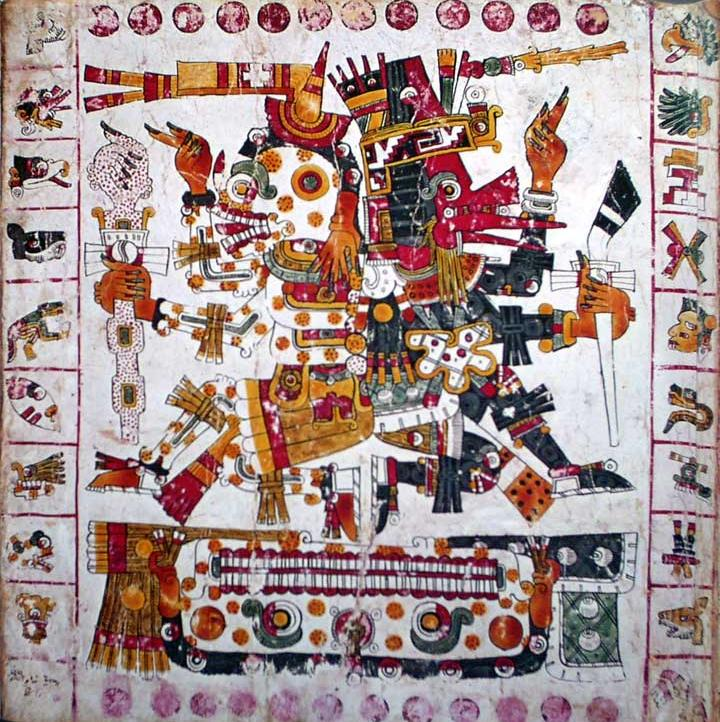
Còdex Borgia

El còdex Borgia (o còdex Yoalli Ehecatl) és un manuscrit mesoamericà de contingut ritual i endevinatori. Es creu que va ser escrit abans de la conquesta de Mèxic, en algun lloc al sud o l'oest de l'estat mexicà de Puebla. El còdex Borja forma part del Grup Borja, al qual dona nom.
El còdex està escrit sobre pell d'animal (segurament pell de cérvol) plegada de 39 fulls. Cada full és un quadrat de 27 cm per 27 cm (11 x 11 polzades), amb una longitud total de gairebé 11 metres (35 peus). Totes les pàgines menys l'última estan escrites i il·lustrades per ambdues cares, fet que suposa 76 pàgines de contingut. El còdex es llegeix de dreta a esquerra.
El còdex Borja va rebre el seu nom en honor del cardenal italià Stefano Borgia, que va ser propietari del còdex fins que el va adquirir la Biblioteca Vaticana. El 2004, Maarten Jansen i Gabina Aurora Pérez Jiménez van proposar que fos rebatejat amb el nom indígena de Yoalli Ehecatl, "Nit i vent" en llengua náhuatl, tot i que encara no és clar que els seus autors fossin nahuas.

## Història
El còdex Borja va ser traslladat a Europa, probablement a Itàlia, a principis de l'època colonial espanyola a Mèxic. Va ser redescobert el 1805 per Alexander von Humboldt entre les propietats del cardenal Stefano Borgia. El còdex Borgia està guardat a la Biblioteca Apostòlica, a el Vaticà.

## Contingut

### Pàgines 1-8
Les primeres vuit pàgines contenen els símbols dels 260 dies del calendari Tonalpohualli. Cada tretzena, grup de 13 símbols, forma una línia horitzontal que ocupa dues pàgines. Alguns dies estan marcats amb el símbol d'una petjada. Els símbols endevinatoris apareixen per sobre i per sota dels que representen els dies.
Hi ha seccions semblants a les primeres vuit pàgines del Codex Cospi i el Codex Vaticanus B. No obstant això, mentre el Codex Borja es llegeix de dreta a esquerra, aquests altres còdexs es llegeixen d'esquerra a dreta. A més, el Codex Cospi inclou els Senyors de la Nit al costat dels símbols dels dies.

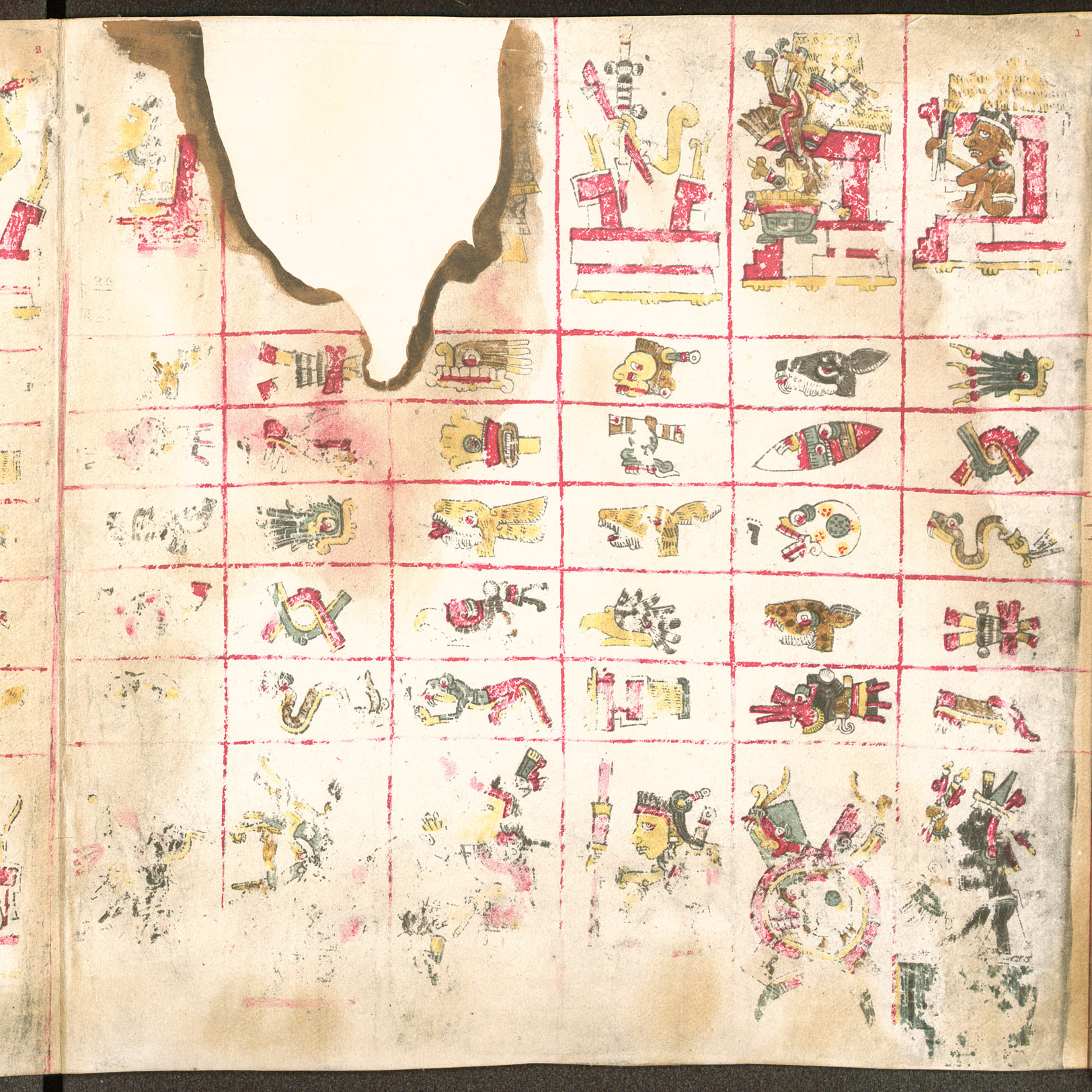
Pàgina 1
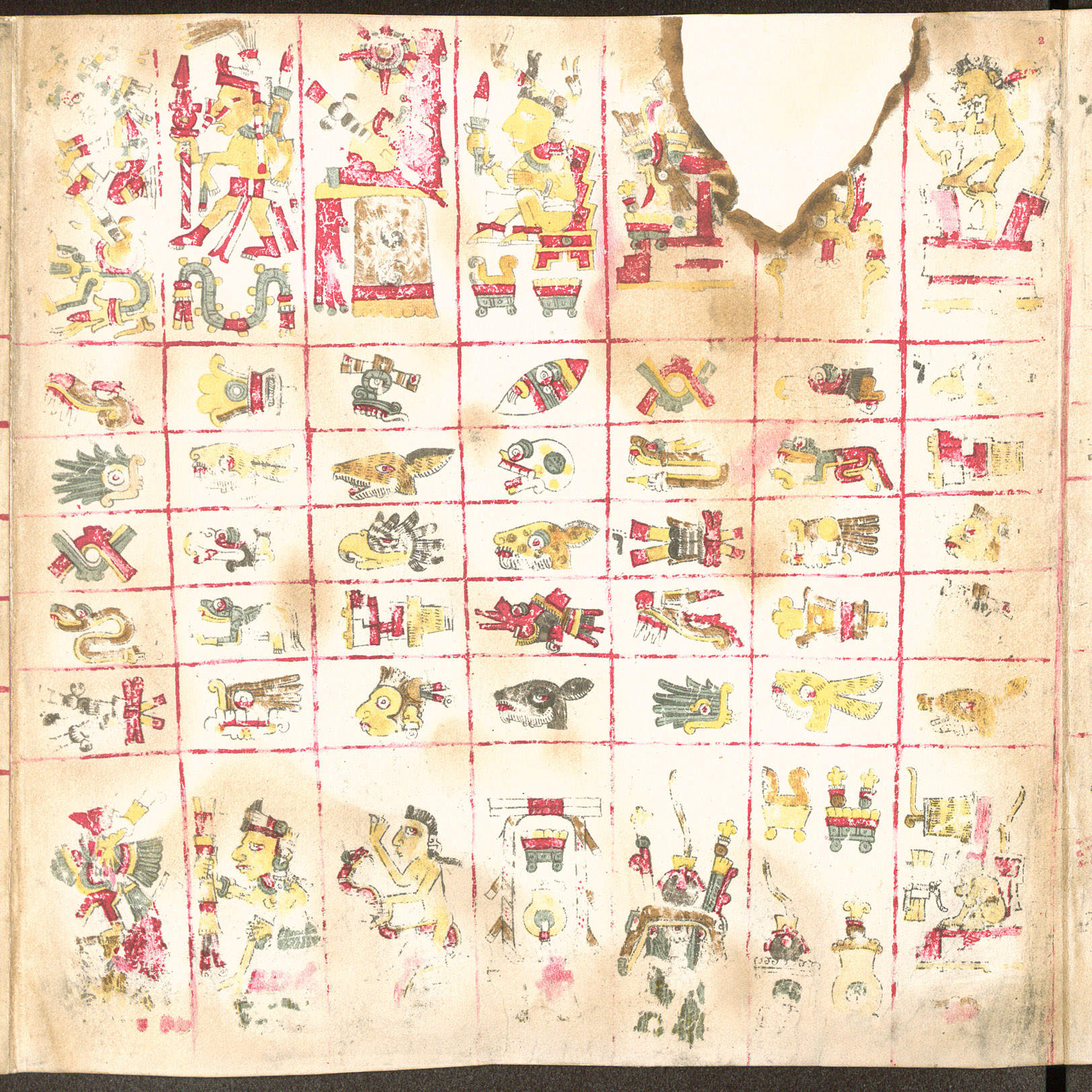
Pàgina 2
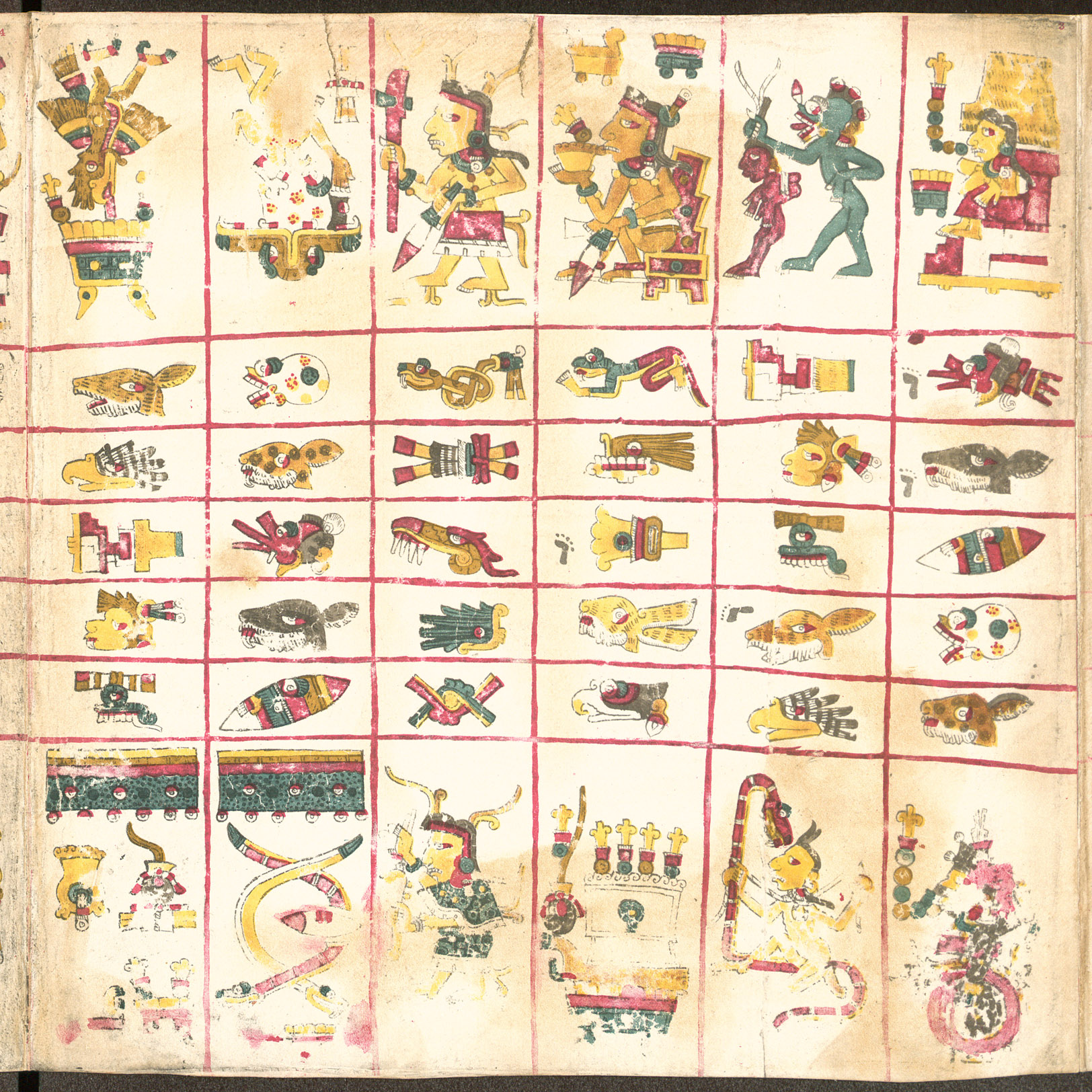
Pàgina 3
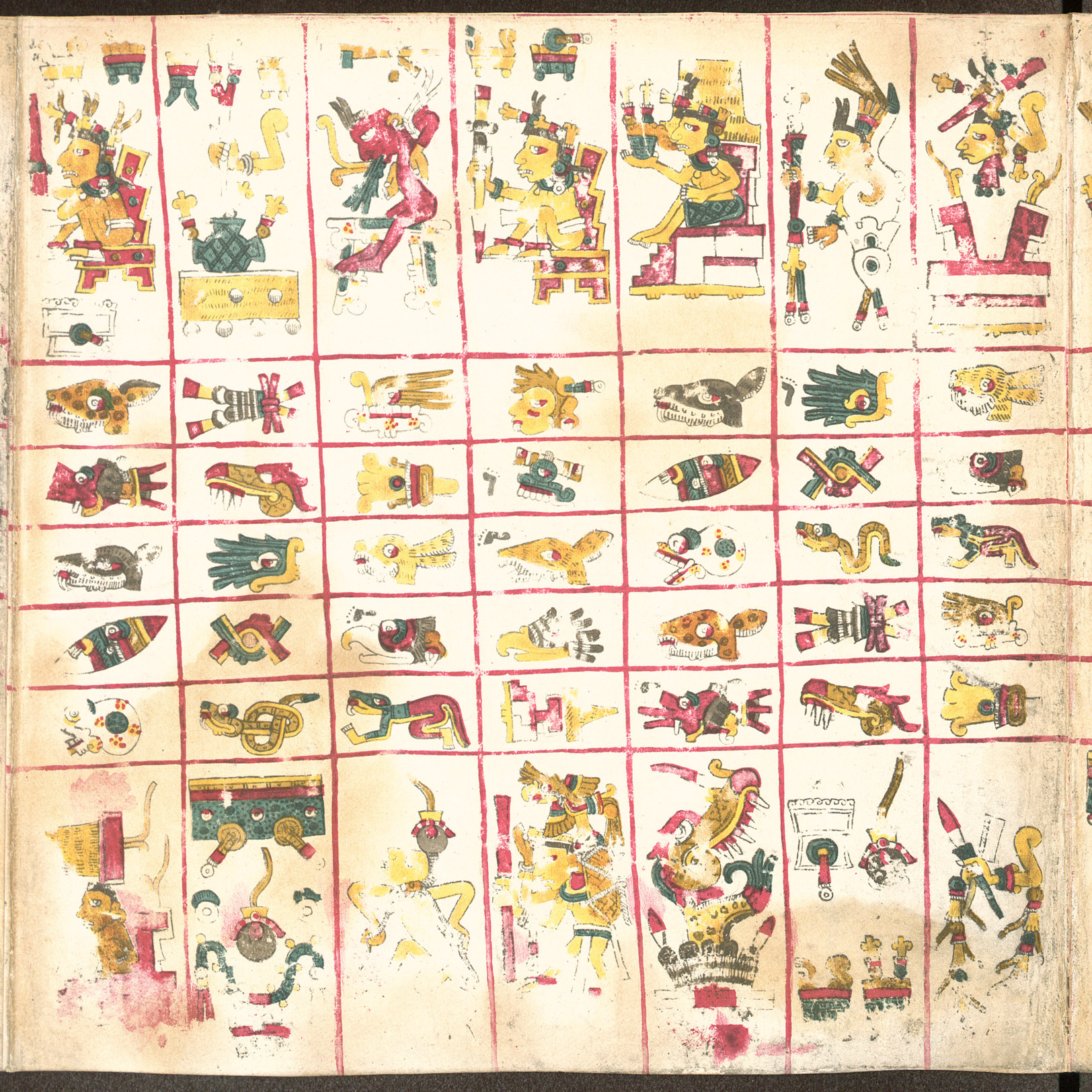
Pàgina 4
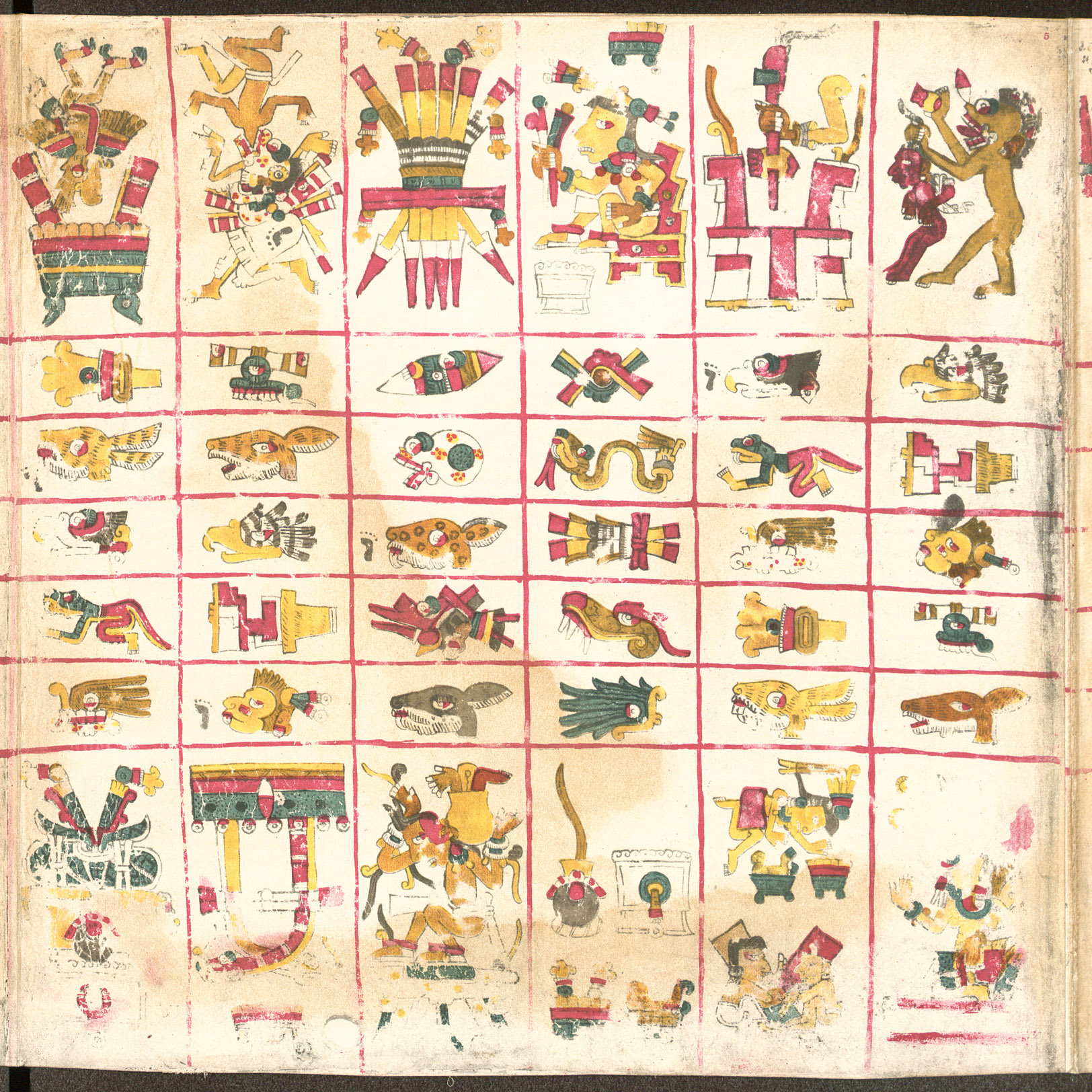
Pàgina 5
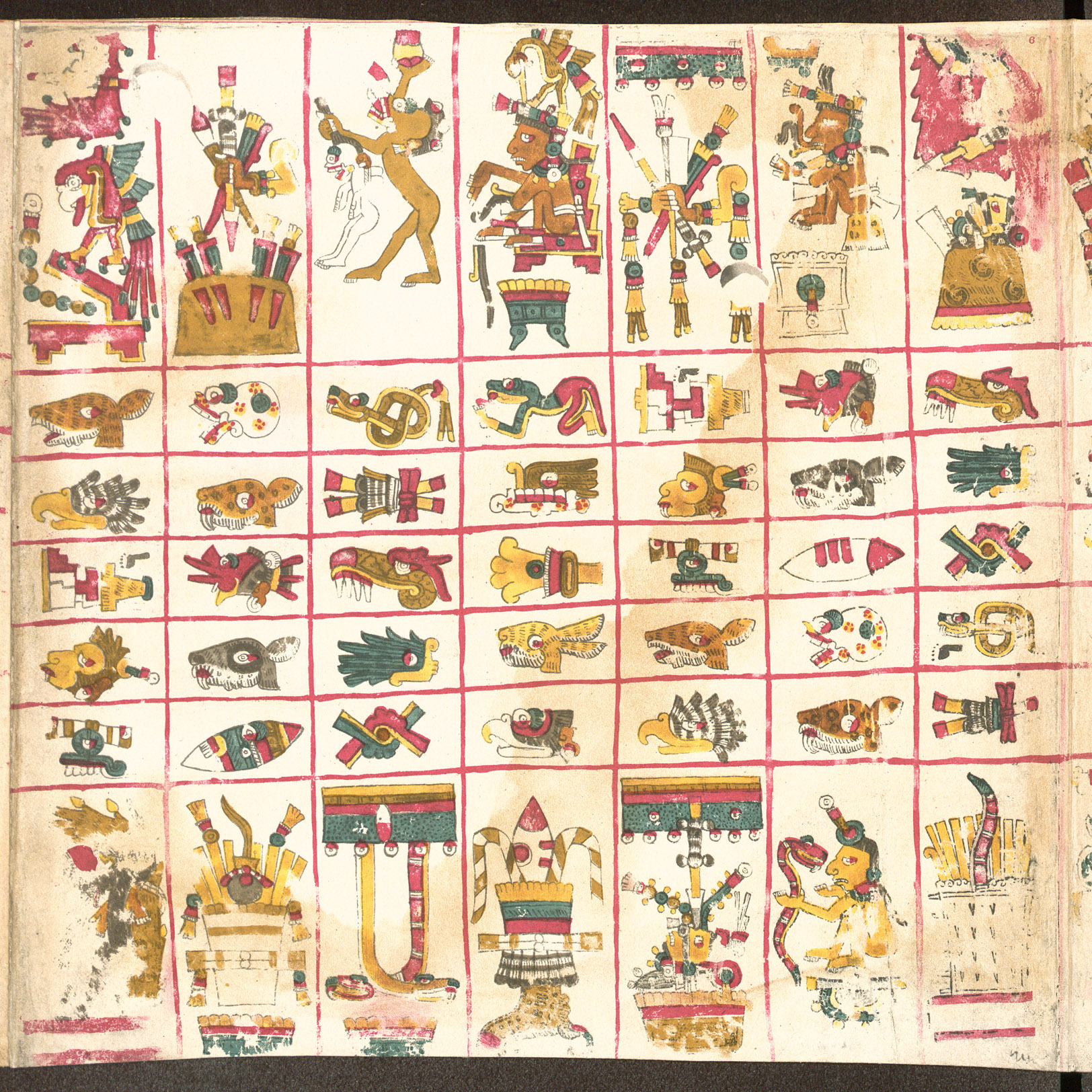
Pàgina 6
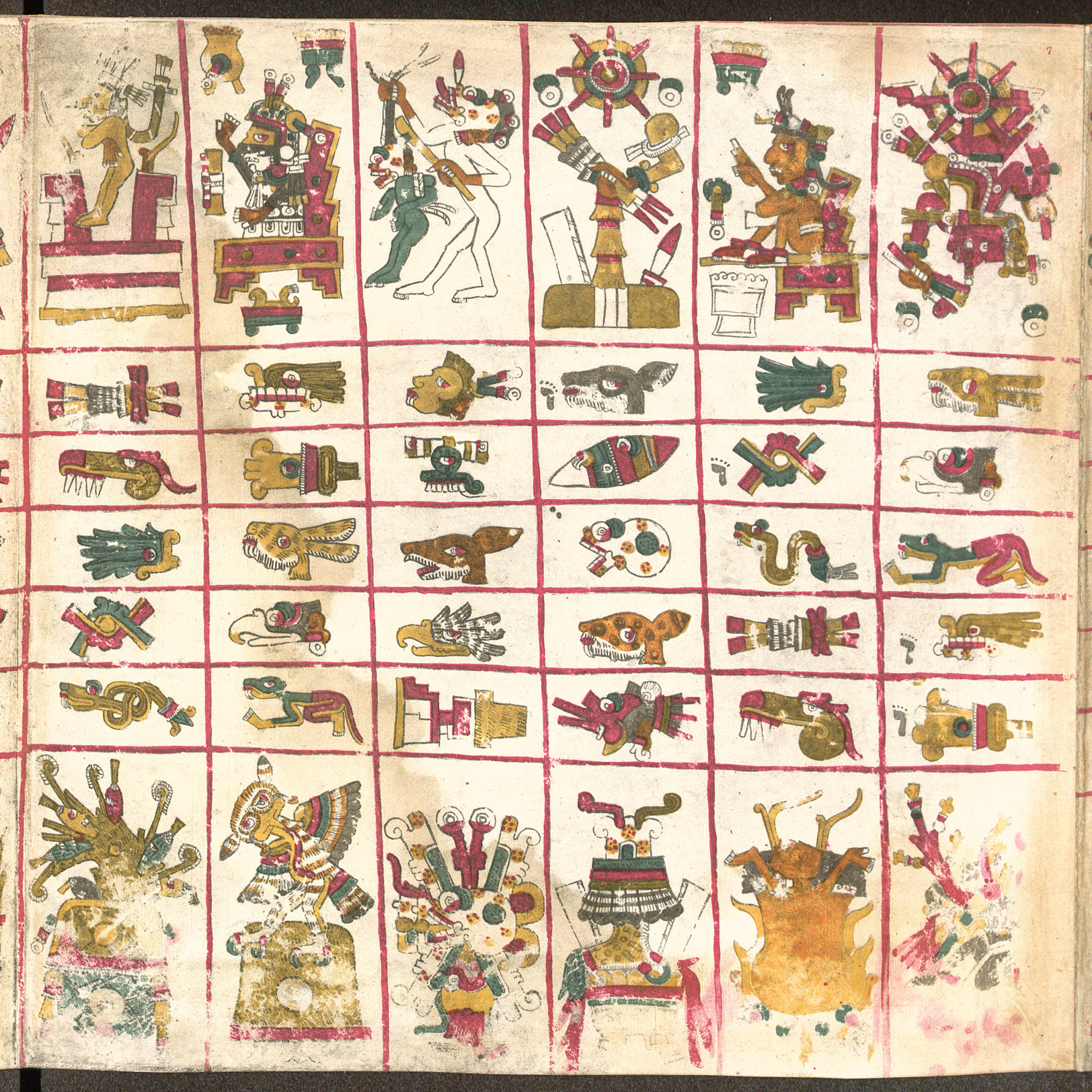
Pàgina 7
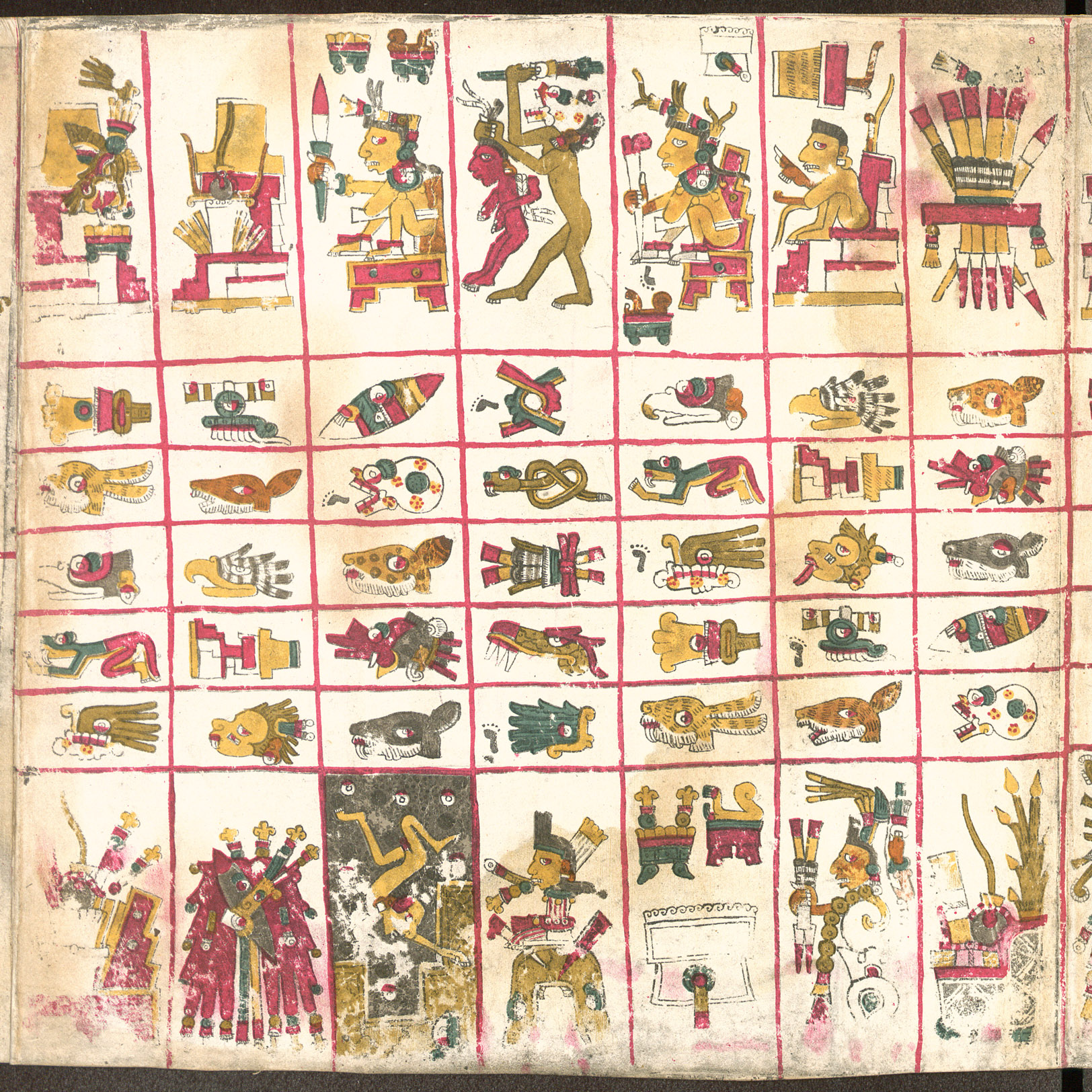
Pàgina 8

### Pàgines 9-14
Les pàgines 9 a 13 estan dividides en quatre parts. Cada quart conté un dels vint símbols diaris, la seva deïtat corresponent i altres símbols relacionats.
La pàgina 14 està dividida en nou seccions, una per a cada un dels nou Senyors de la Nit. Estan acompanyats per un símbol diari i altres que indiquen associacions positives o negatives.

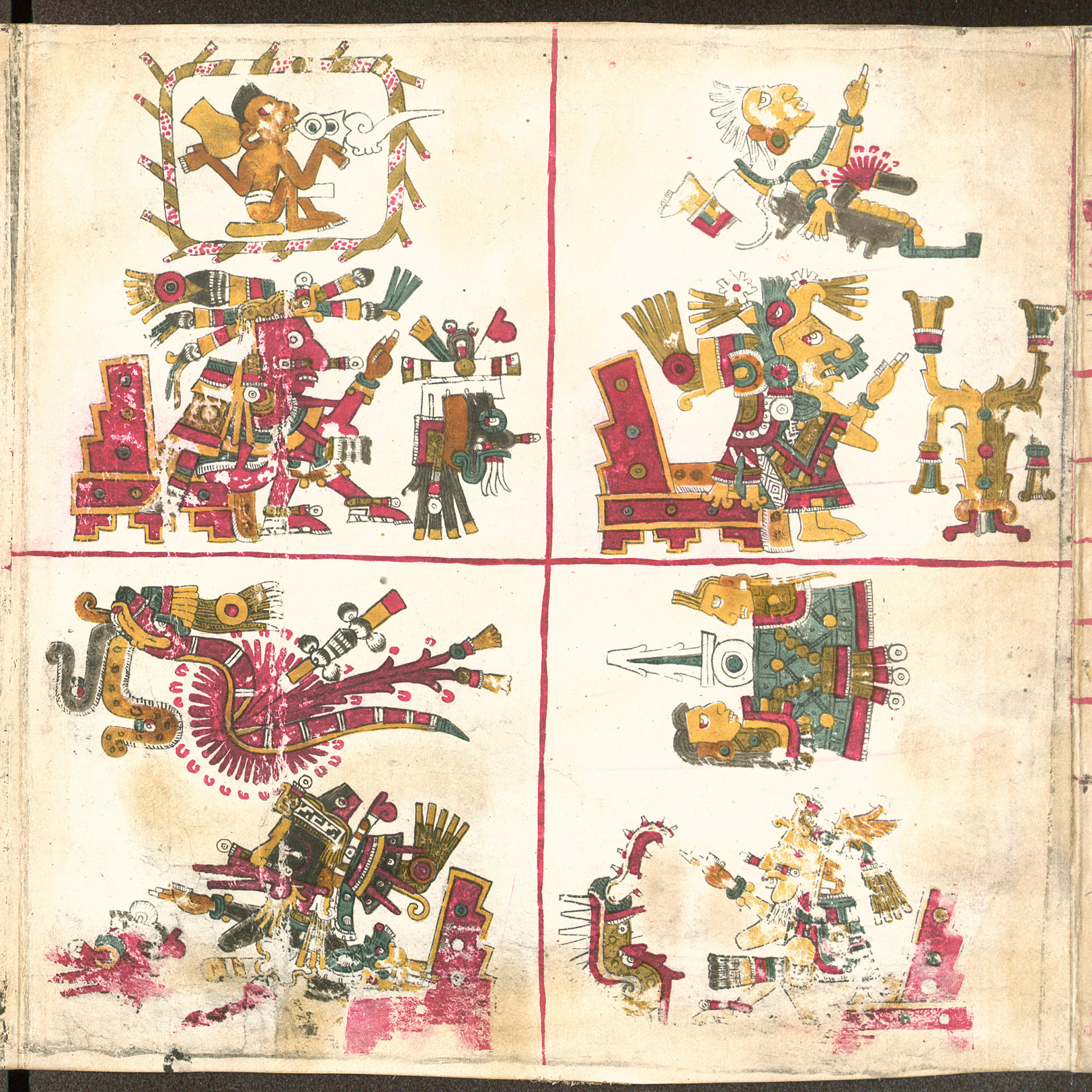
Pàgina 9
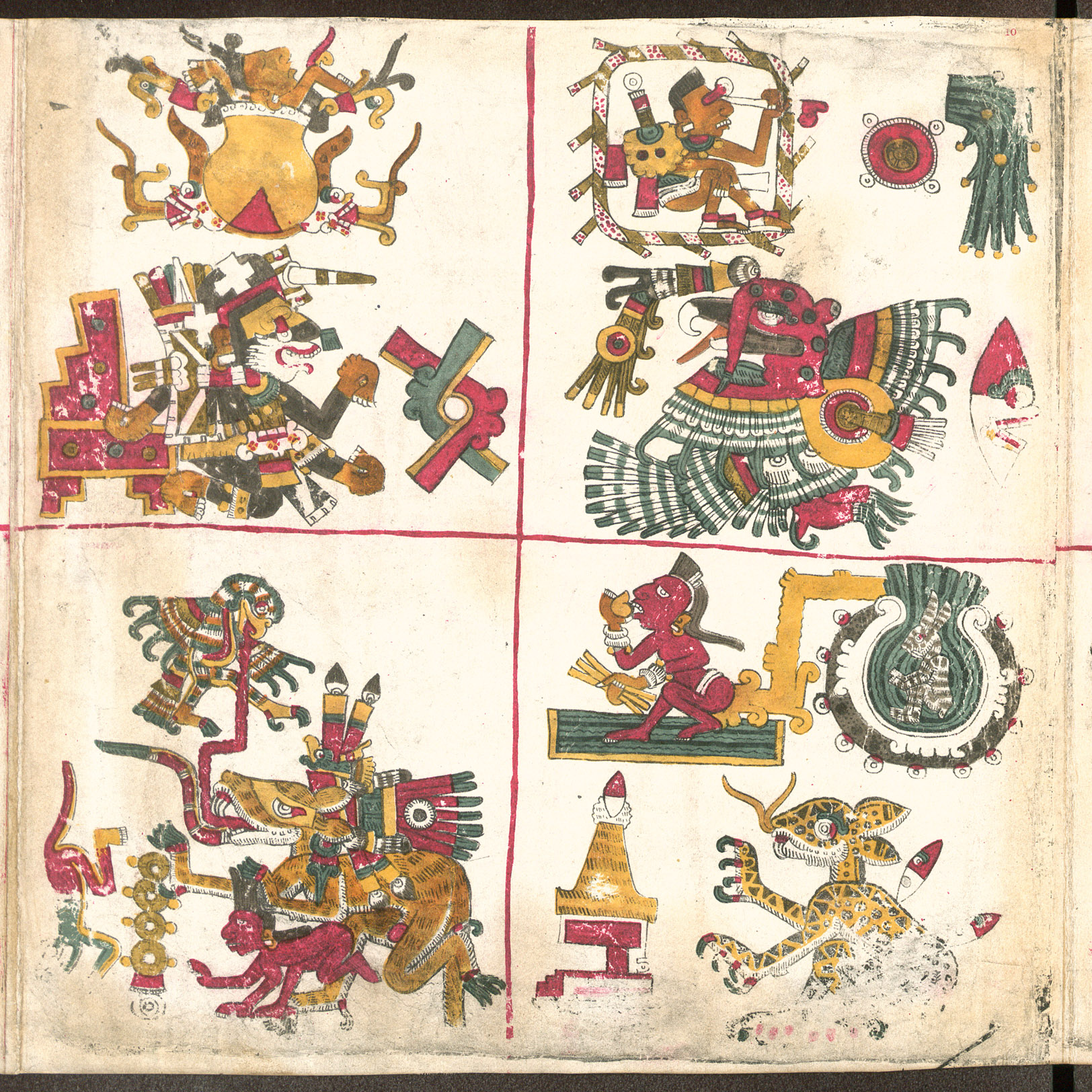
Pàgina 10
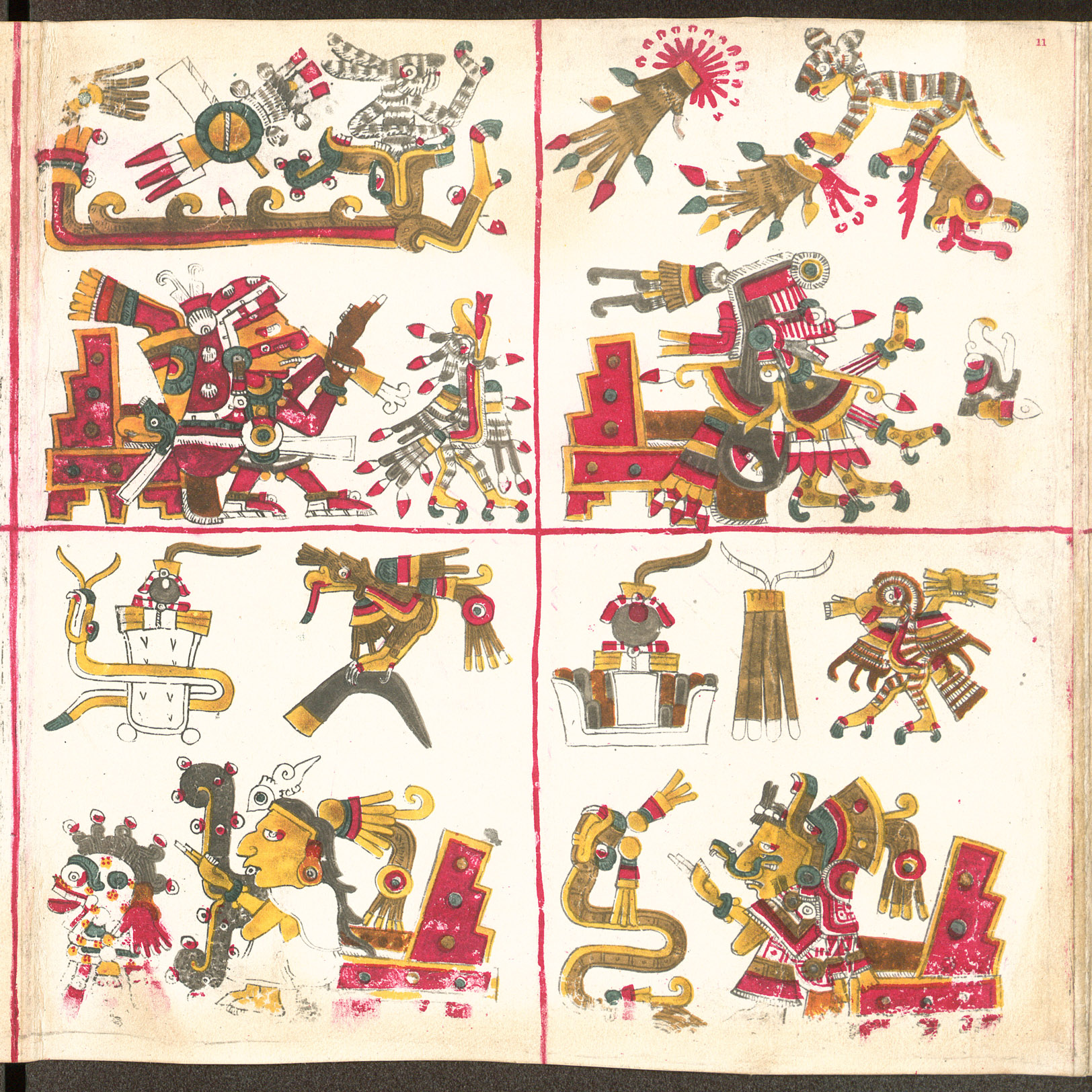
Pàgina 11
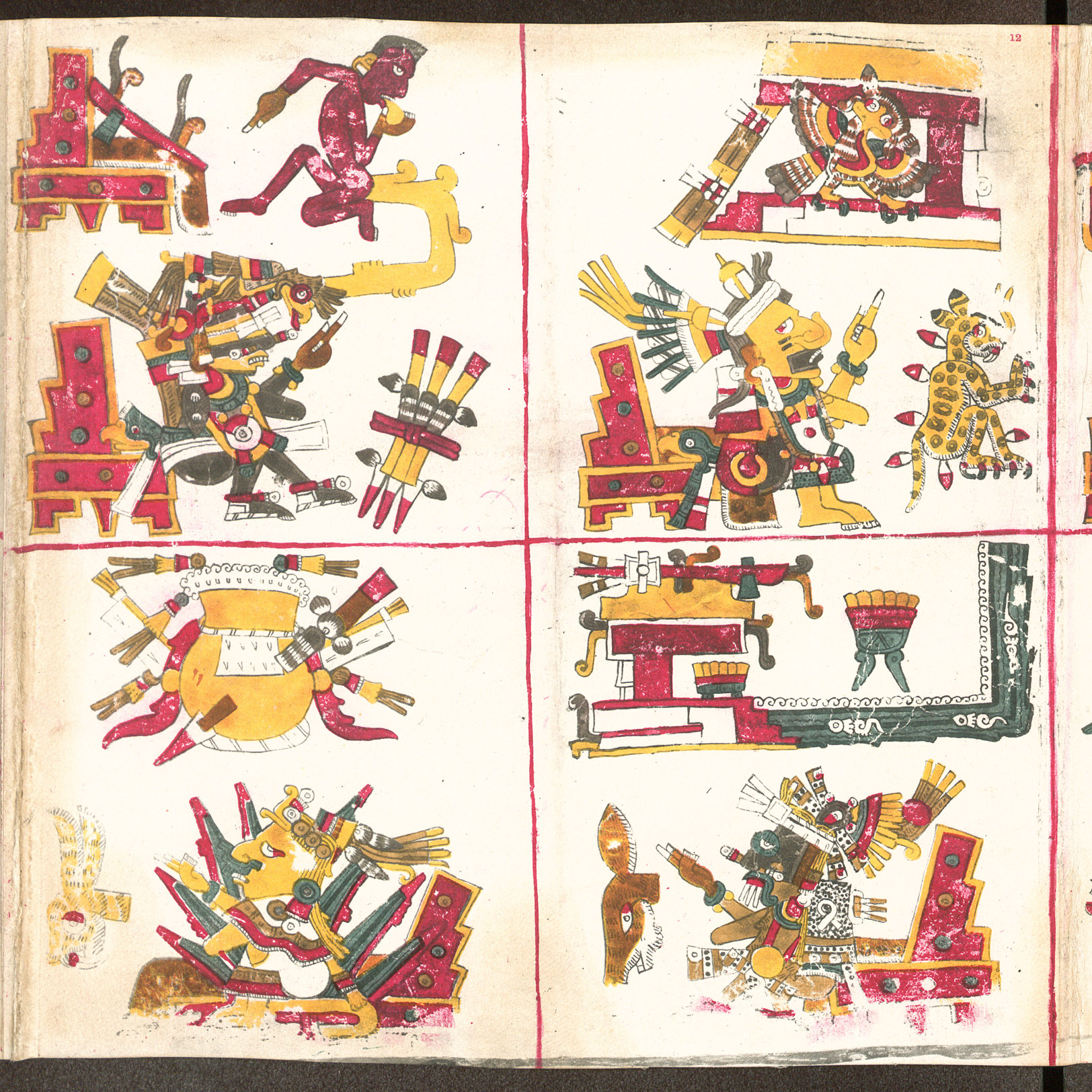
Pàgina 12
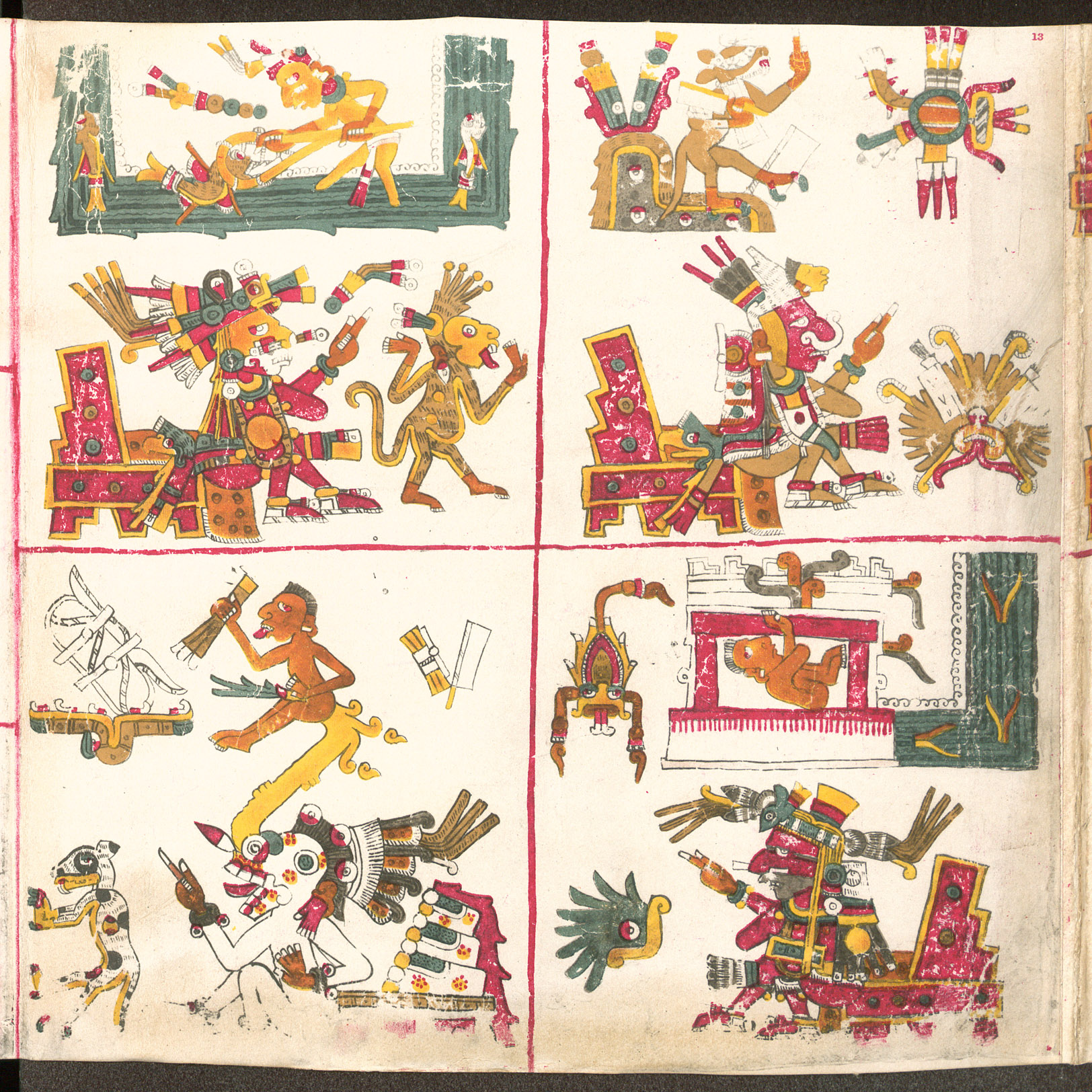
Pàgina 13
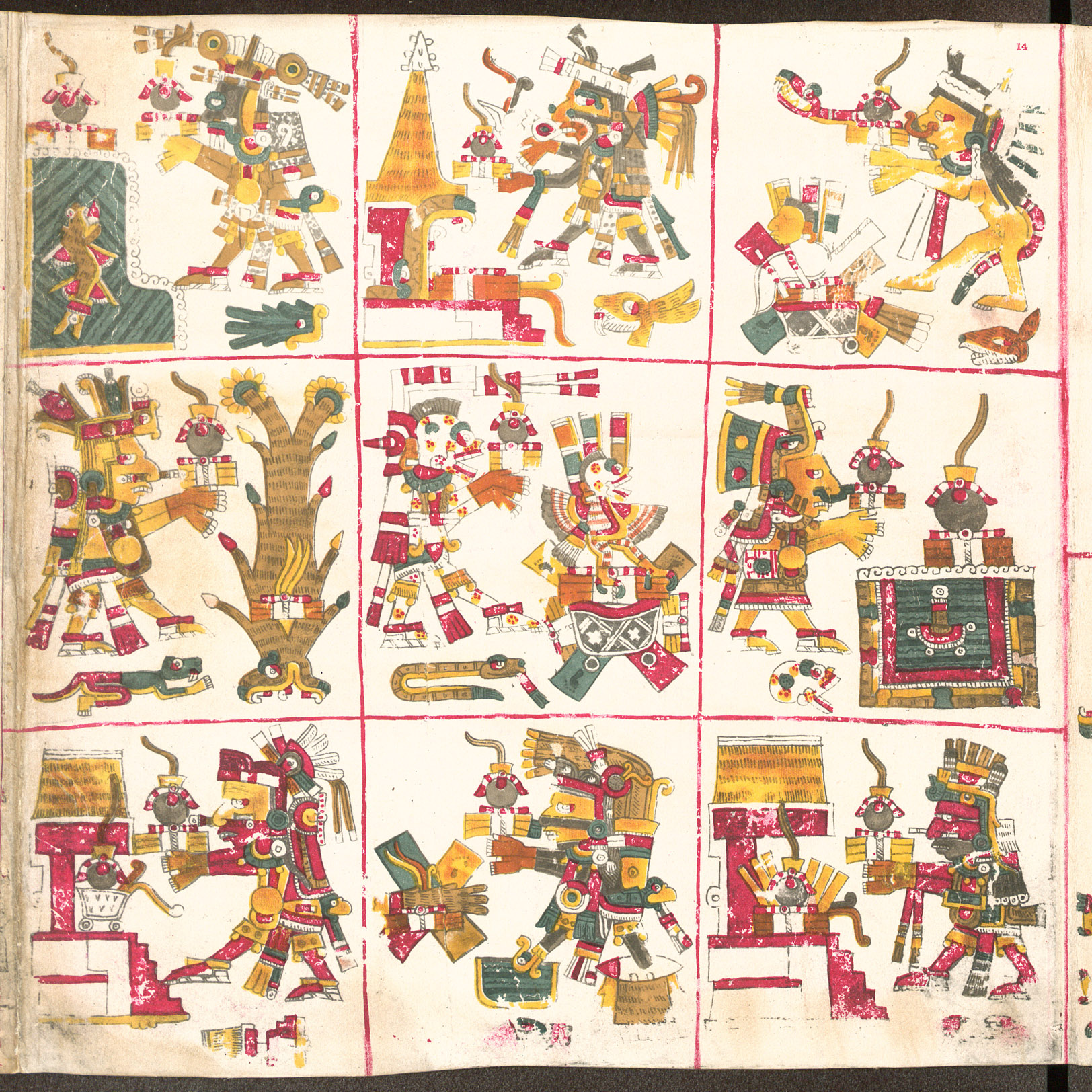
Pàgina 14

### Pàgines 15-17
Les pàgines 15-17 mostren les divinitats associades amb el part. Cadascuna de les vint seccions conté quatre signes diaris.
La part inferior de la pàgina 17 conté una gran il·lustració de Tezcatlipoca, amb símbols diaris associats a diferents parts del seu cos.

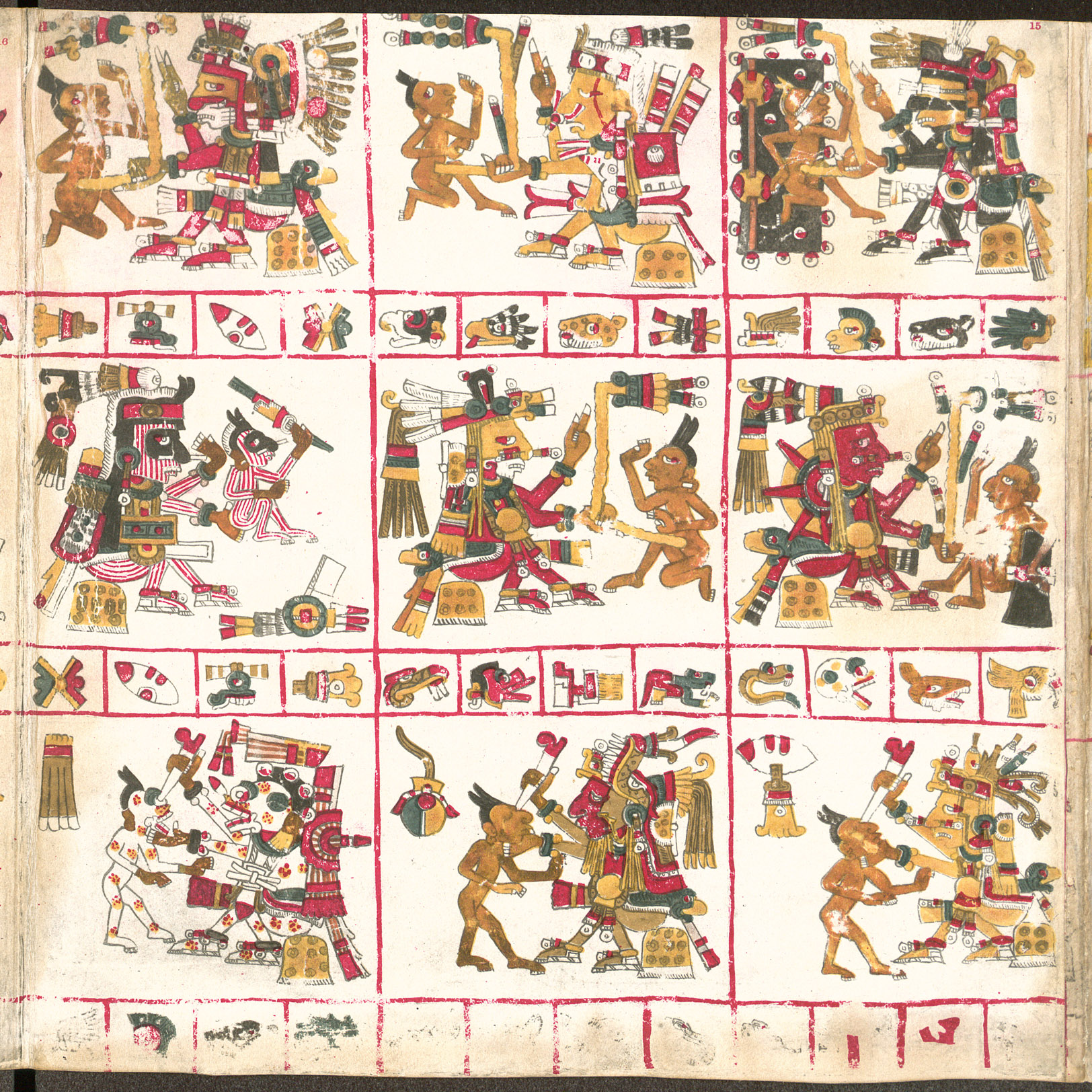
Pàgina 15
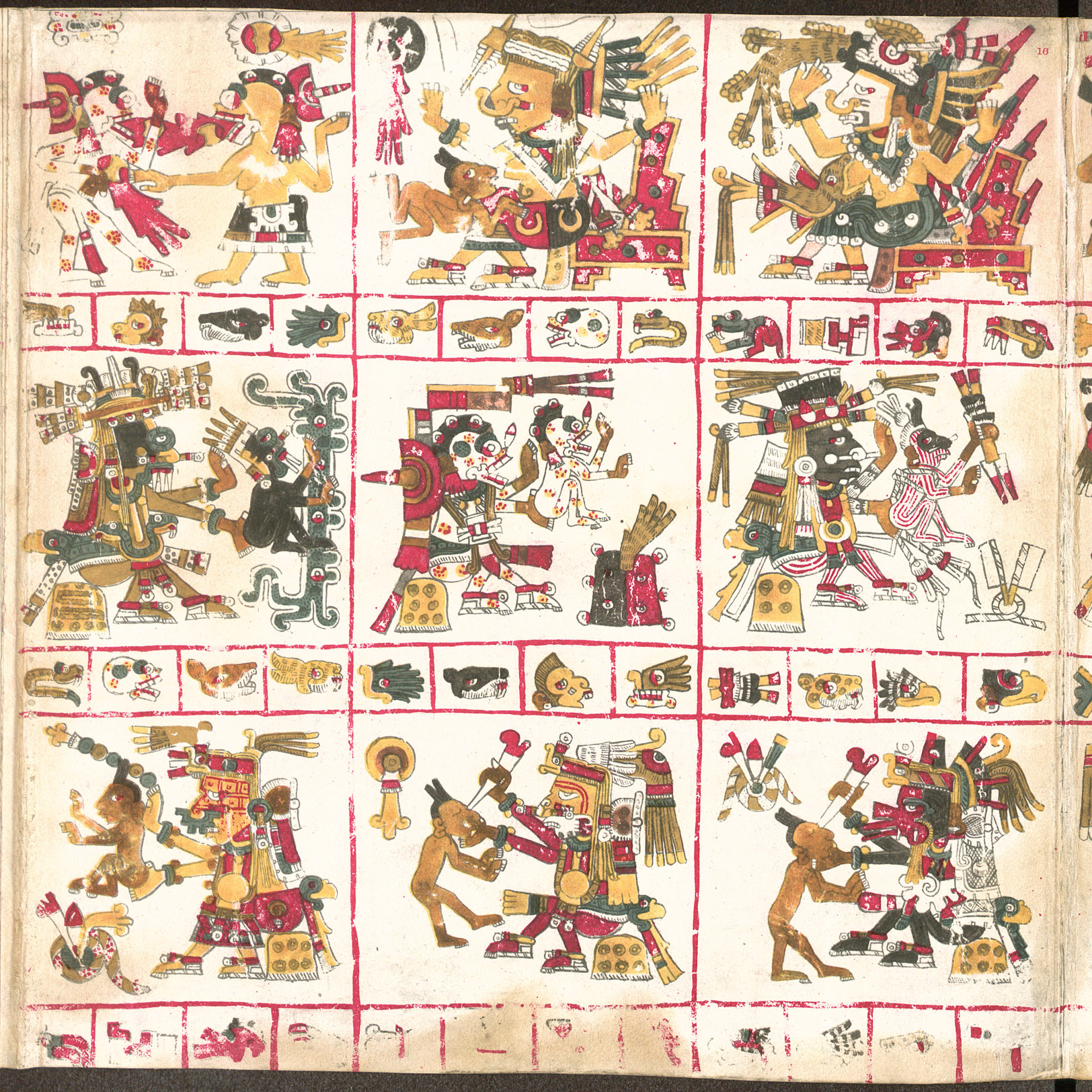
Pàgina 16
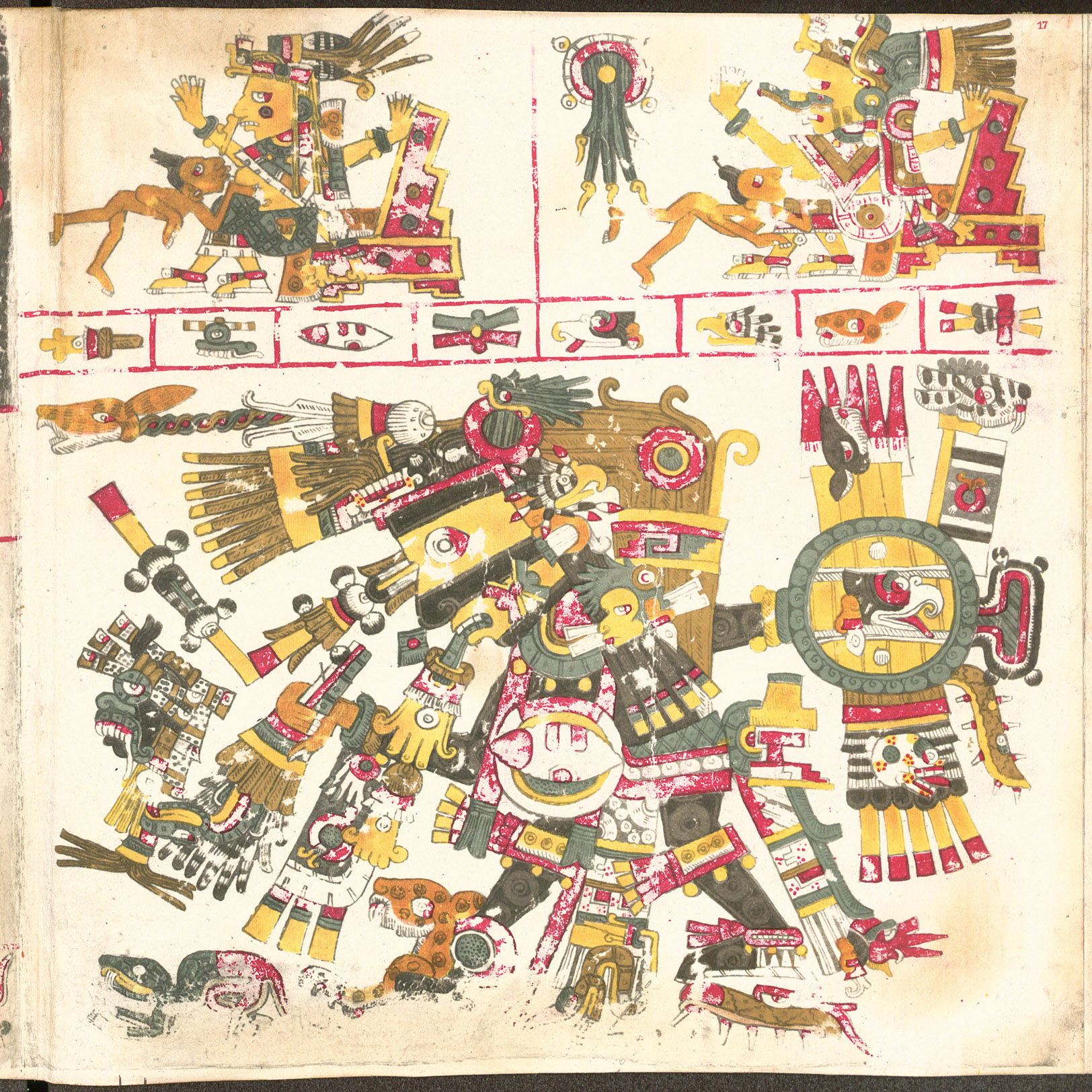
Pàgina 17

### Pàgines 18-21

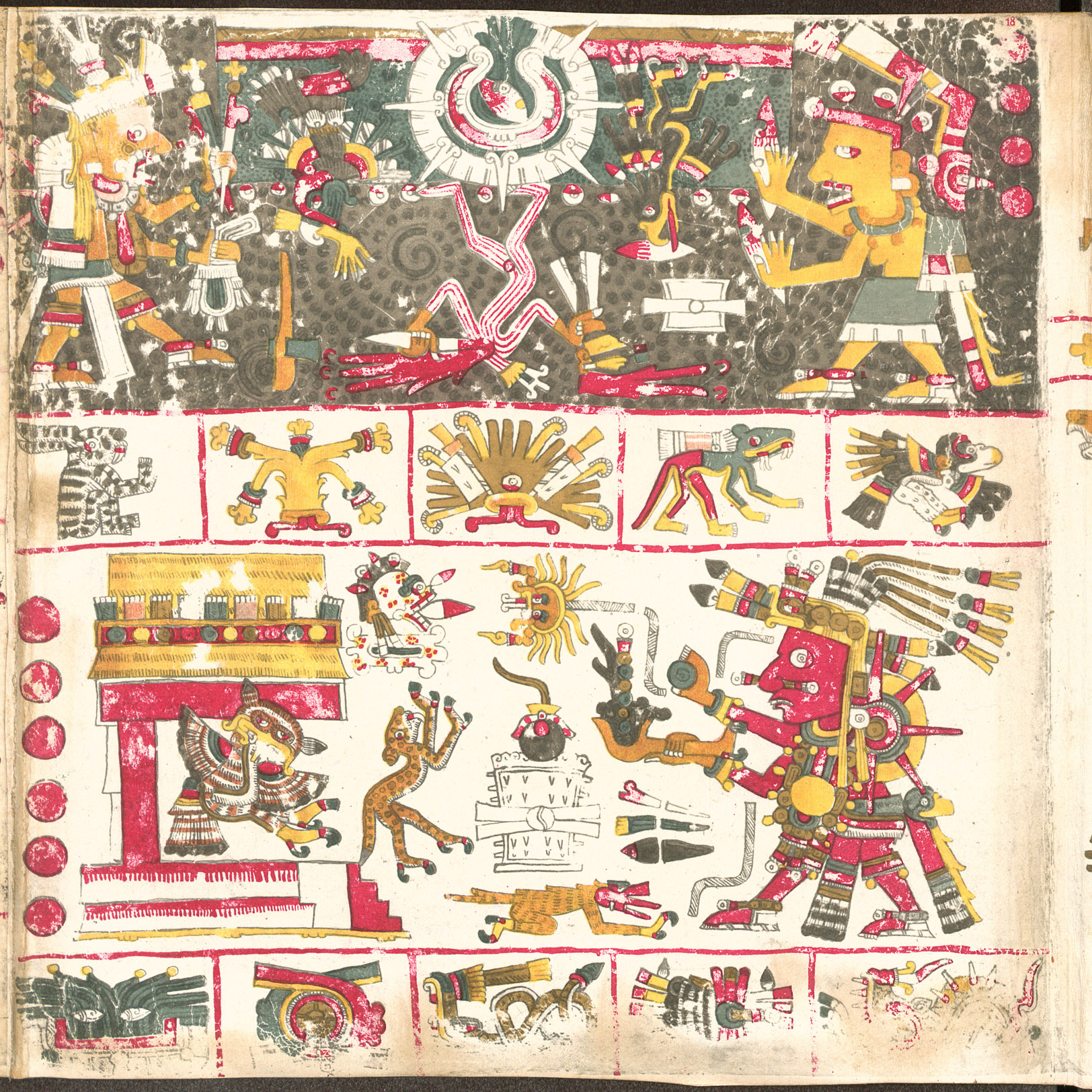
Pàgina 18
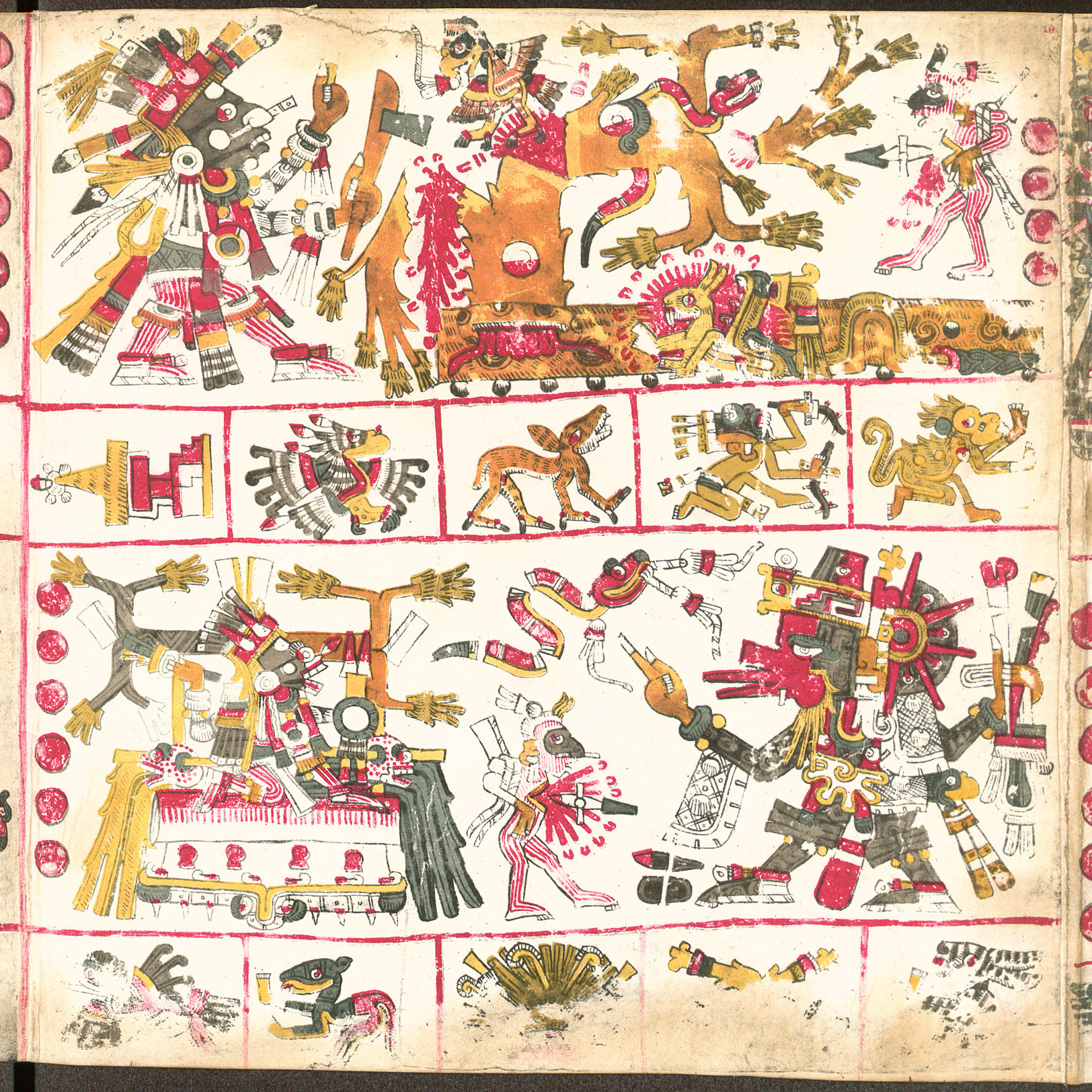
Pàgina 19
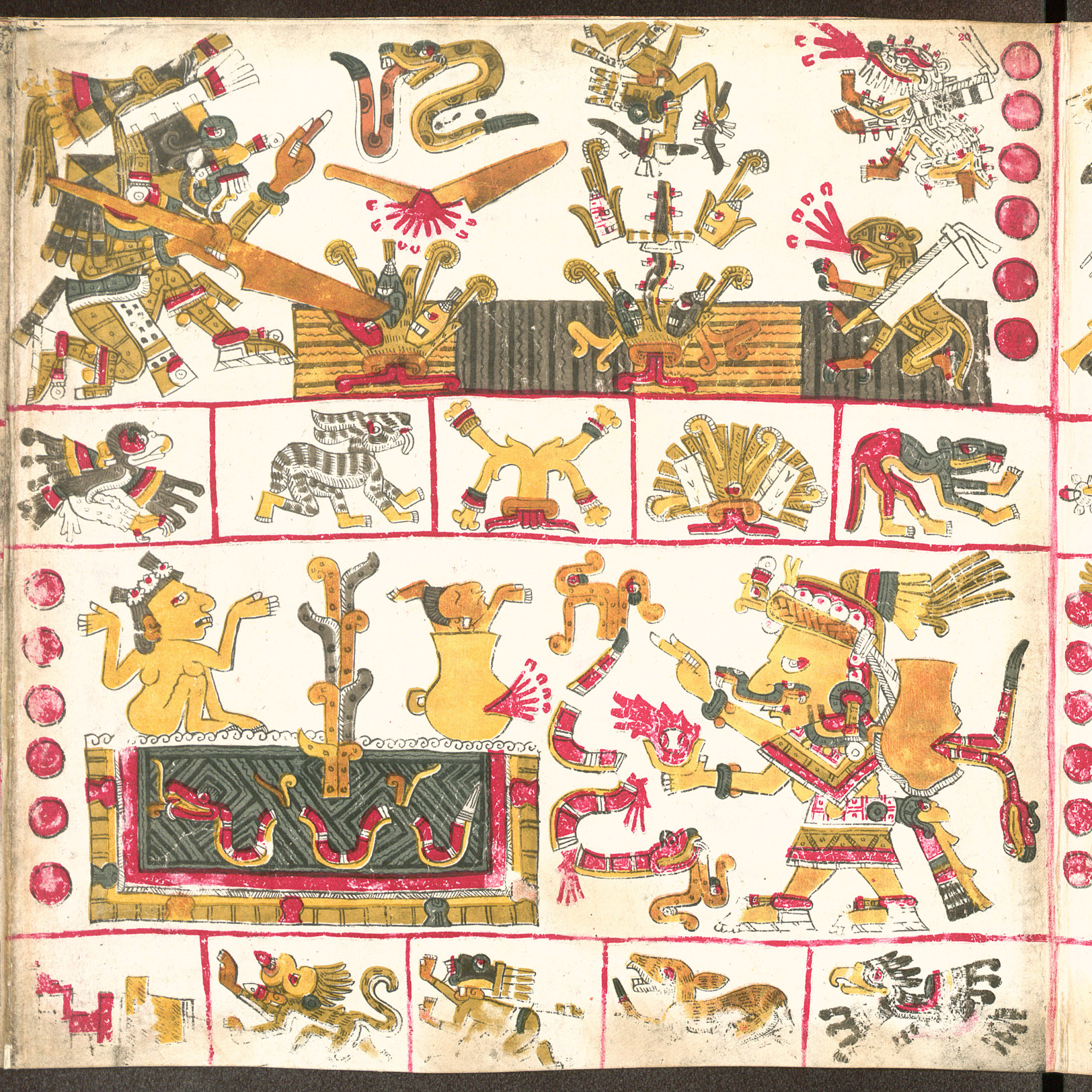
Pàgina 20
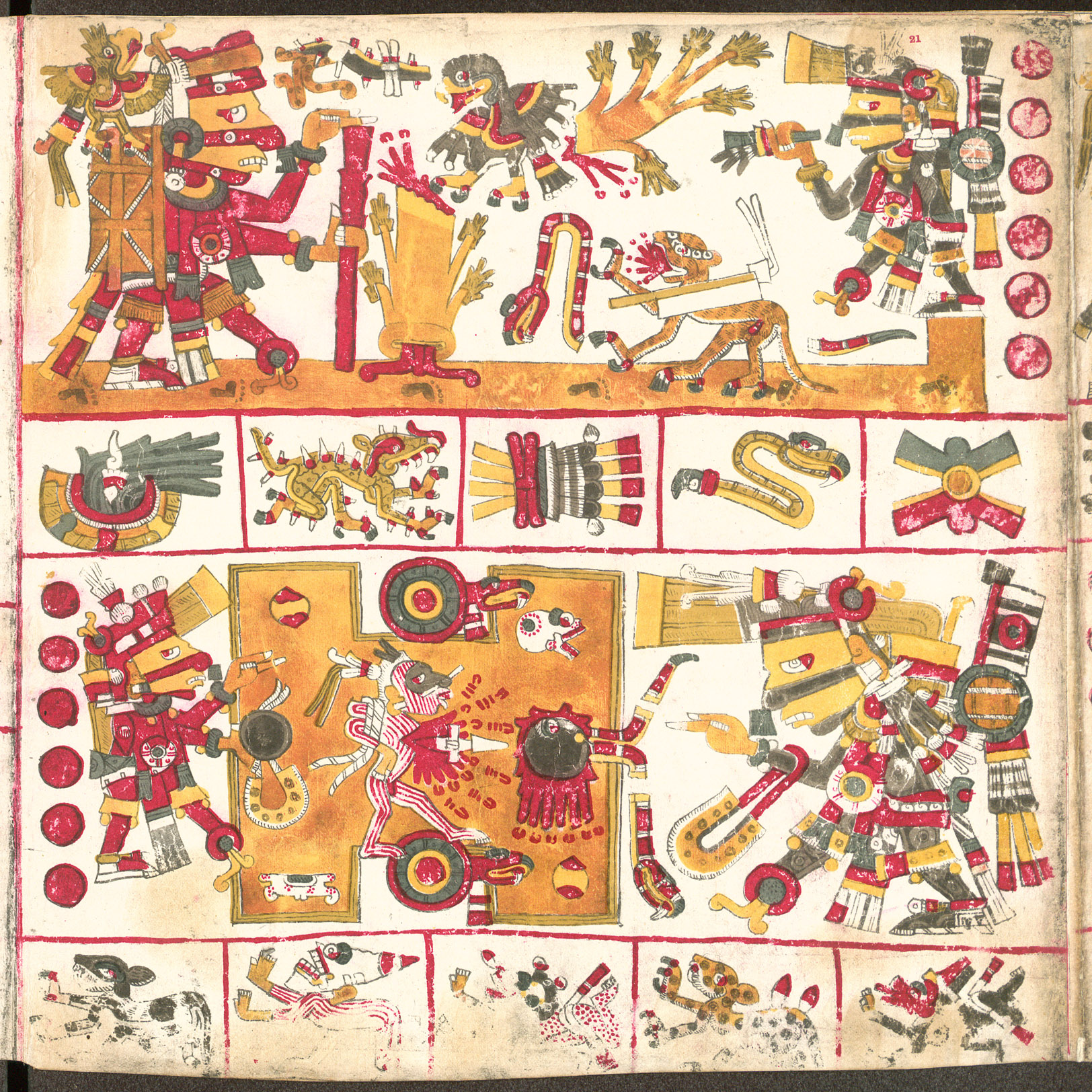
Pàgina 21

### Pàgines 22-28

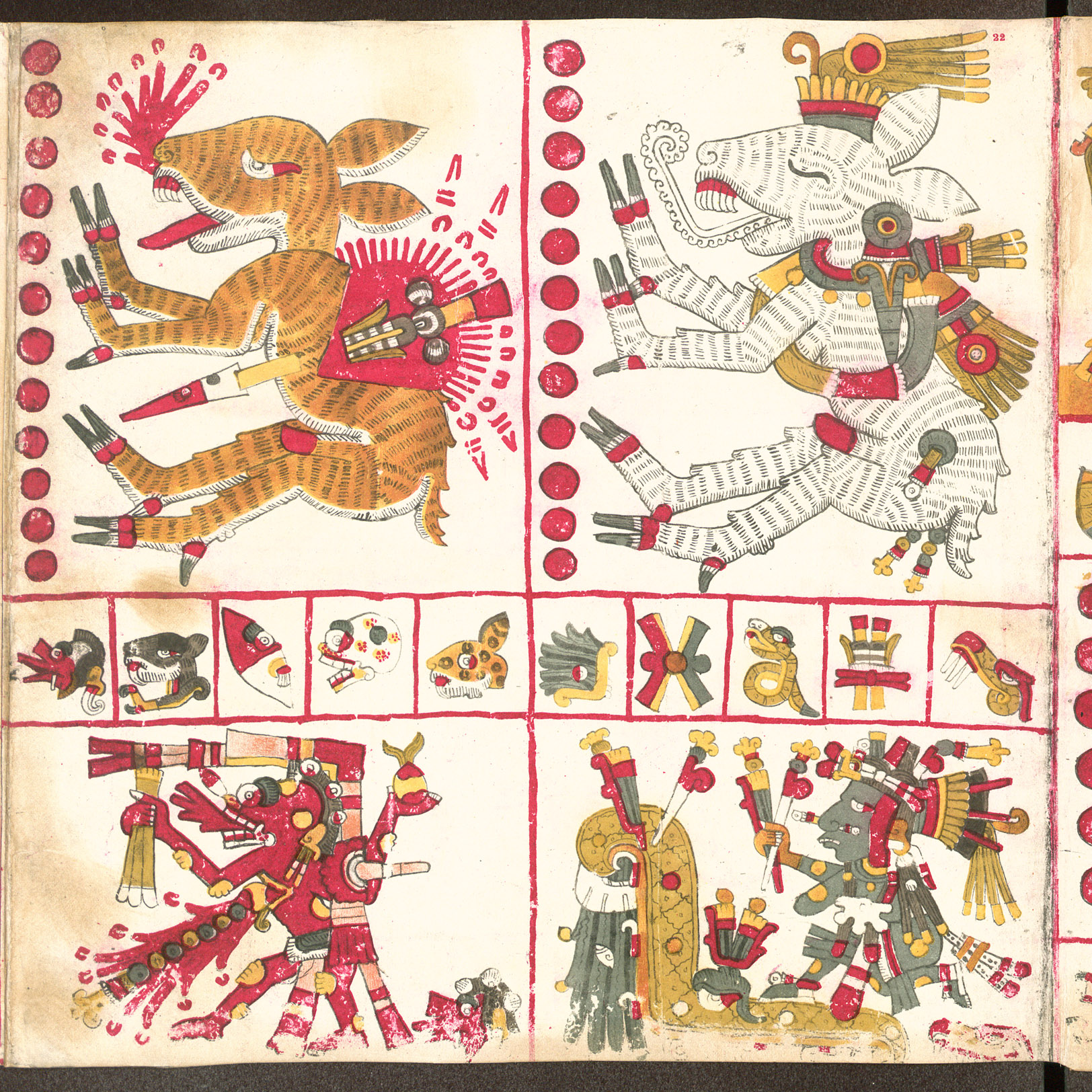
Pàgina 22
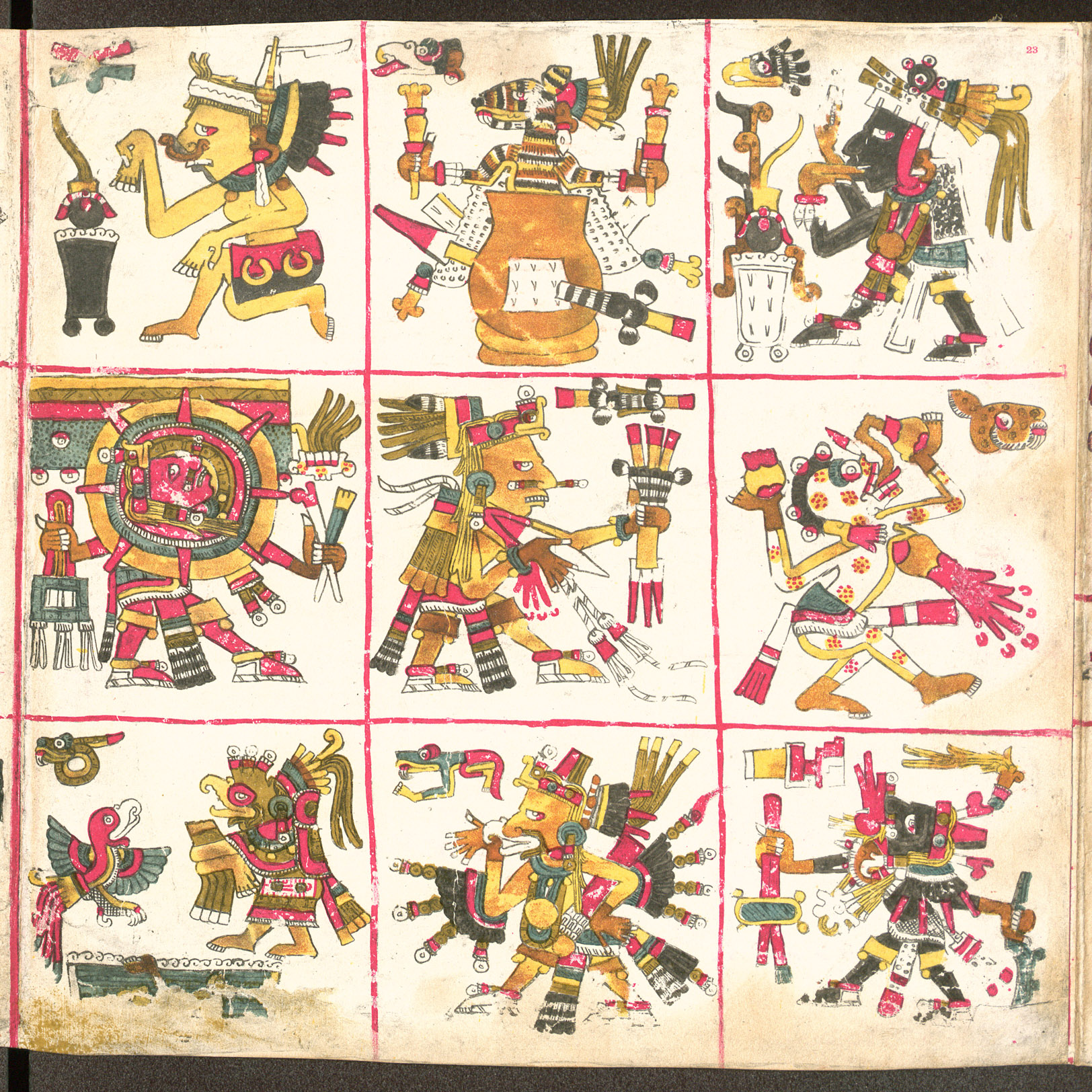
Pàgina 23
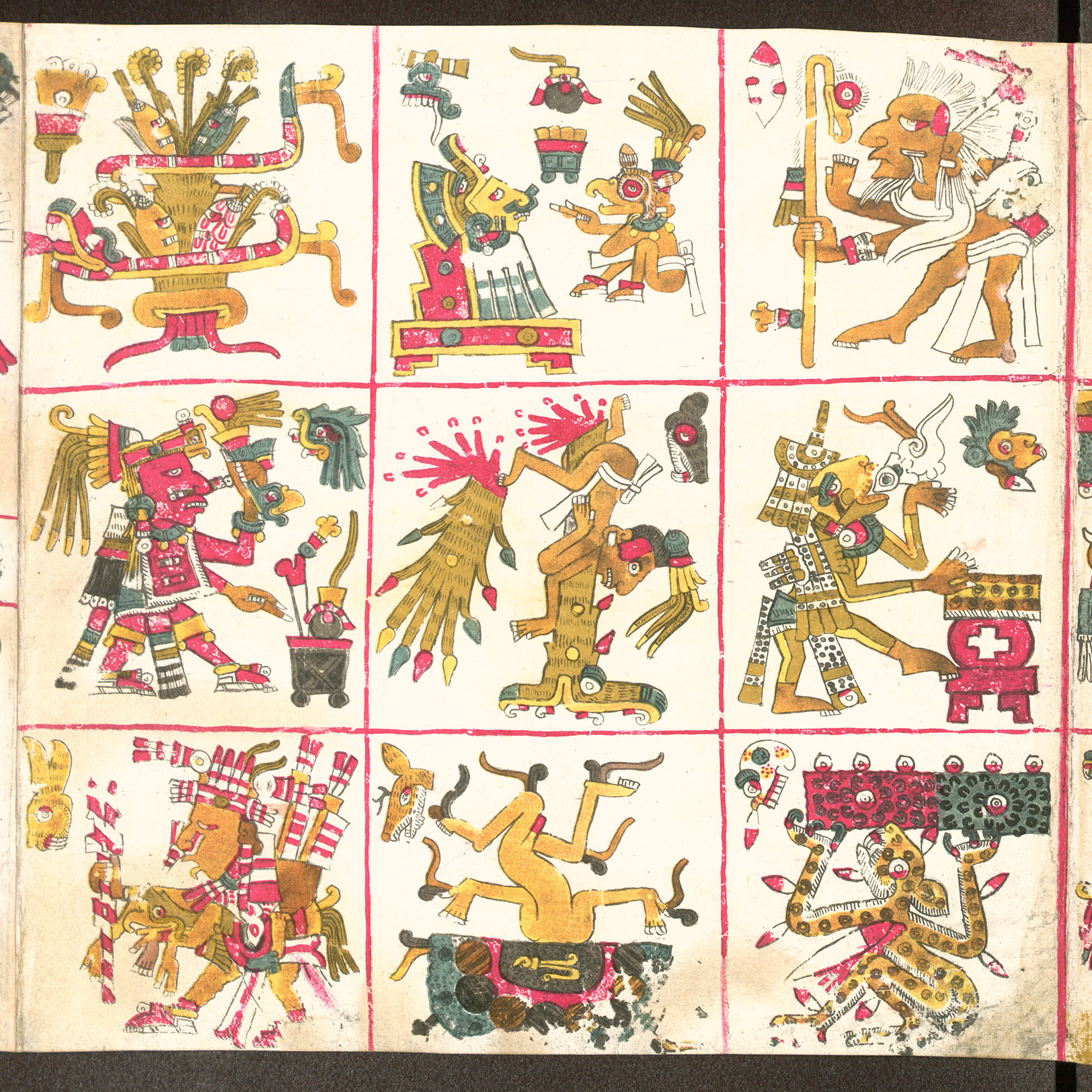
Pàgina 24
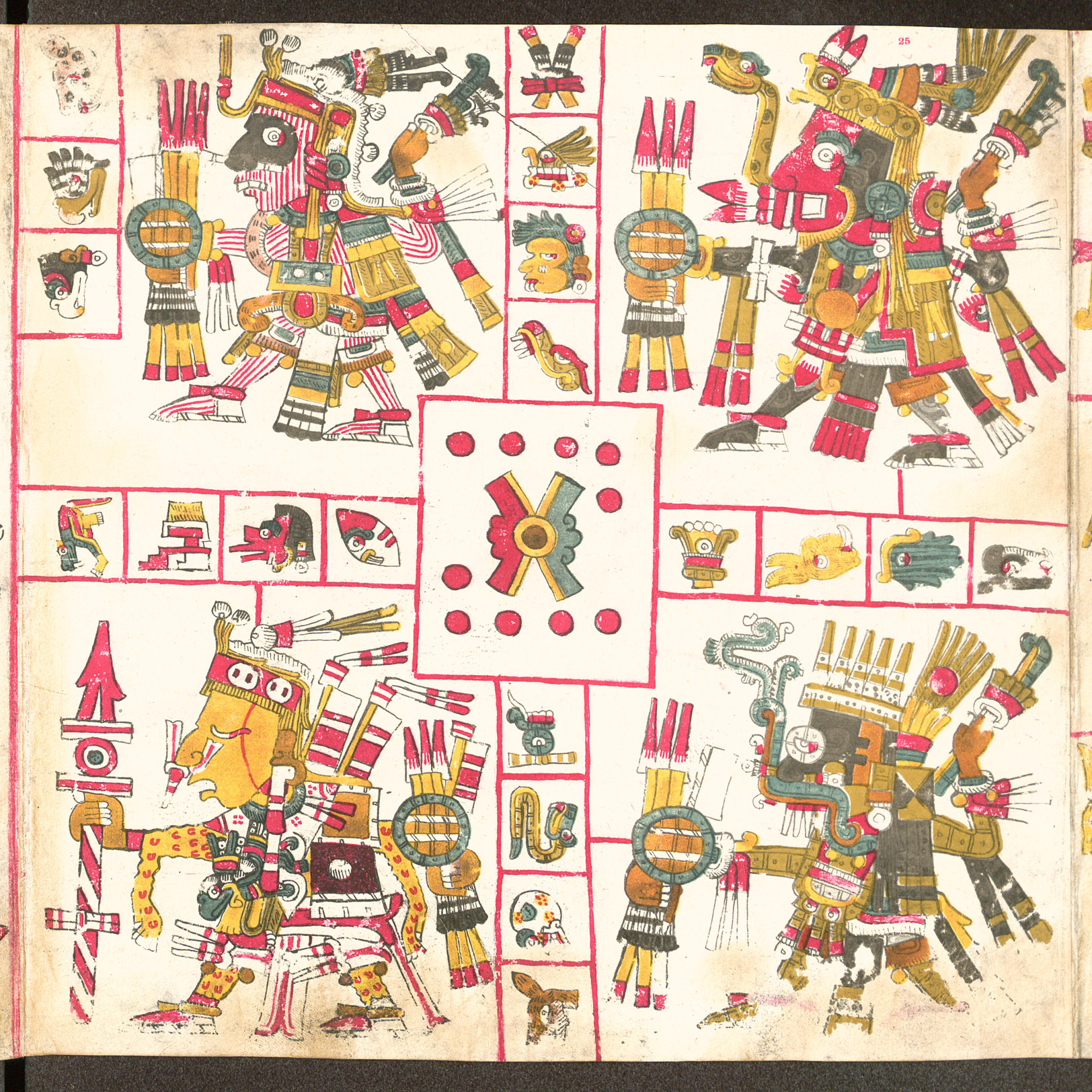
Pàgina 25
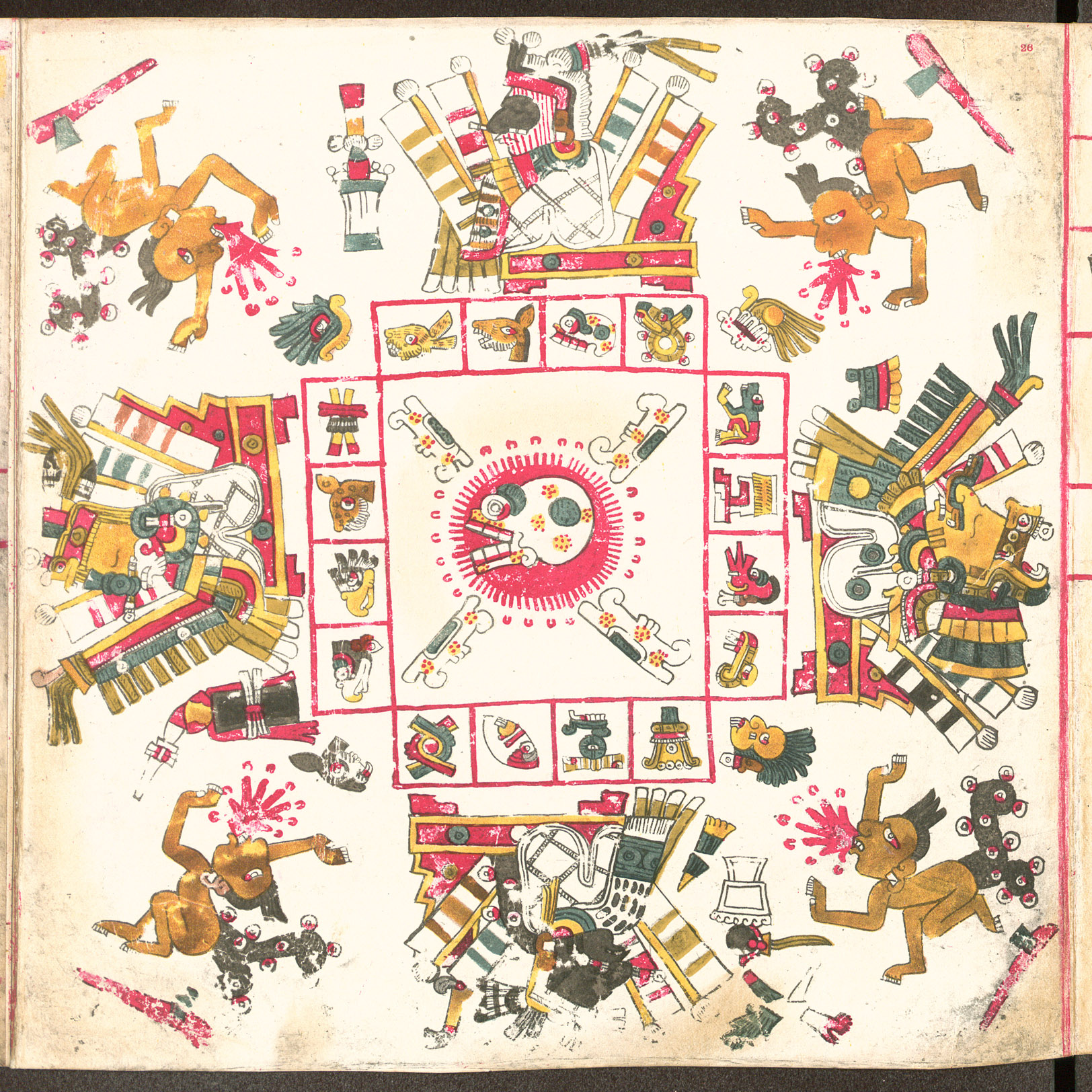
Pàgina 26
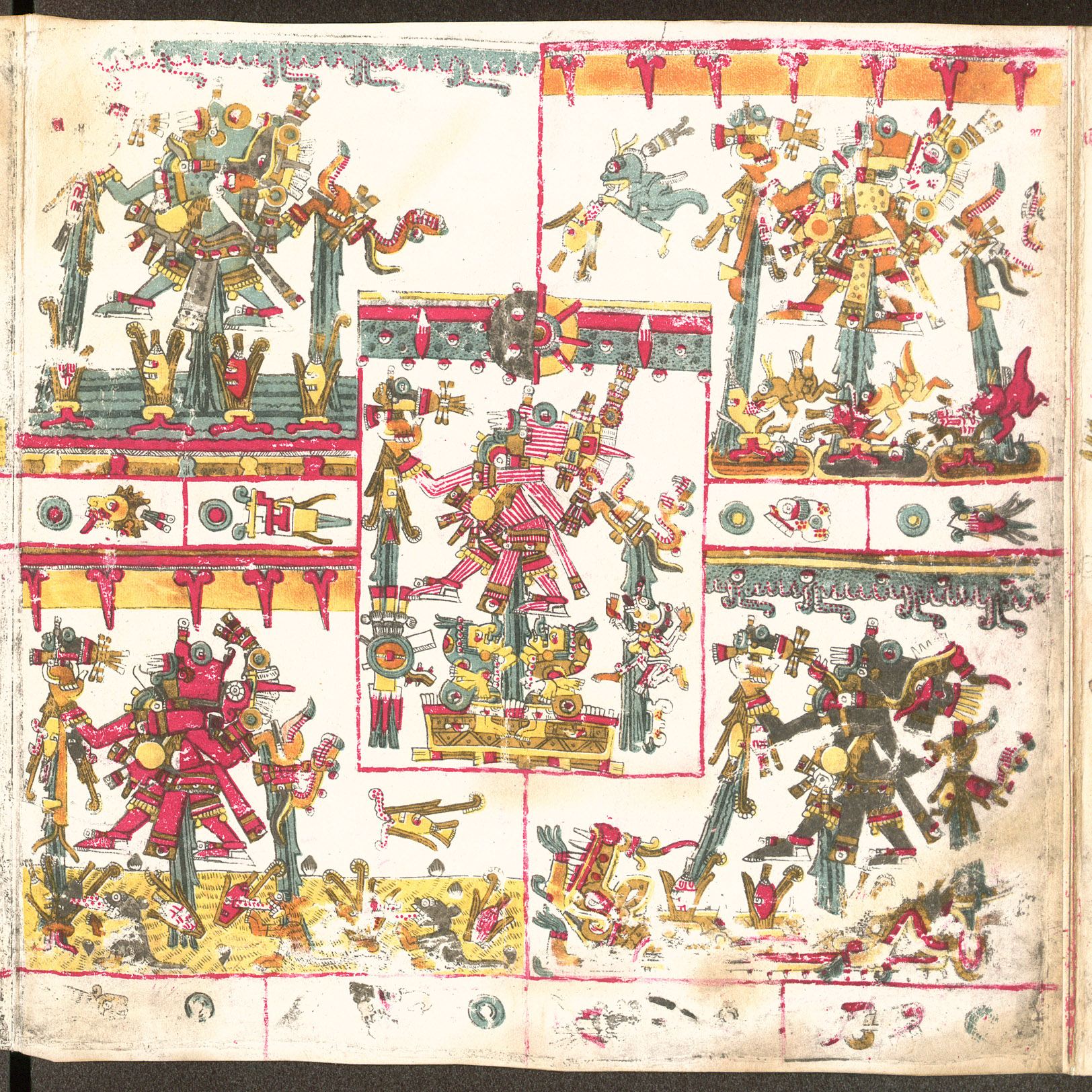
Pàgina 27
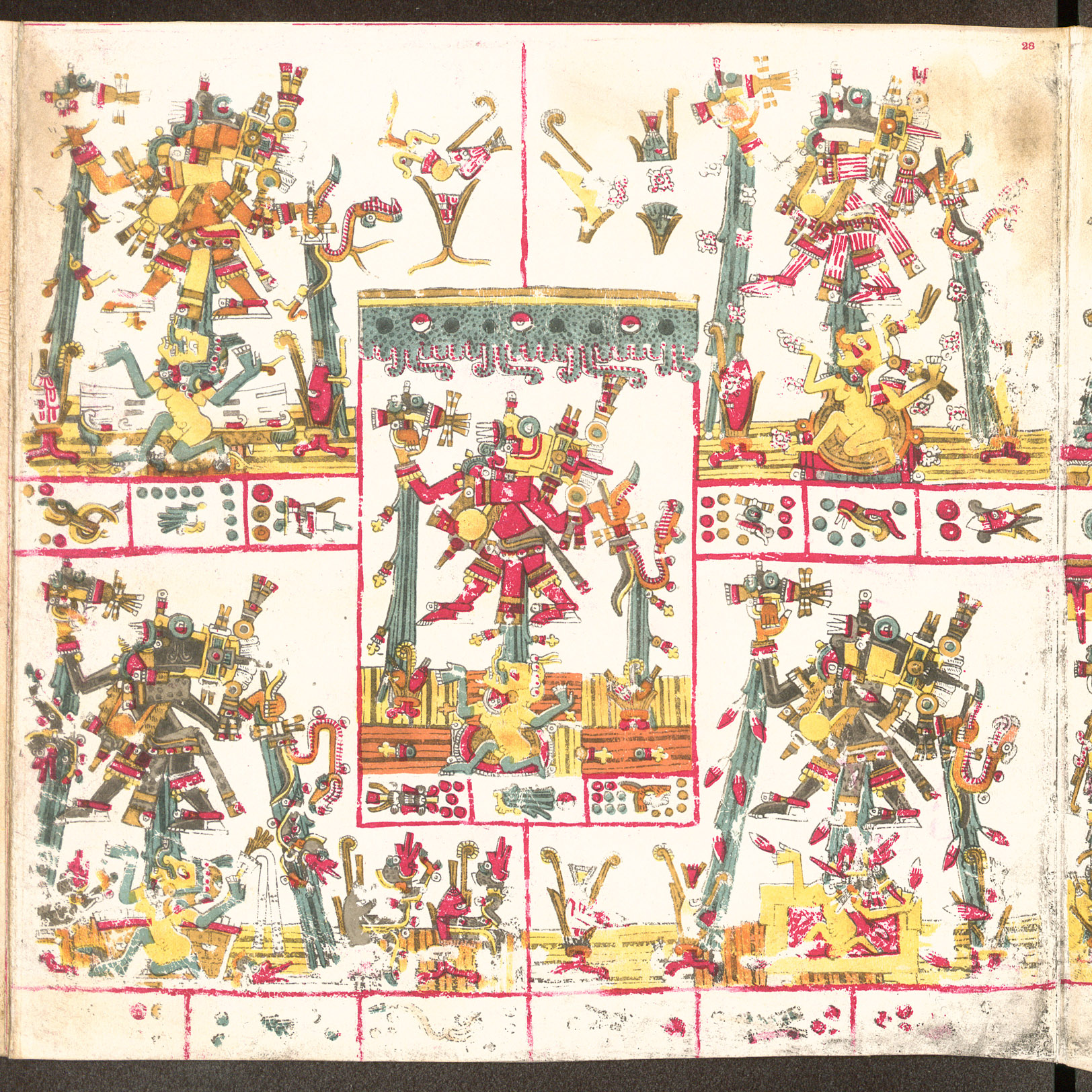
Pàgina 28

### Pàgines 29-46
Les pàgines de la 29 a la 46 del còdex són la secció més extensa del document, així com la més enigmàtica. Aparentment narren un viatge, però la complexa iconografia i la falta de documents comparables han portat al desenvolupament d'interpretacions diferents. Una d'aquestes hipòtesi sosté que el text recull esdeveniments històrics reals, mentre que altres experts suggereixen que podria tractar-se d'una narració del ritual pas de Quetzalcóatl, vist com una personificació de Venus, a través de l'inframón, o bé una narrativa còsmica de la creació. La seqüència sembla acabar amb una cerimònia del Foc Nou, que marca la fi d'un cicle de 52 anys i el començament del següent.

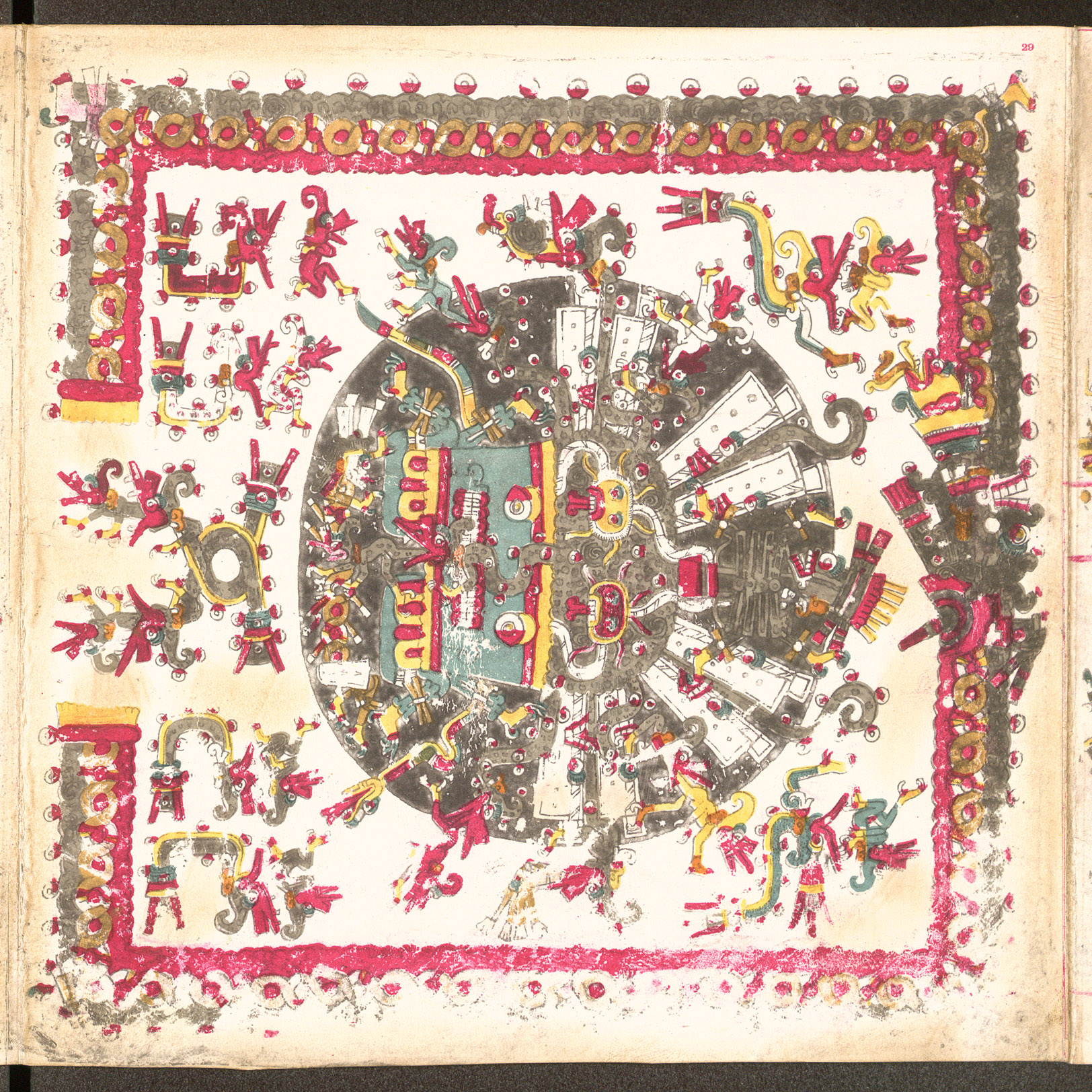
Pàgina 29
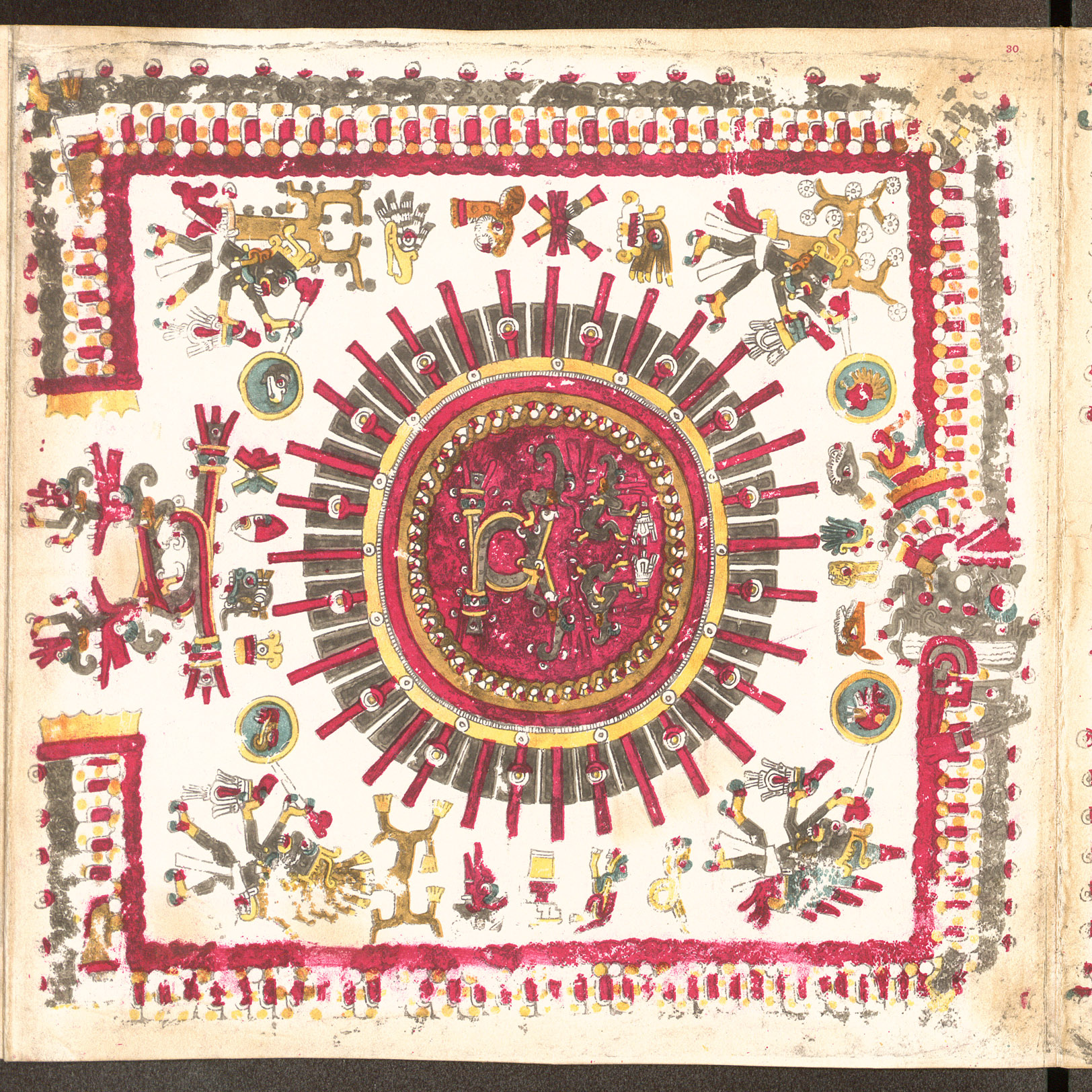
Pàgina 30
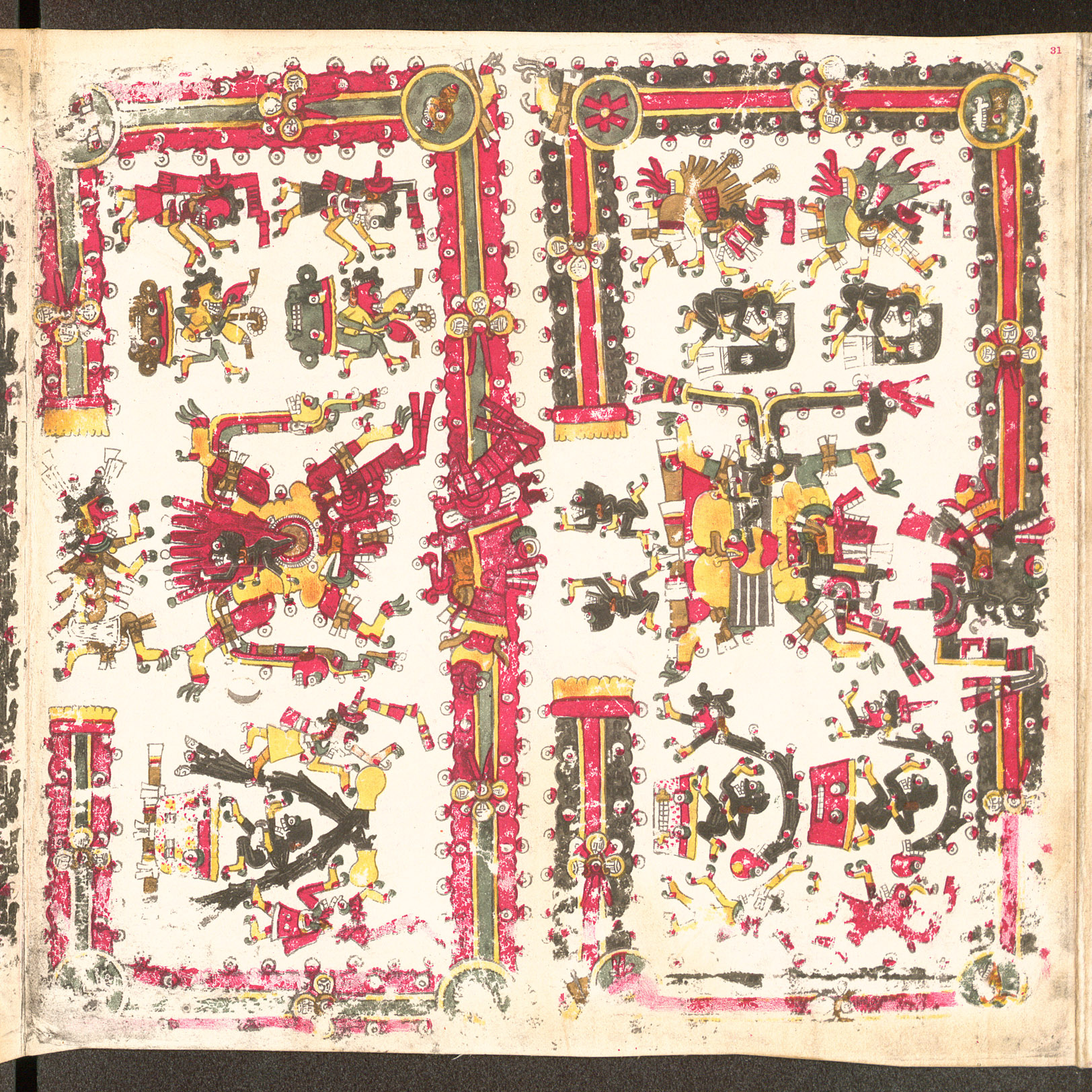
Pàgina 31
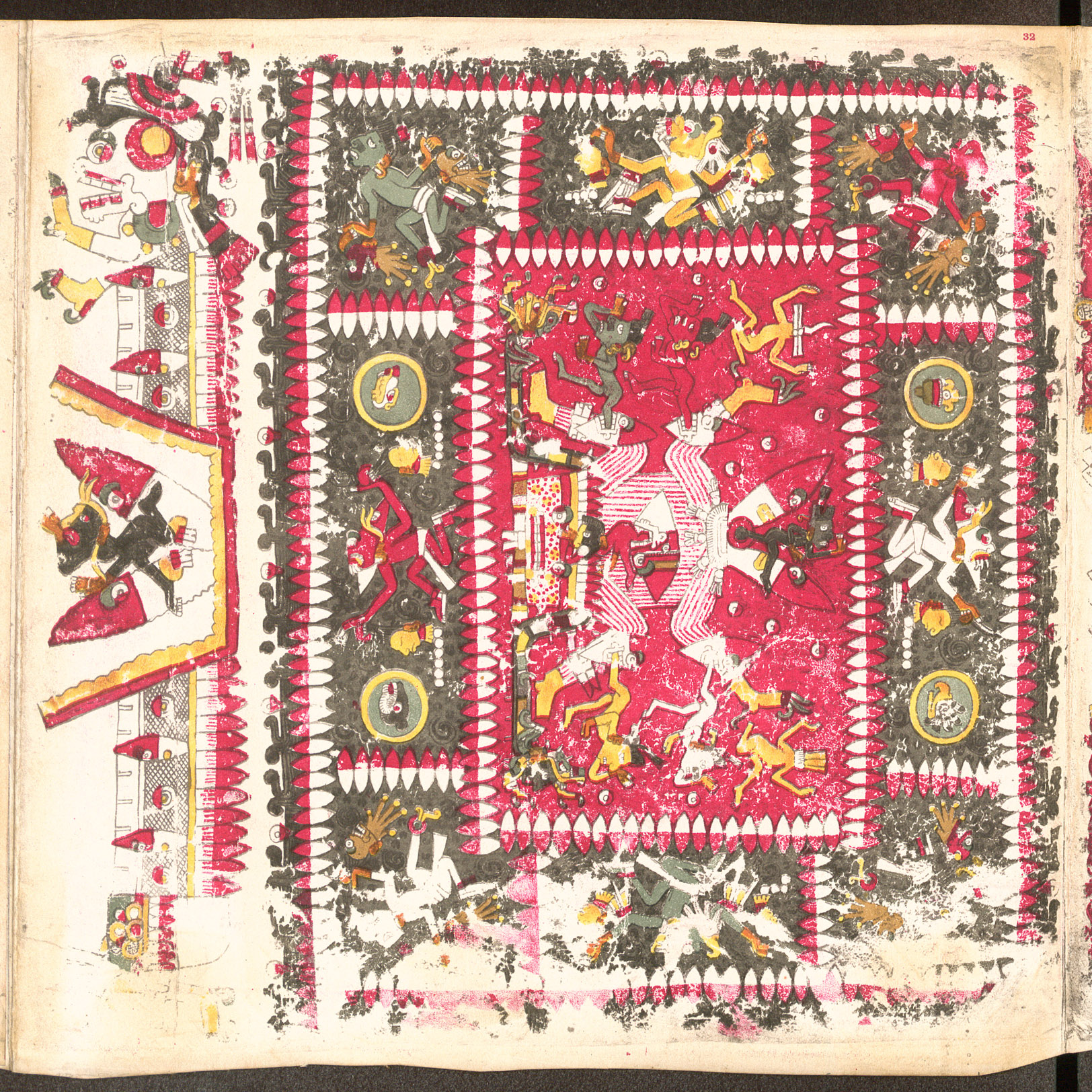
Pàgina 32
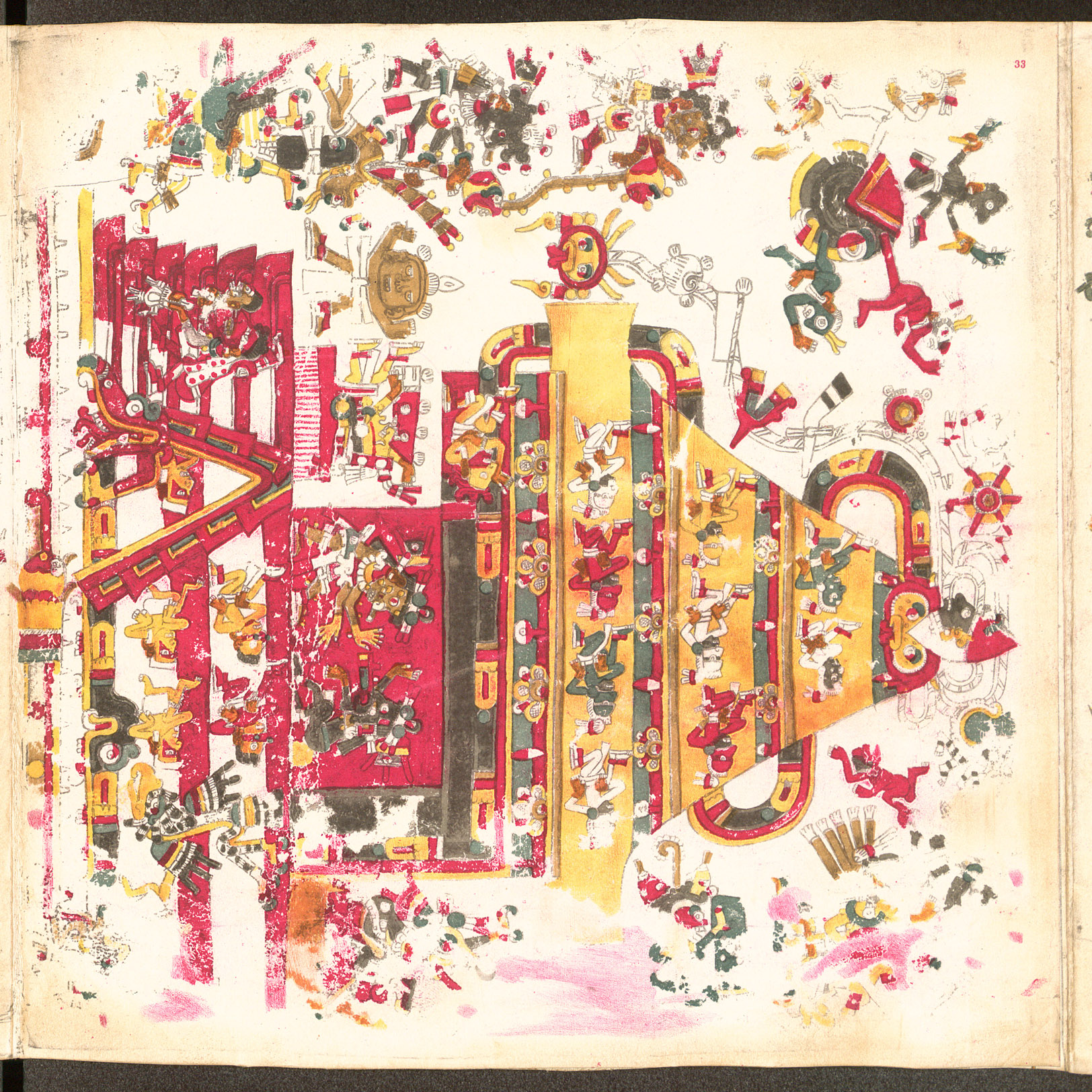
Pàgina 33
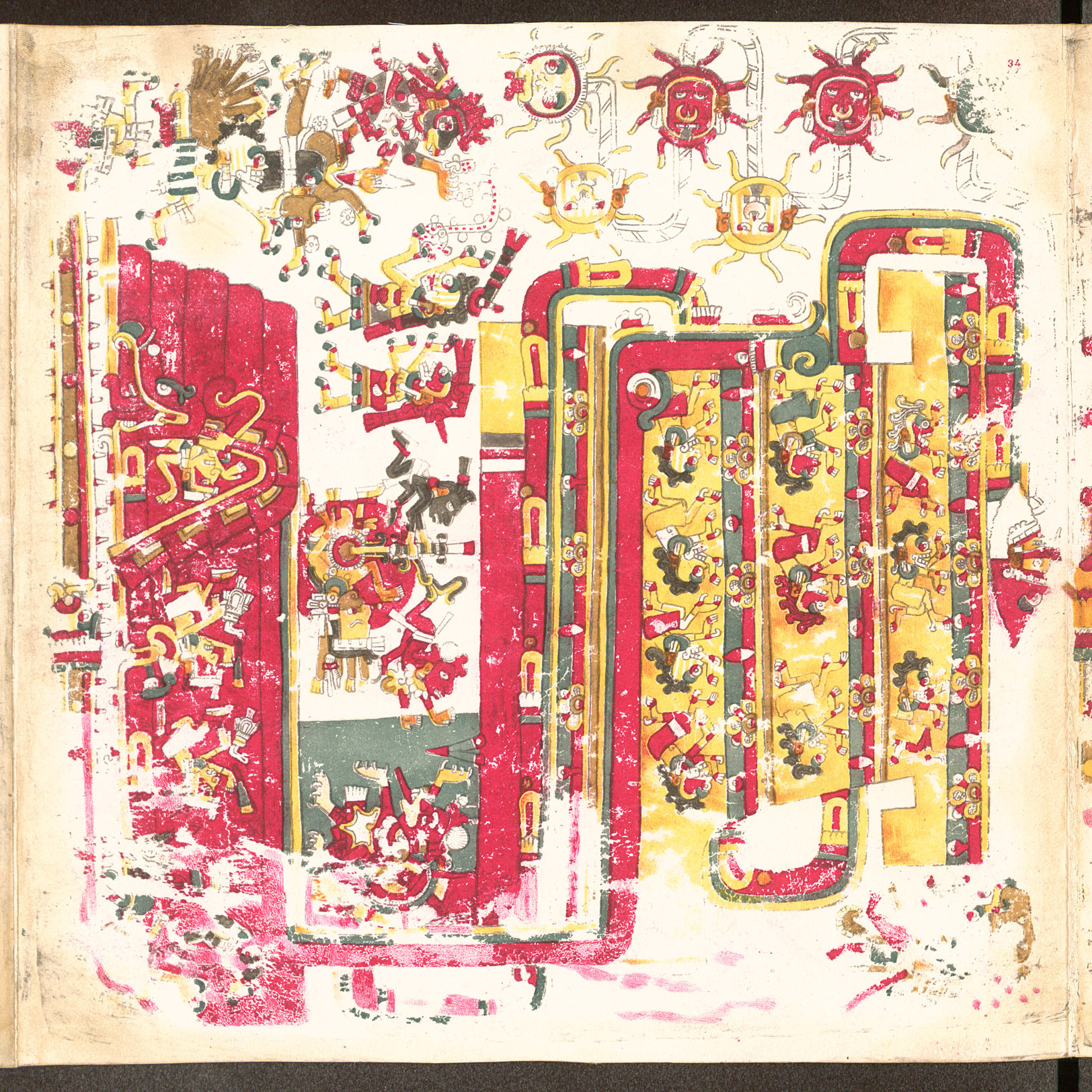
Pàgina 34
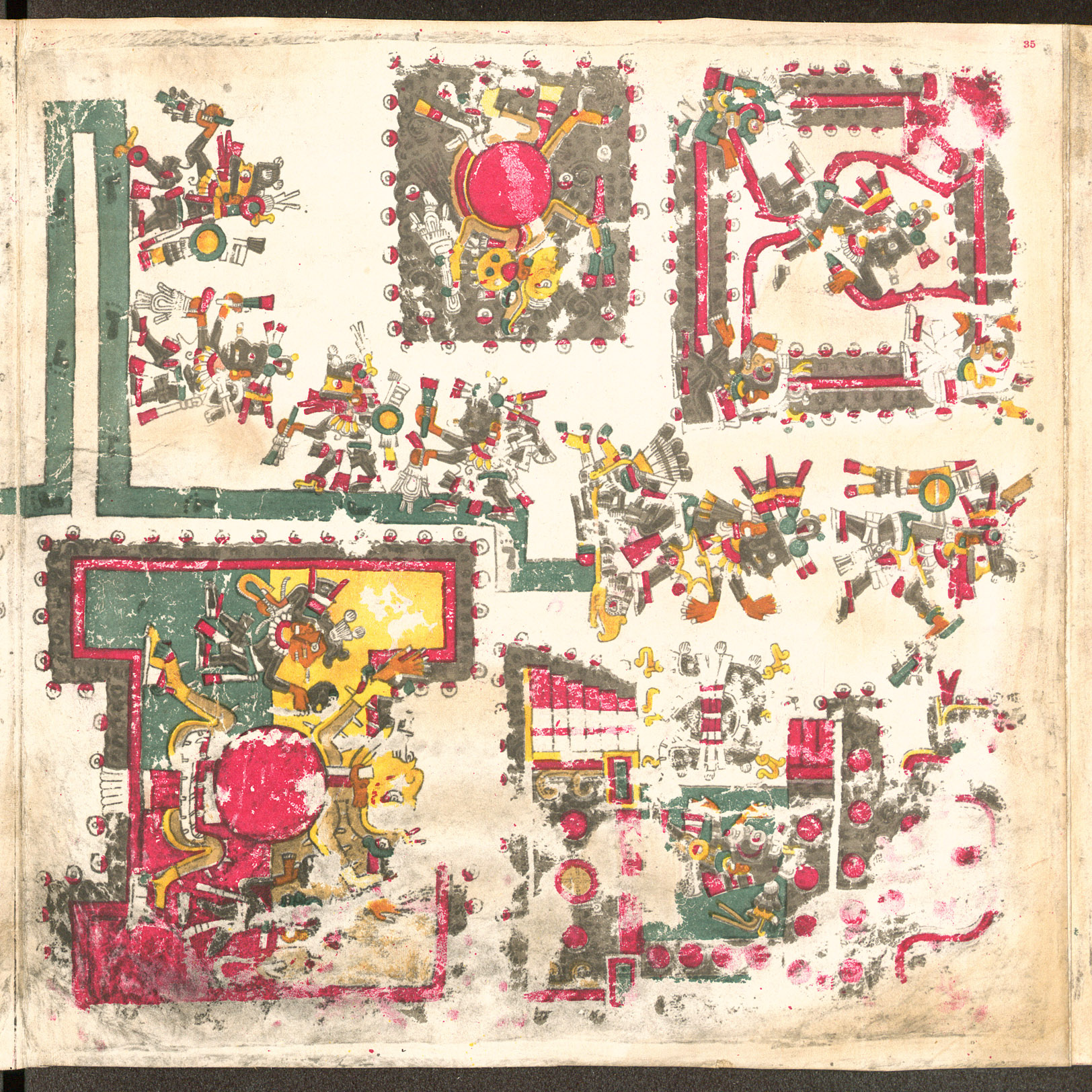
Pàgina 35
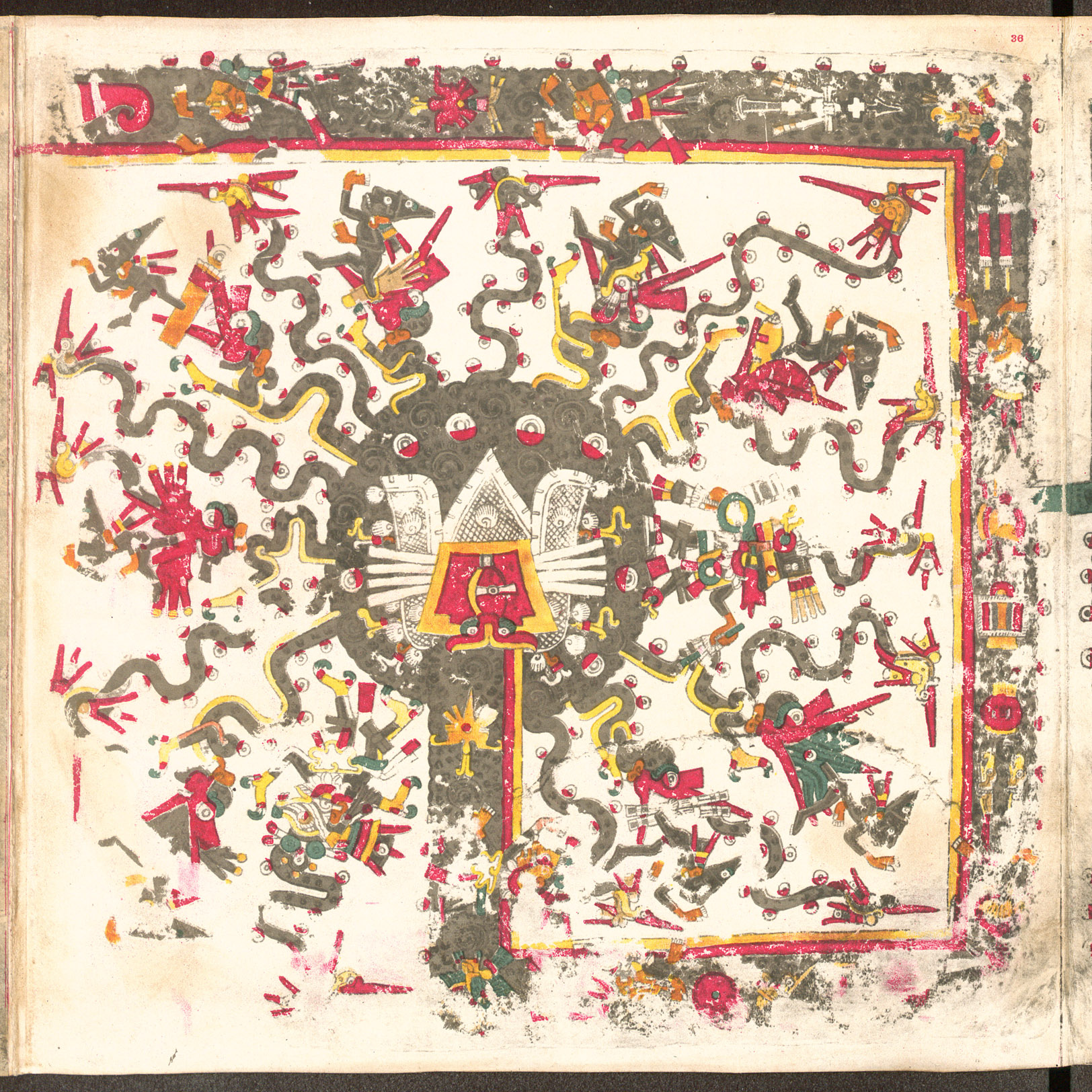
Pàgina 36
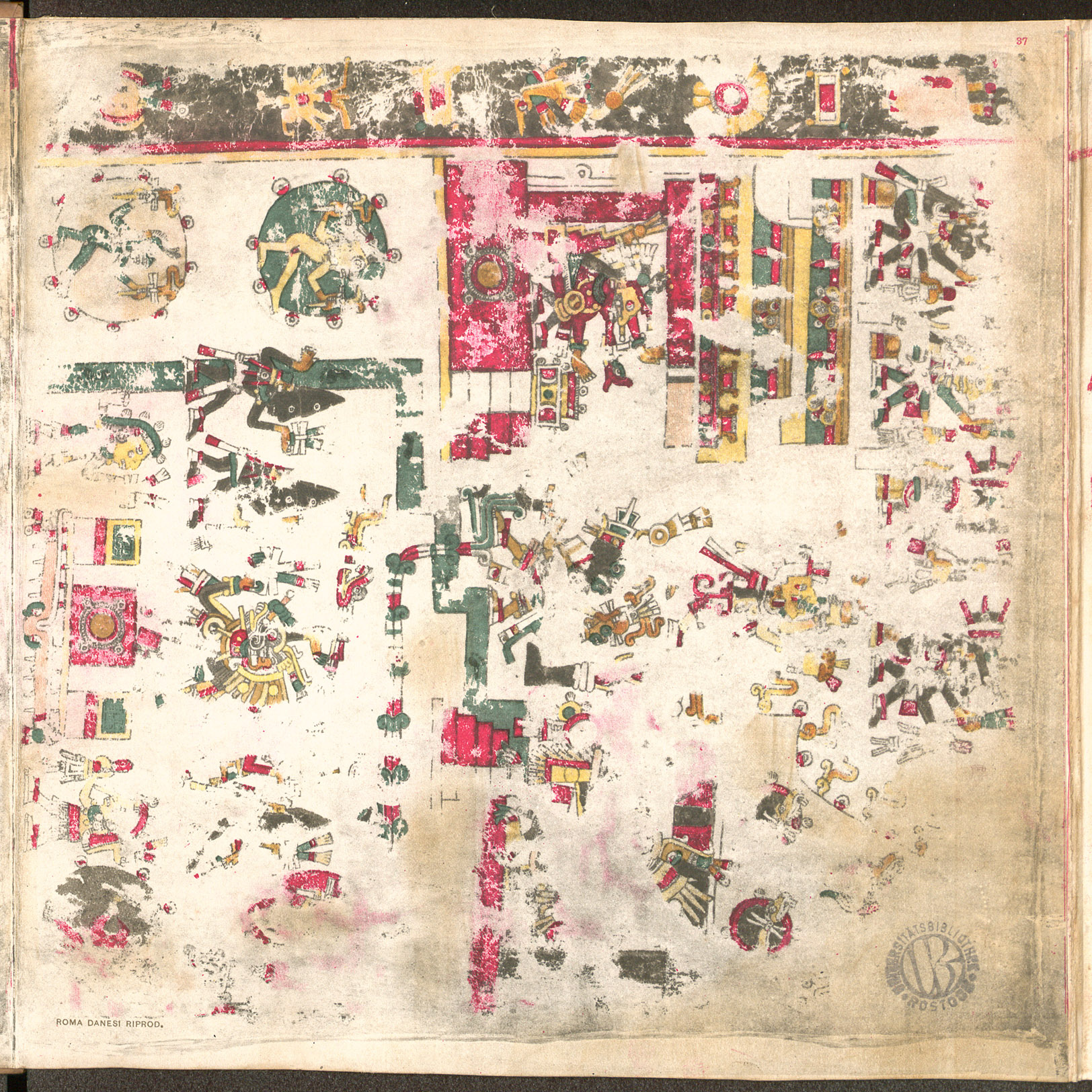
Pàgina 37
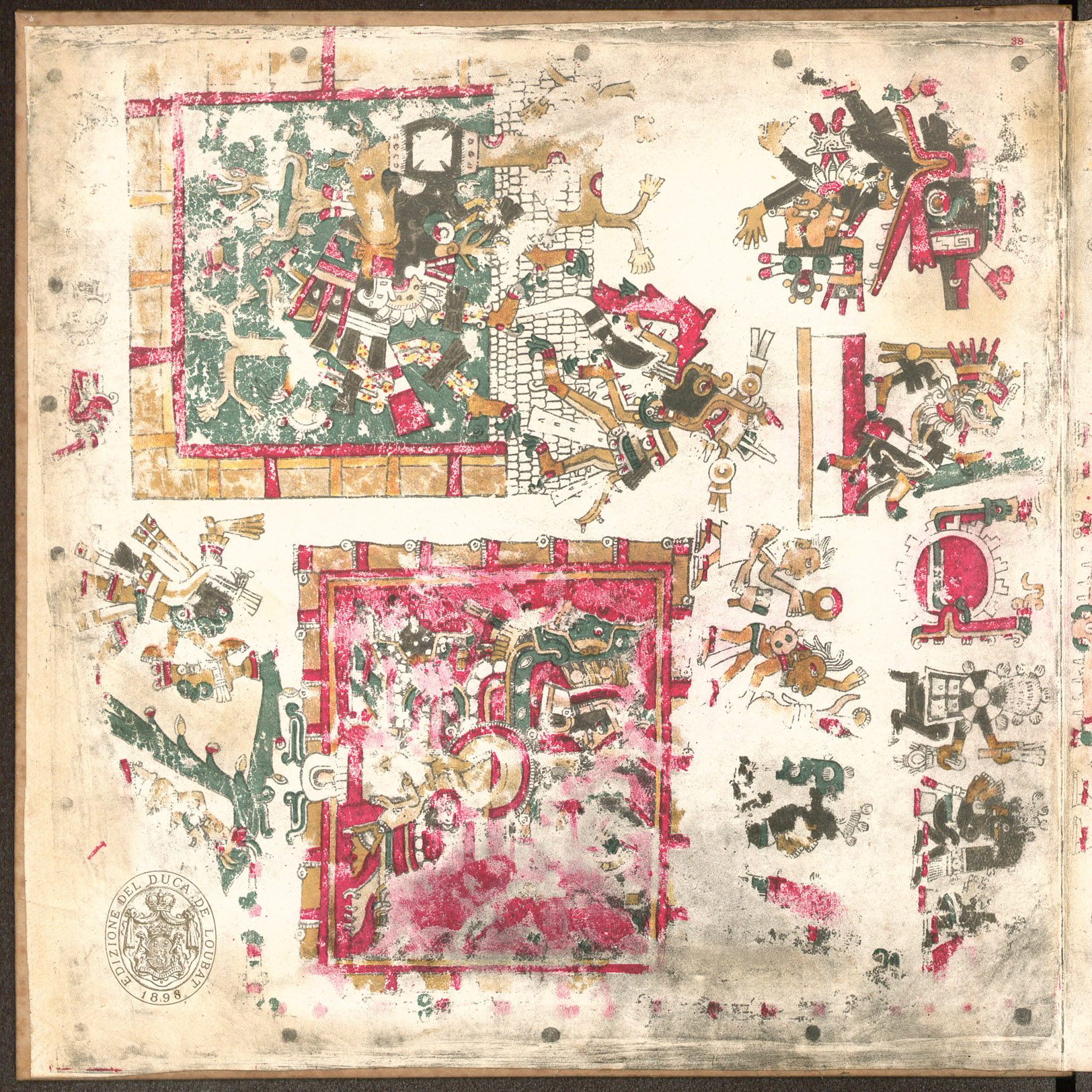
Pàgina 38
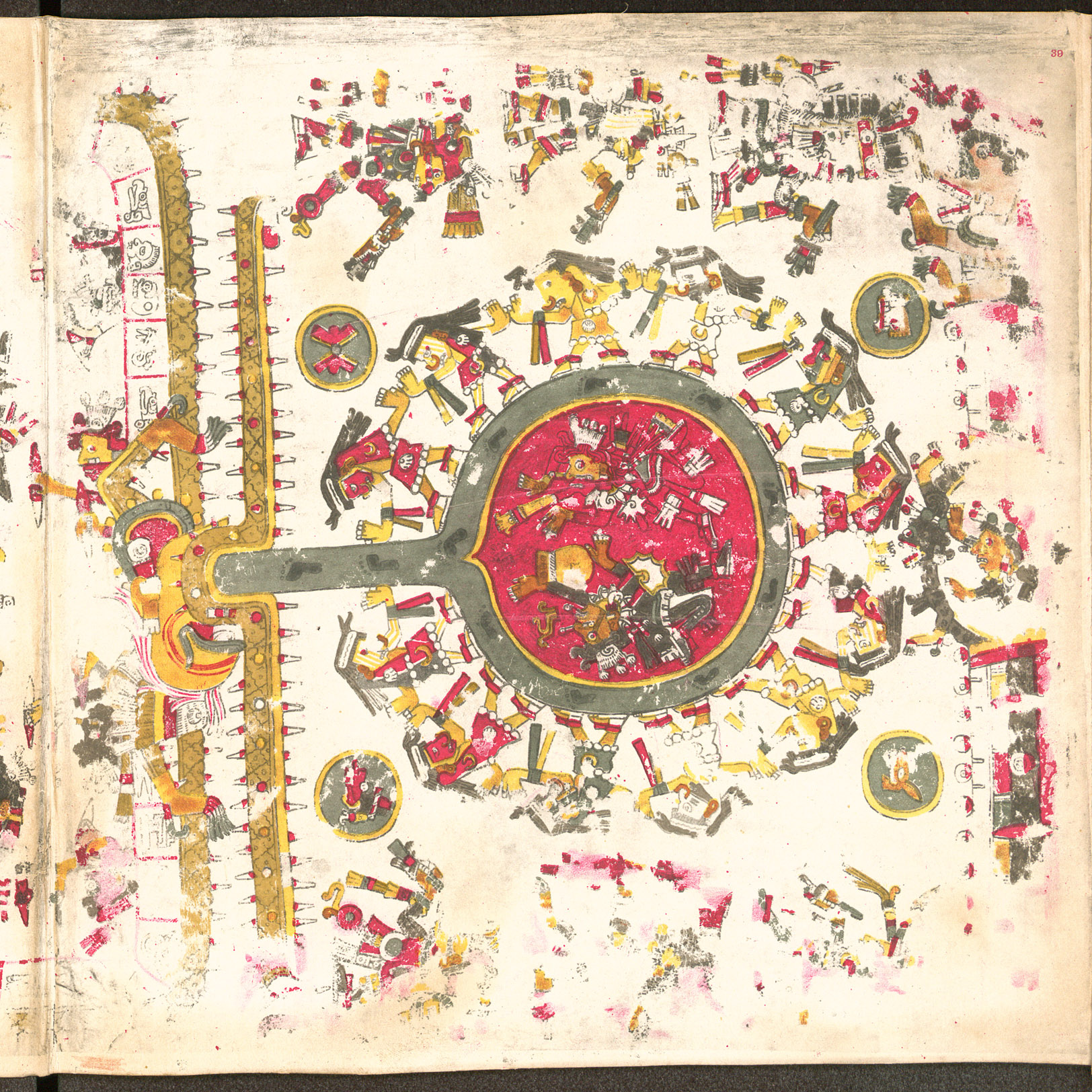
Pàgina 39
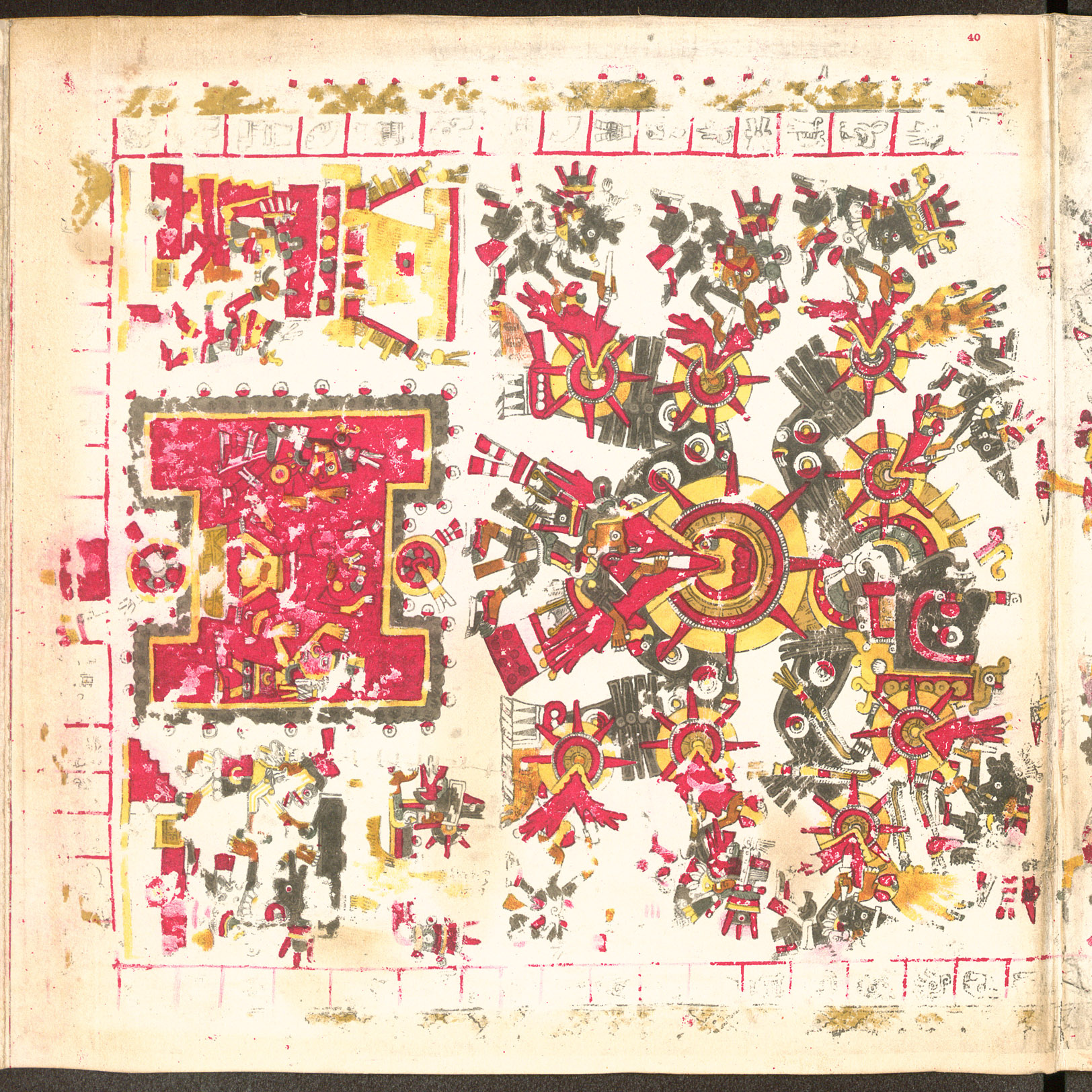
Pàgina 40
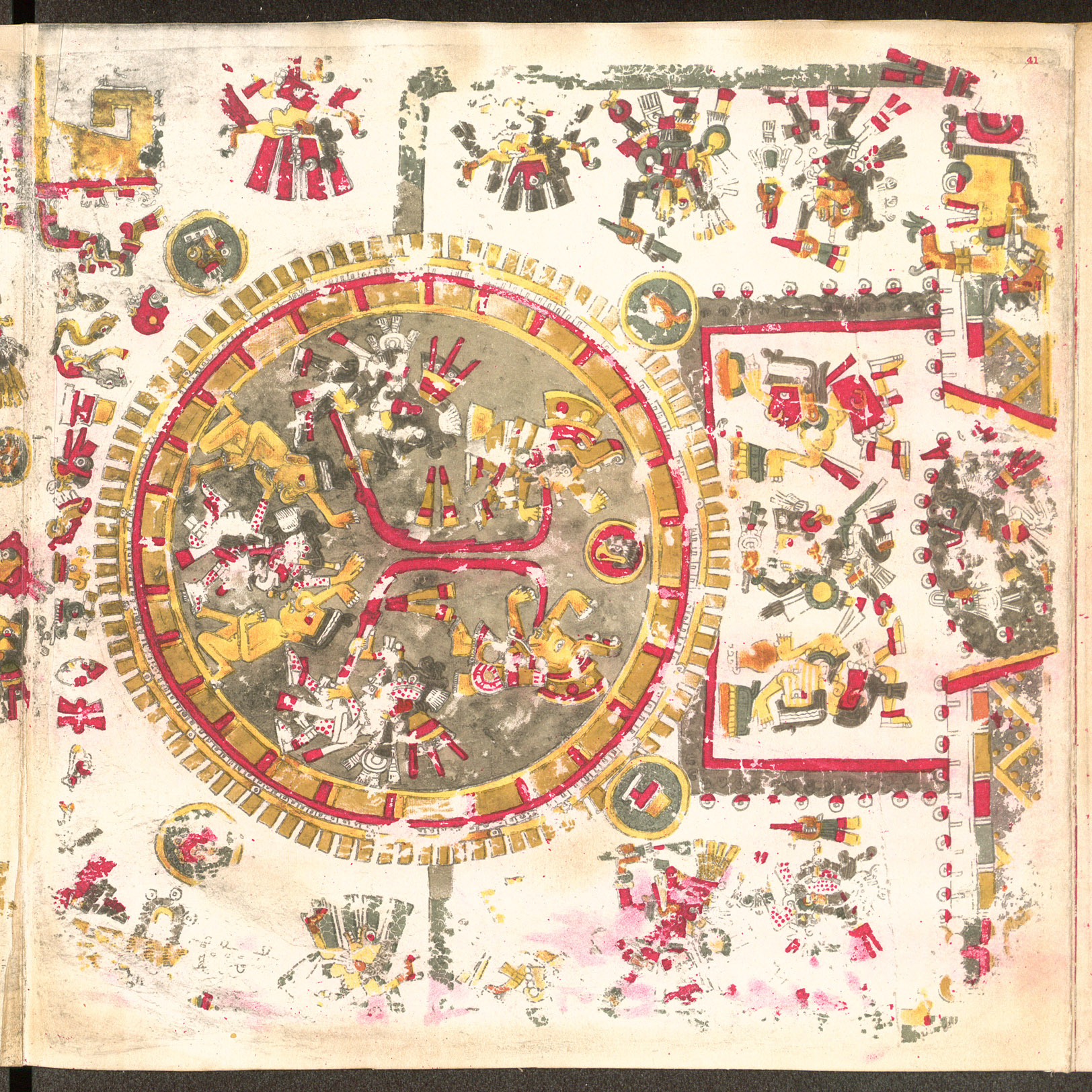
Pàgina 41
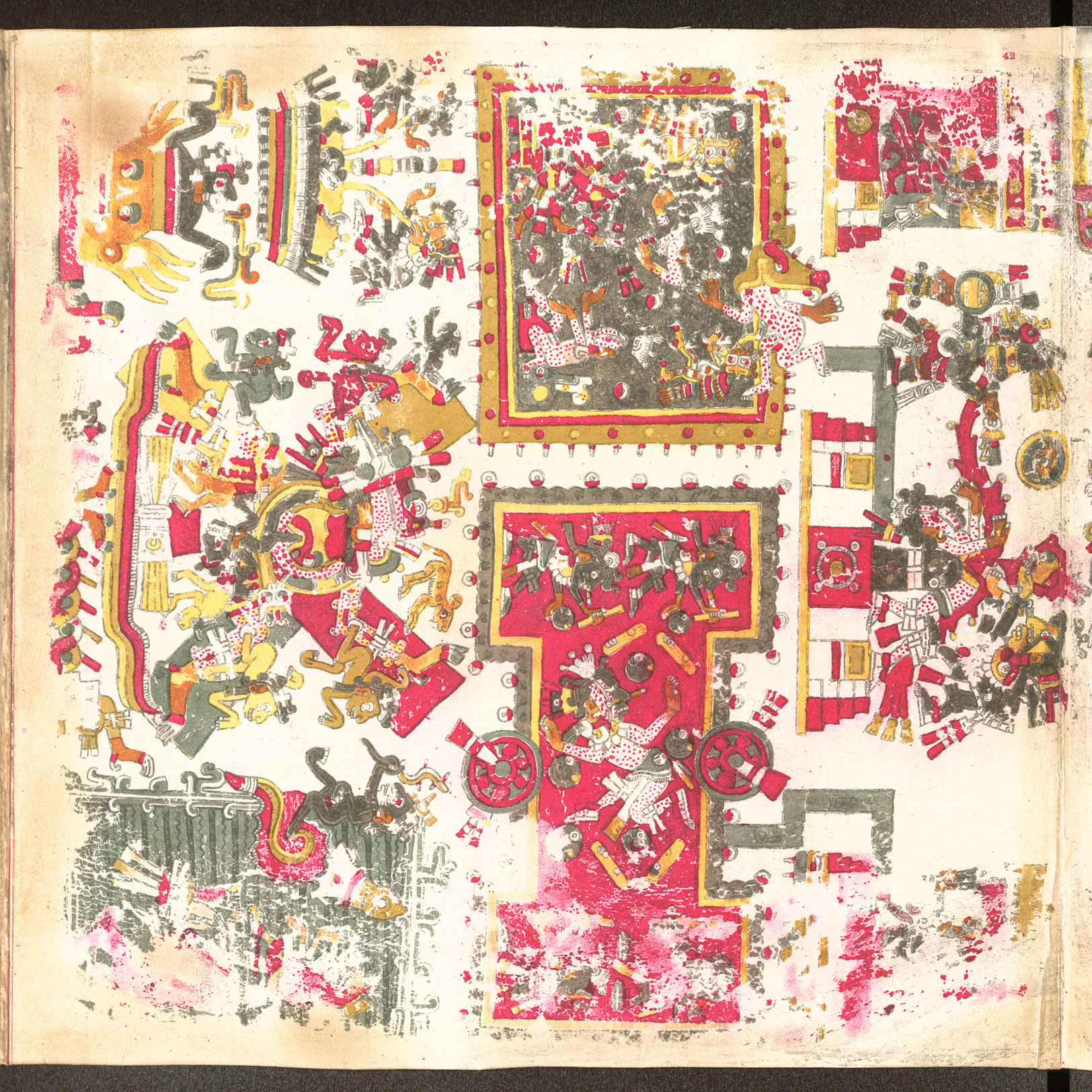
Pàgina 42
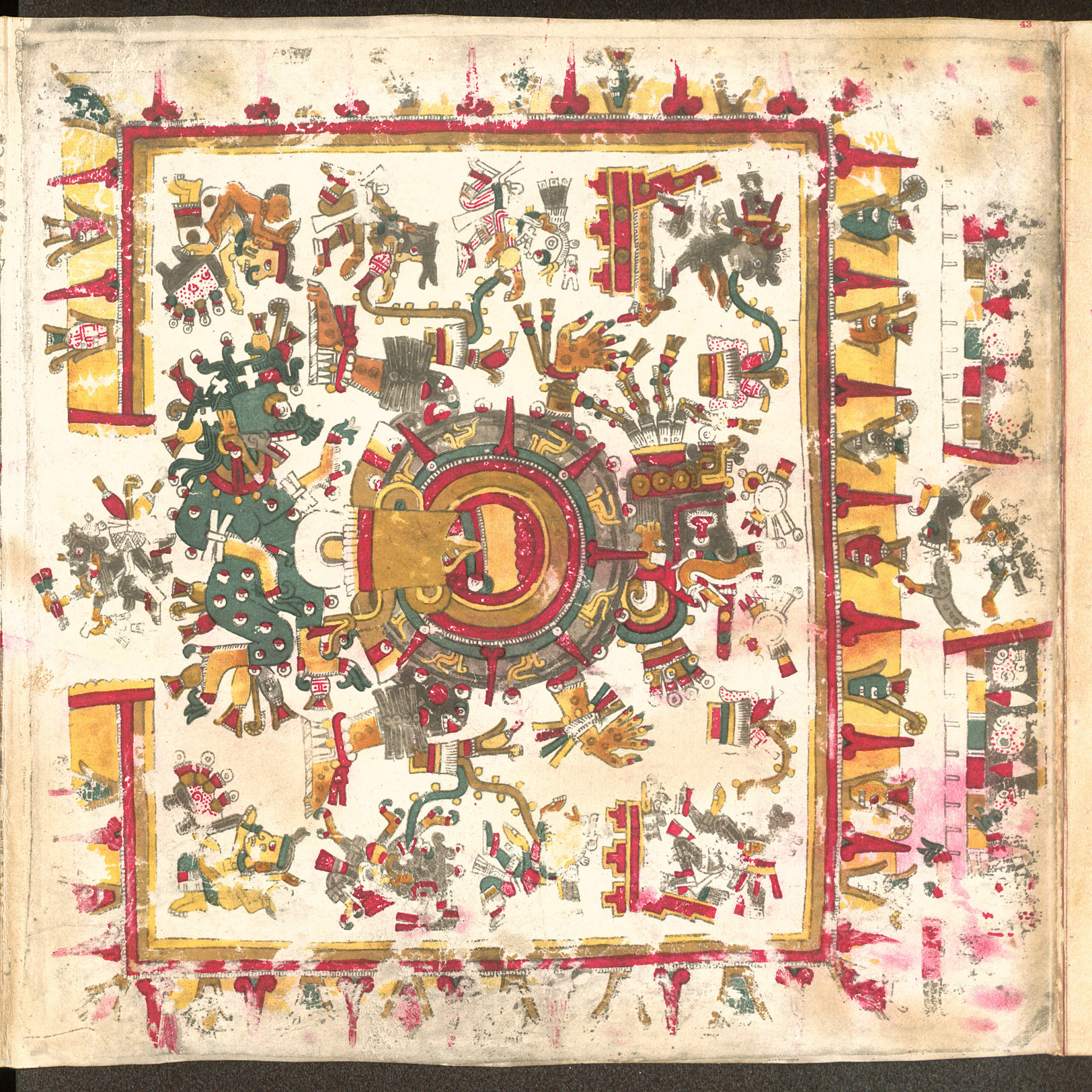
Pàgina 43
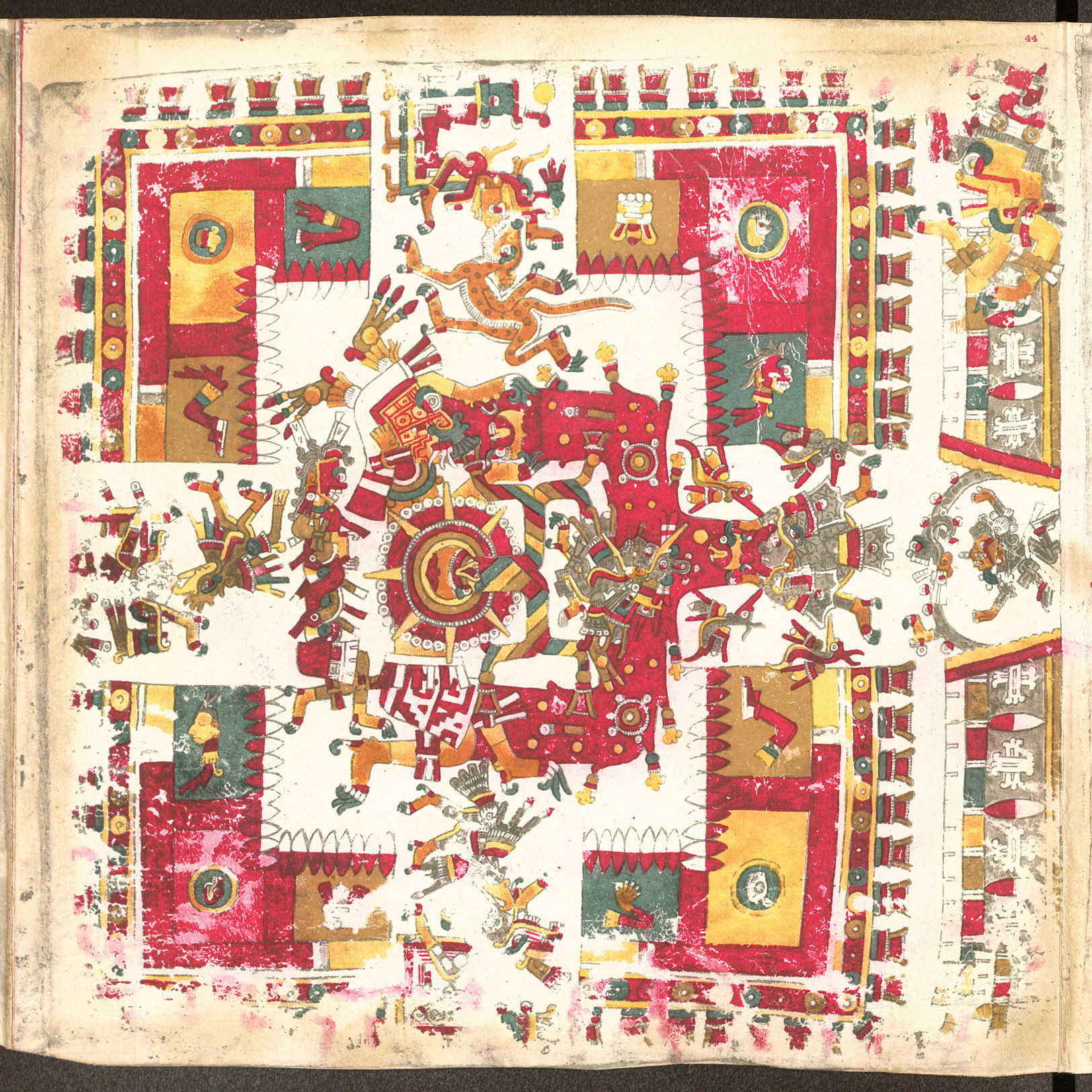
Pàgina 44
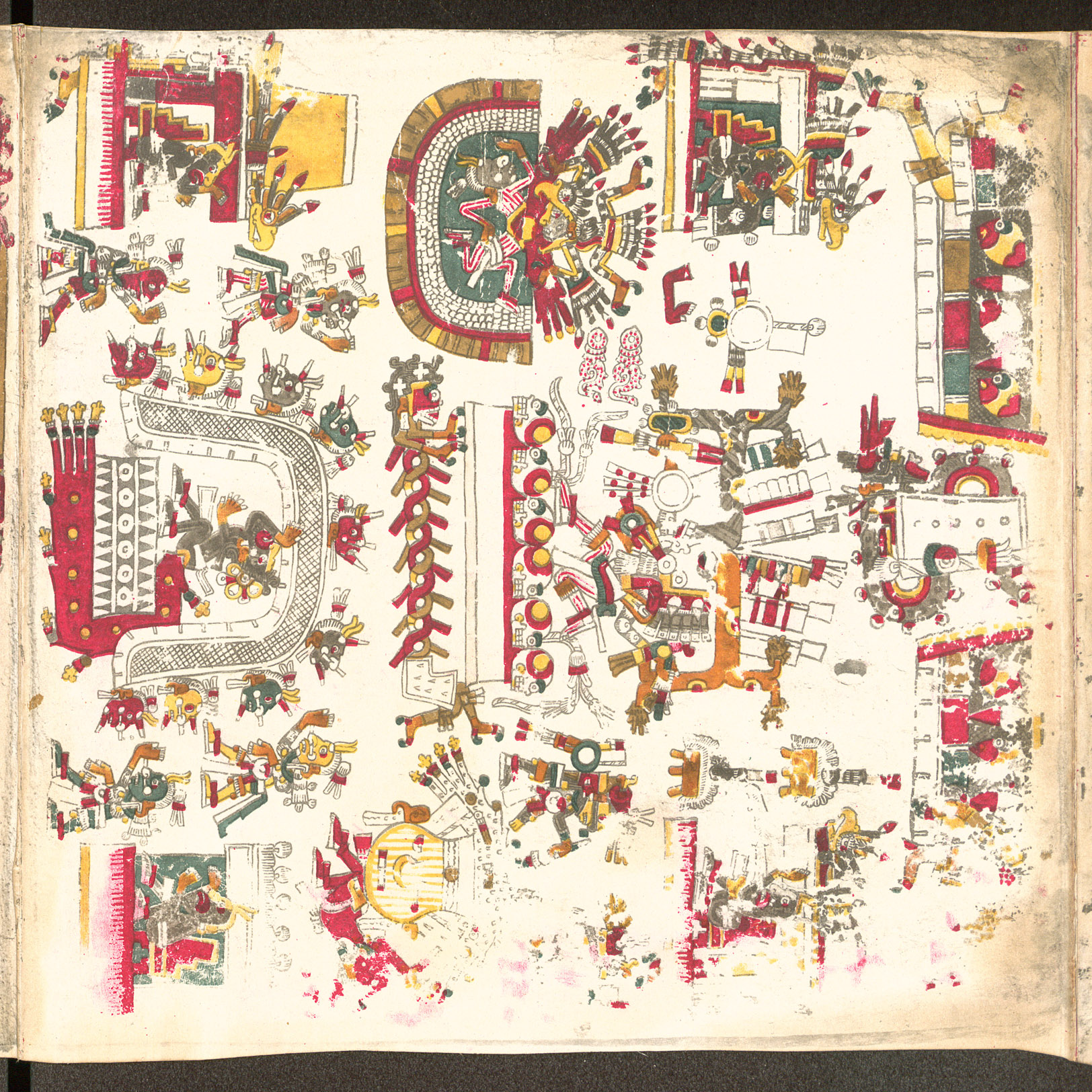
Pàgina 45
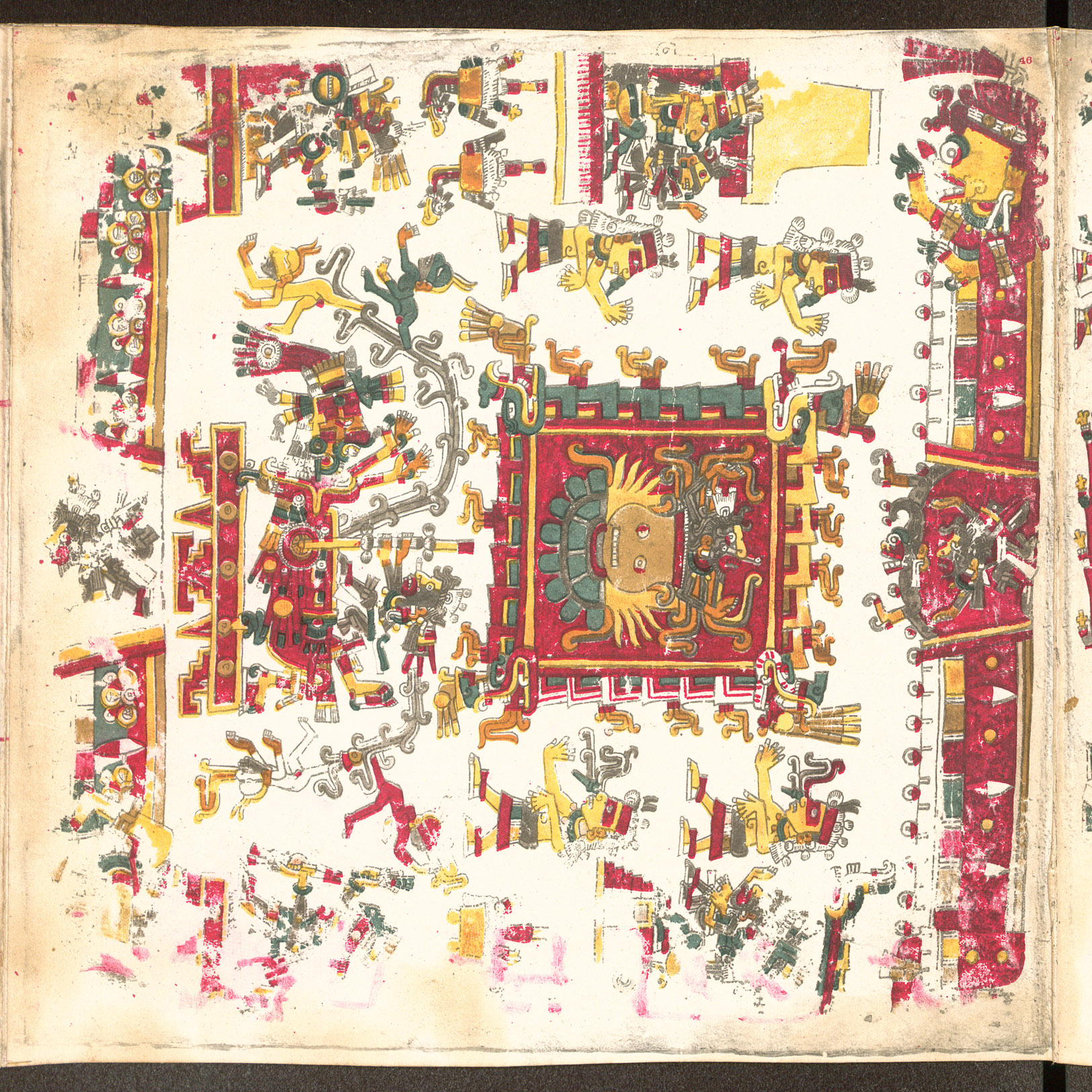
Pàgina 46

### Pàgines 47-56
Les pàgines 47-56 mostren una sèrie de divinitats, sacrificis i una altra iconografia complexa.

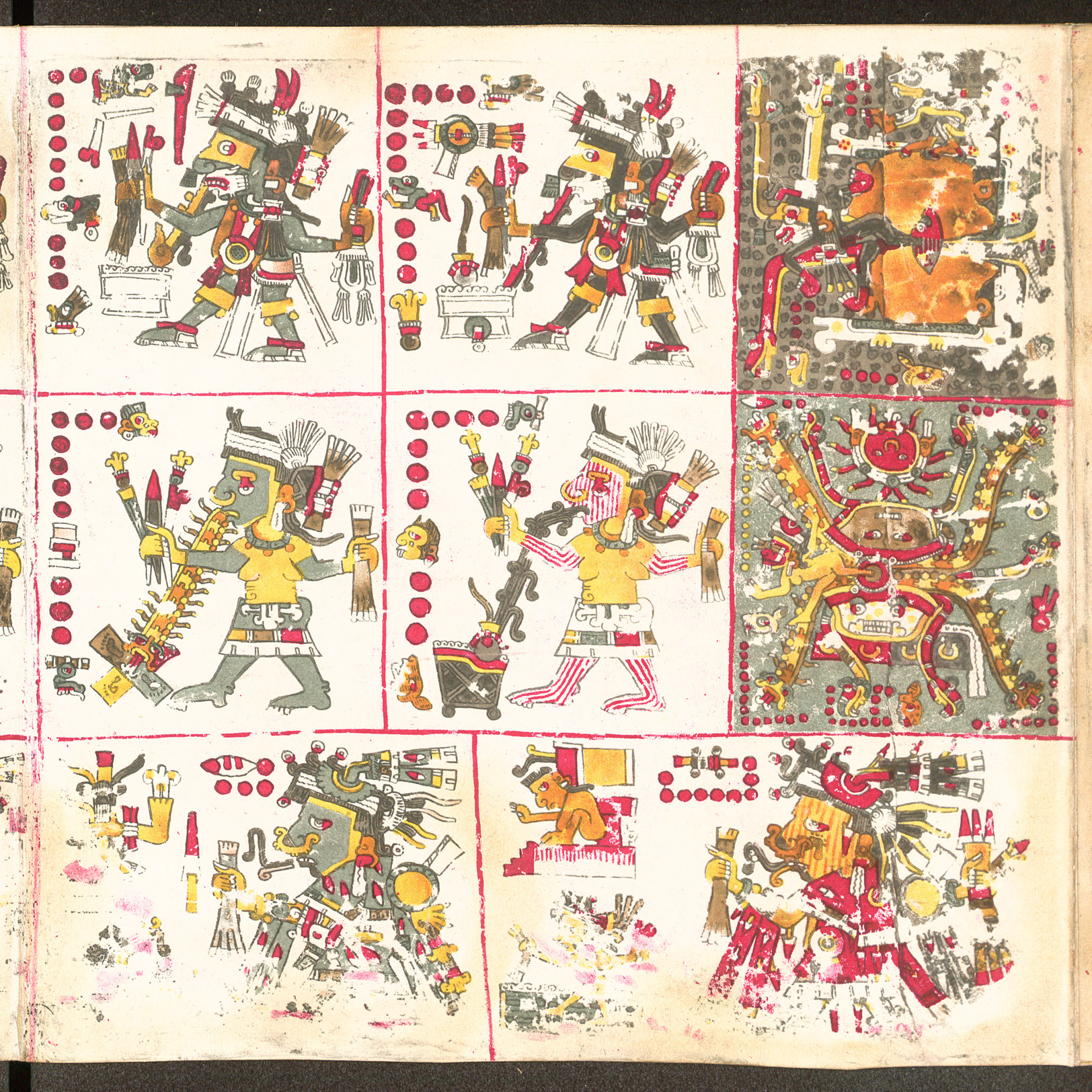
Pàgina 47
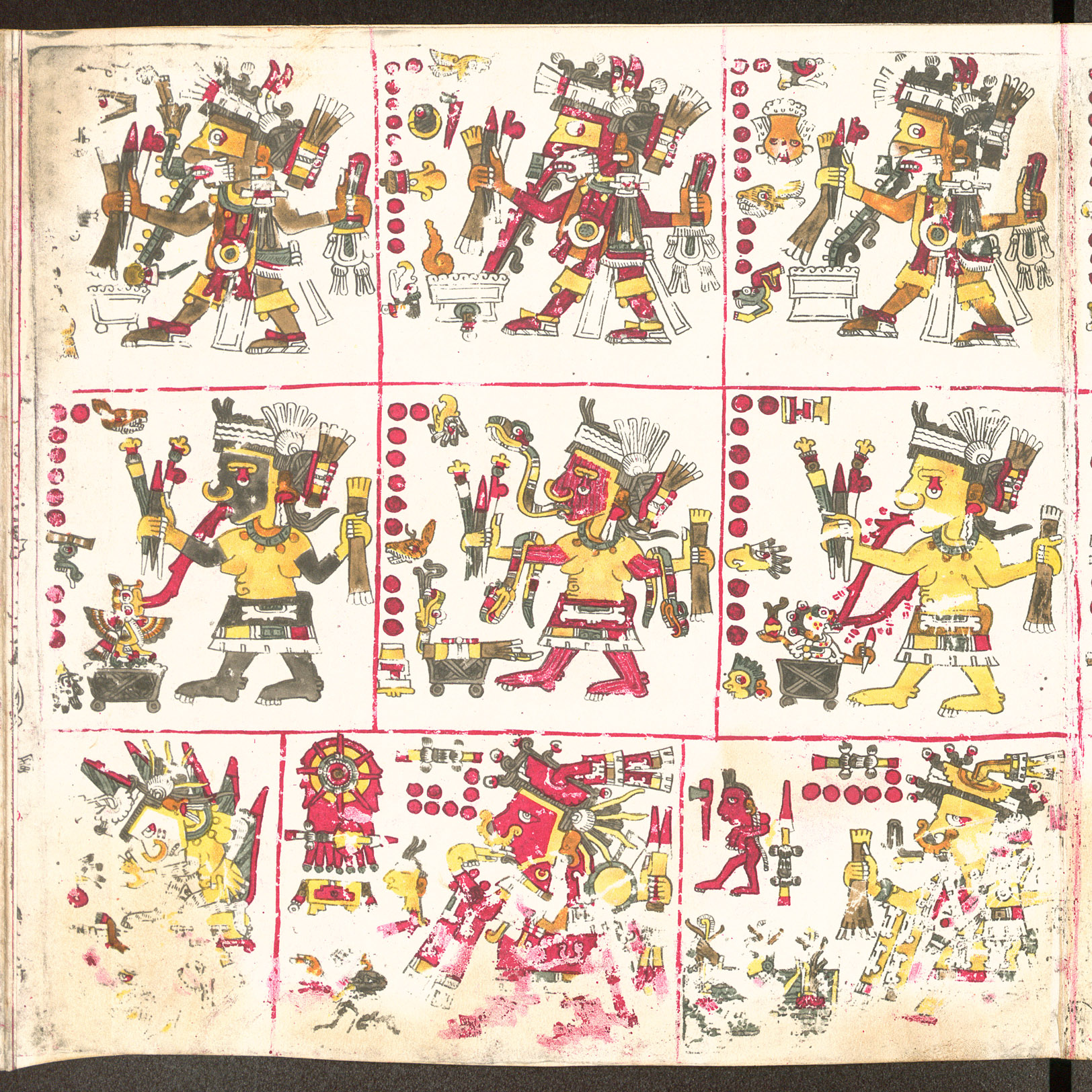
Pàgina 48
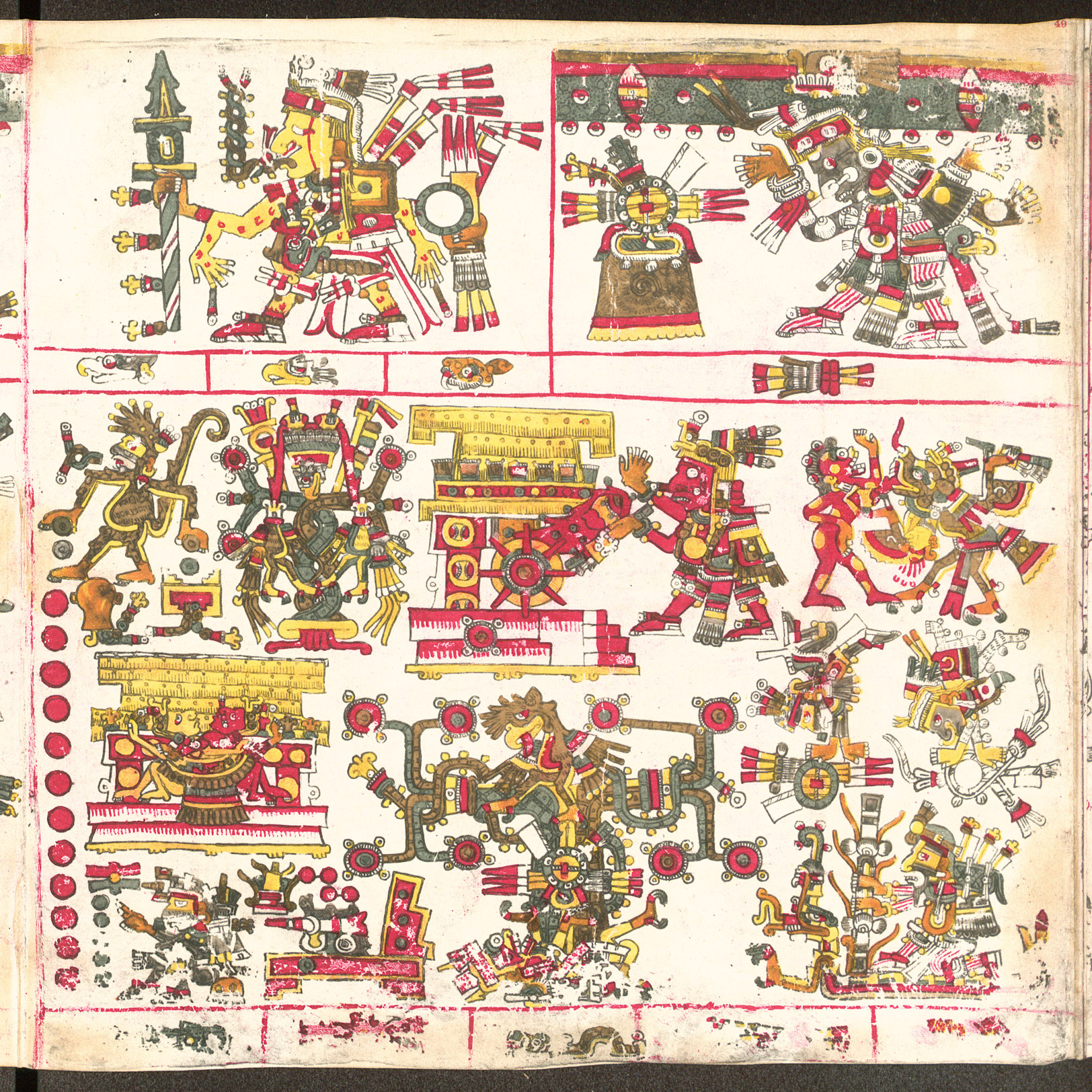
Pàgina 49
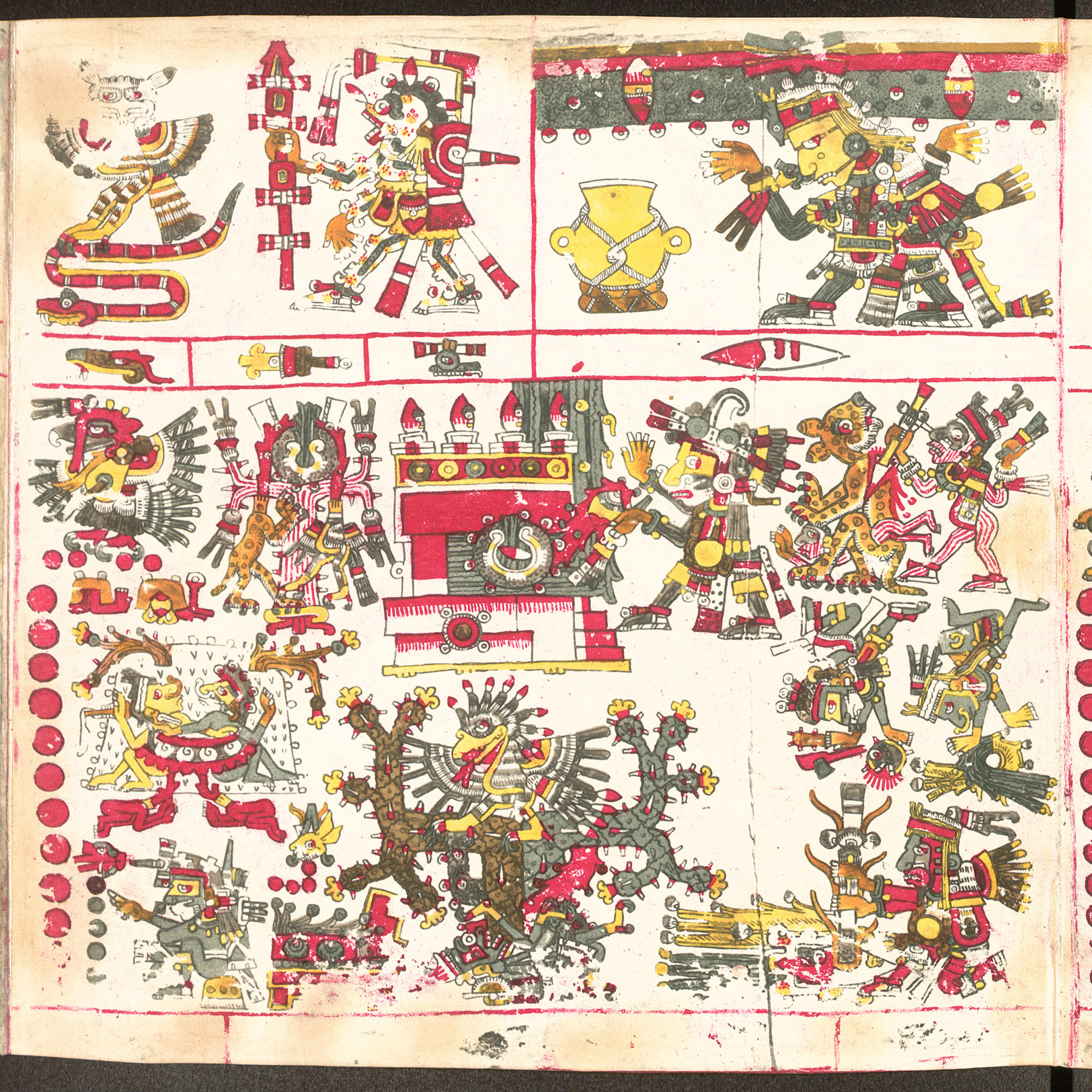
Pàgina 50
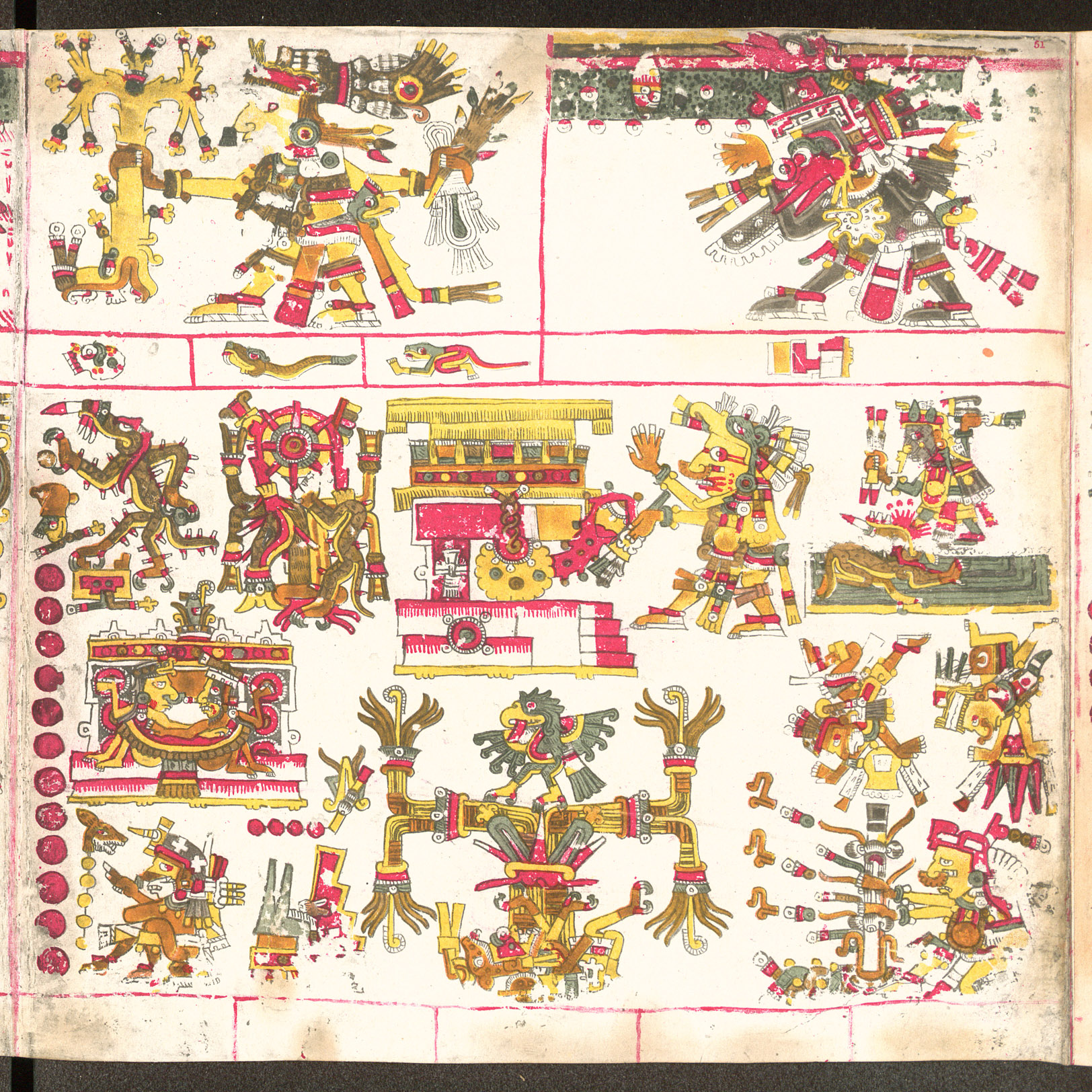
Pàgina 51
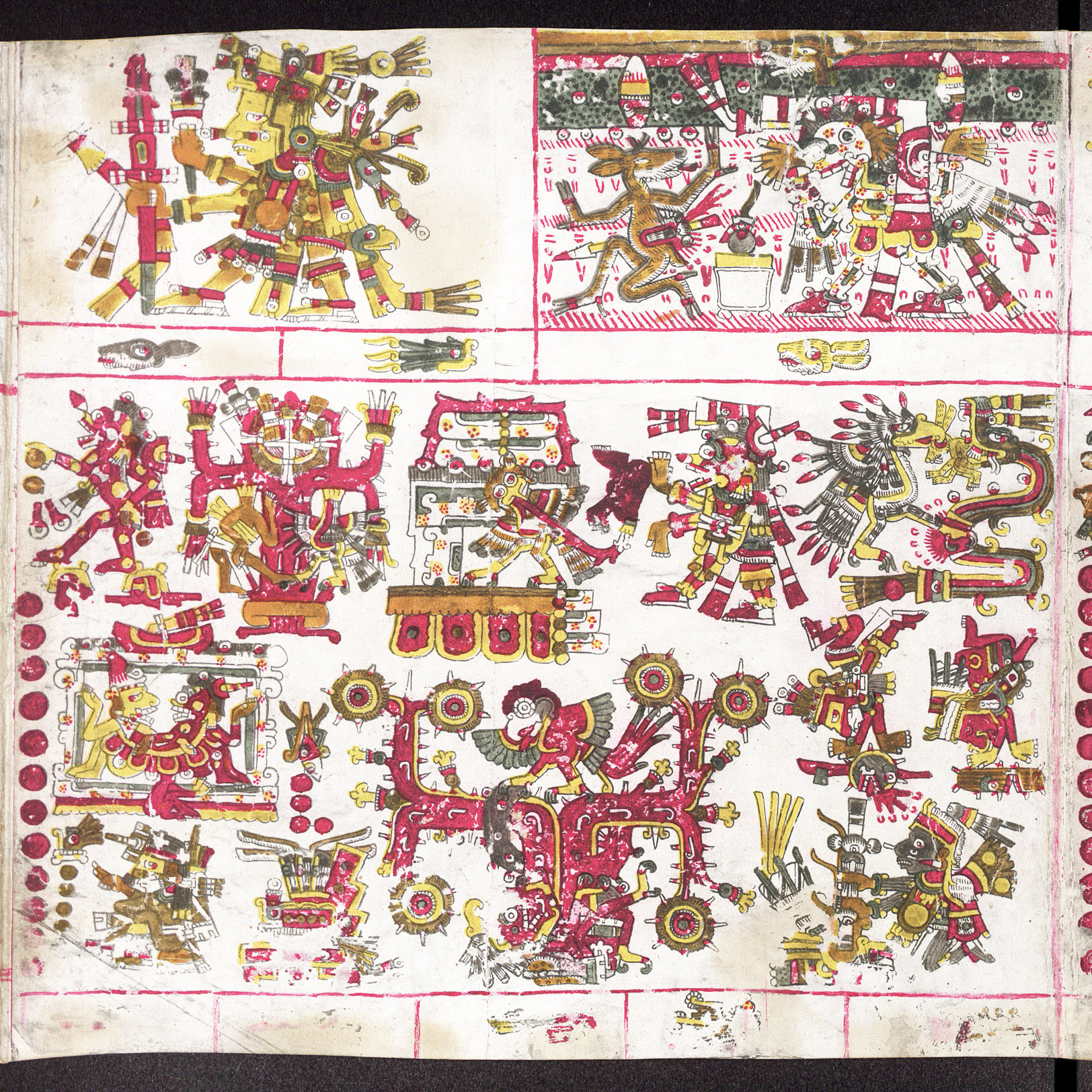
Pàgina 52
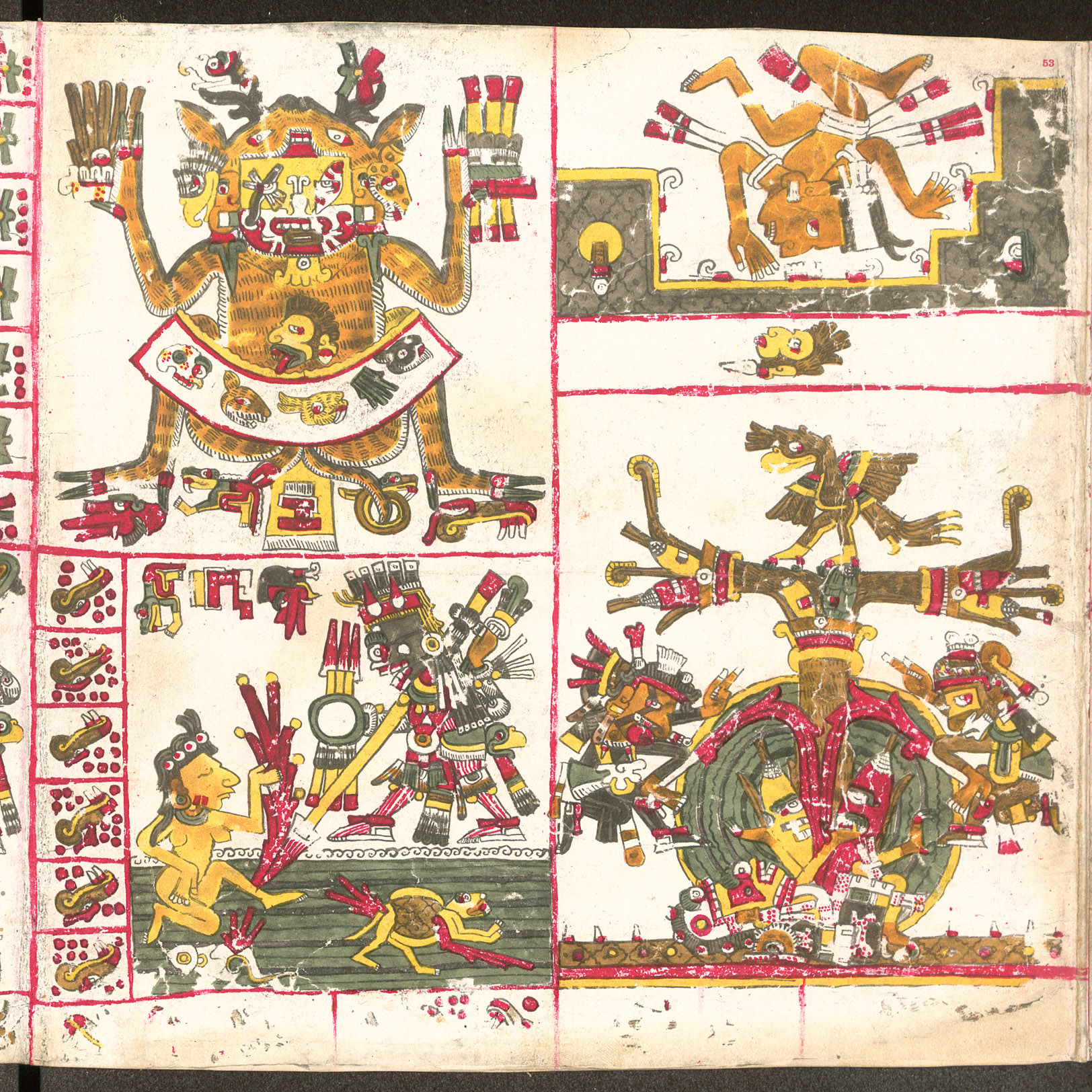
Pàgina 53
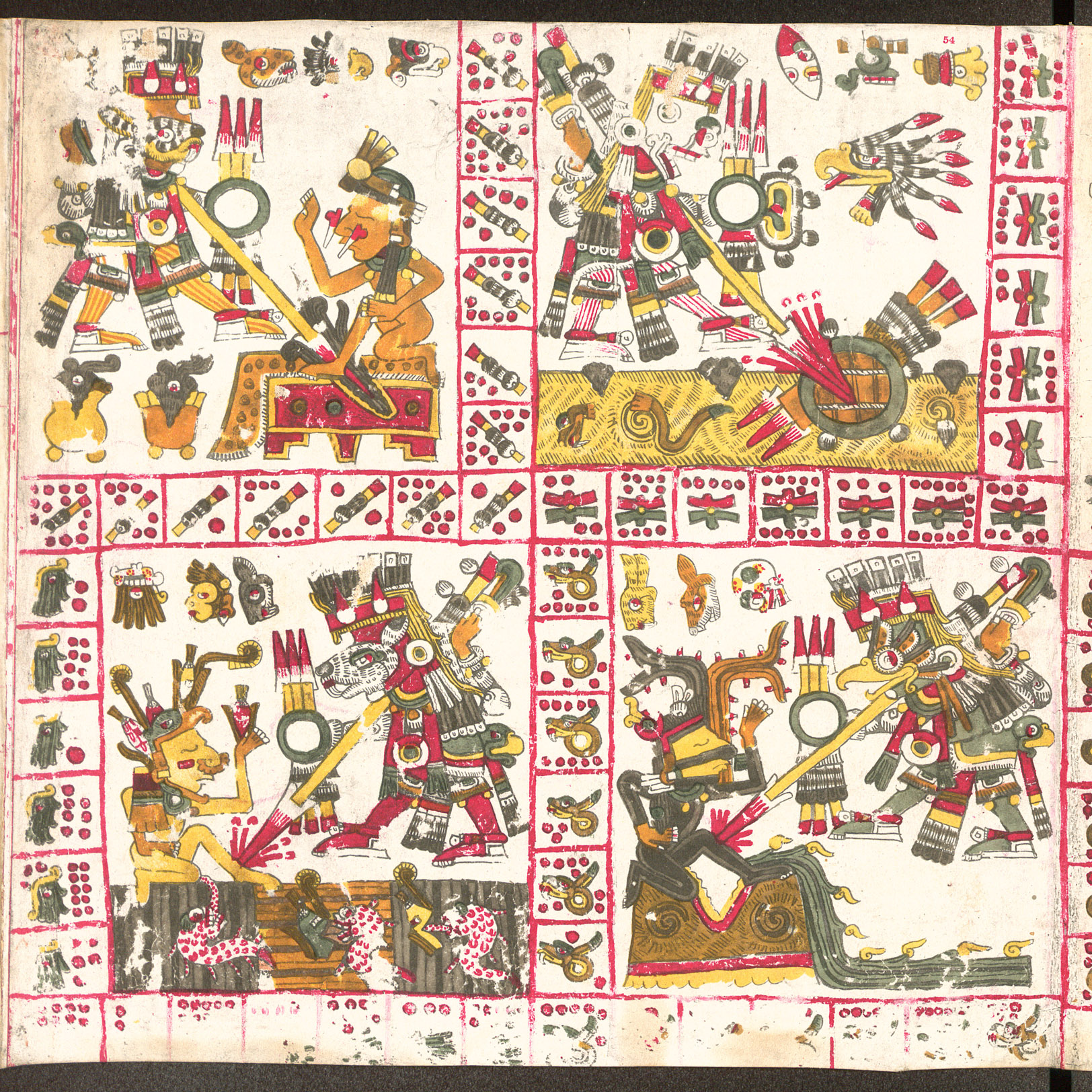
Pàgina 54
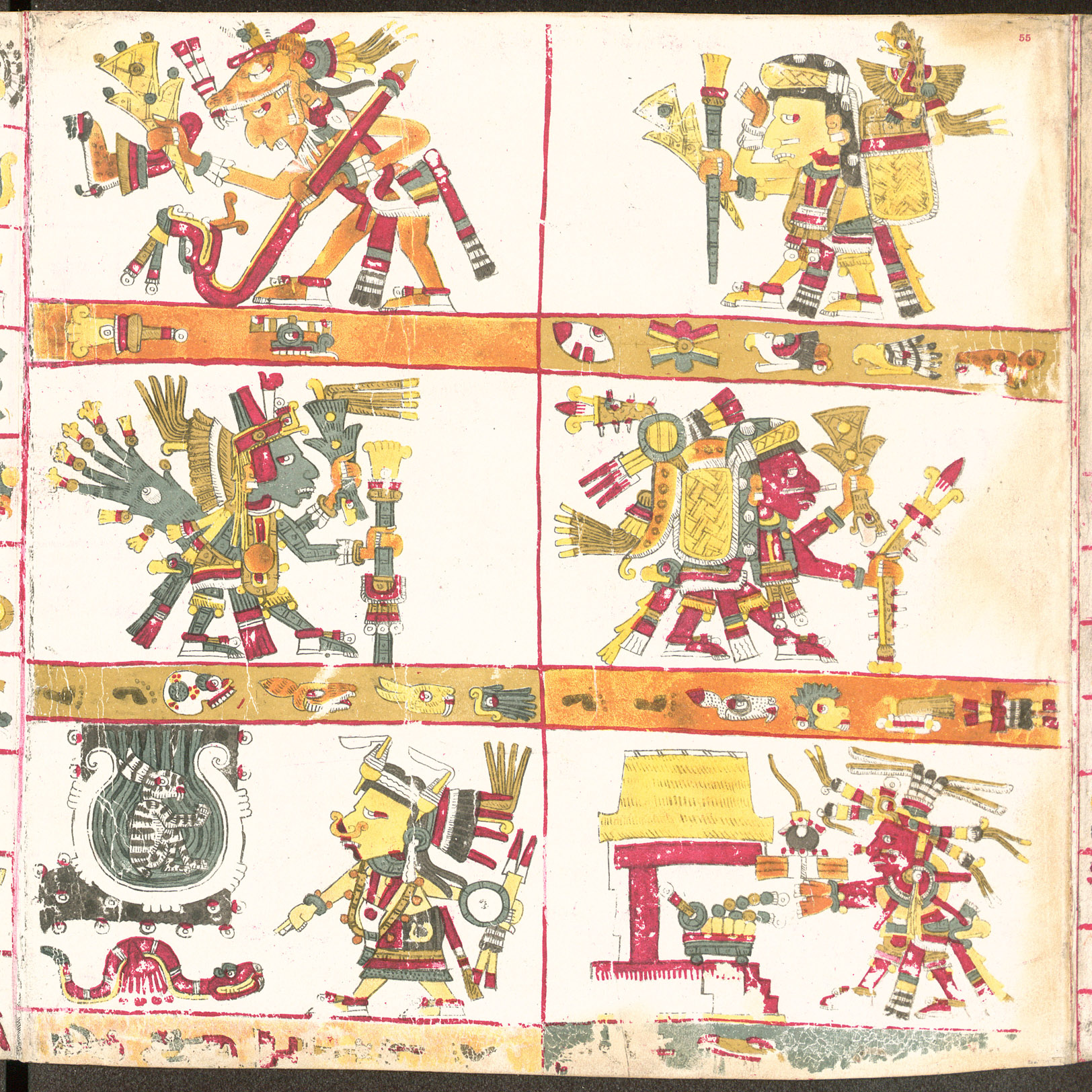
Pàgina 55
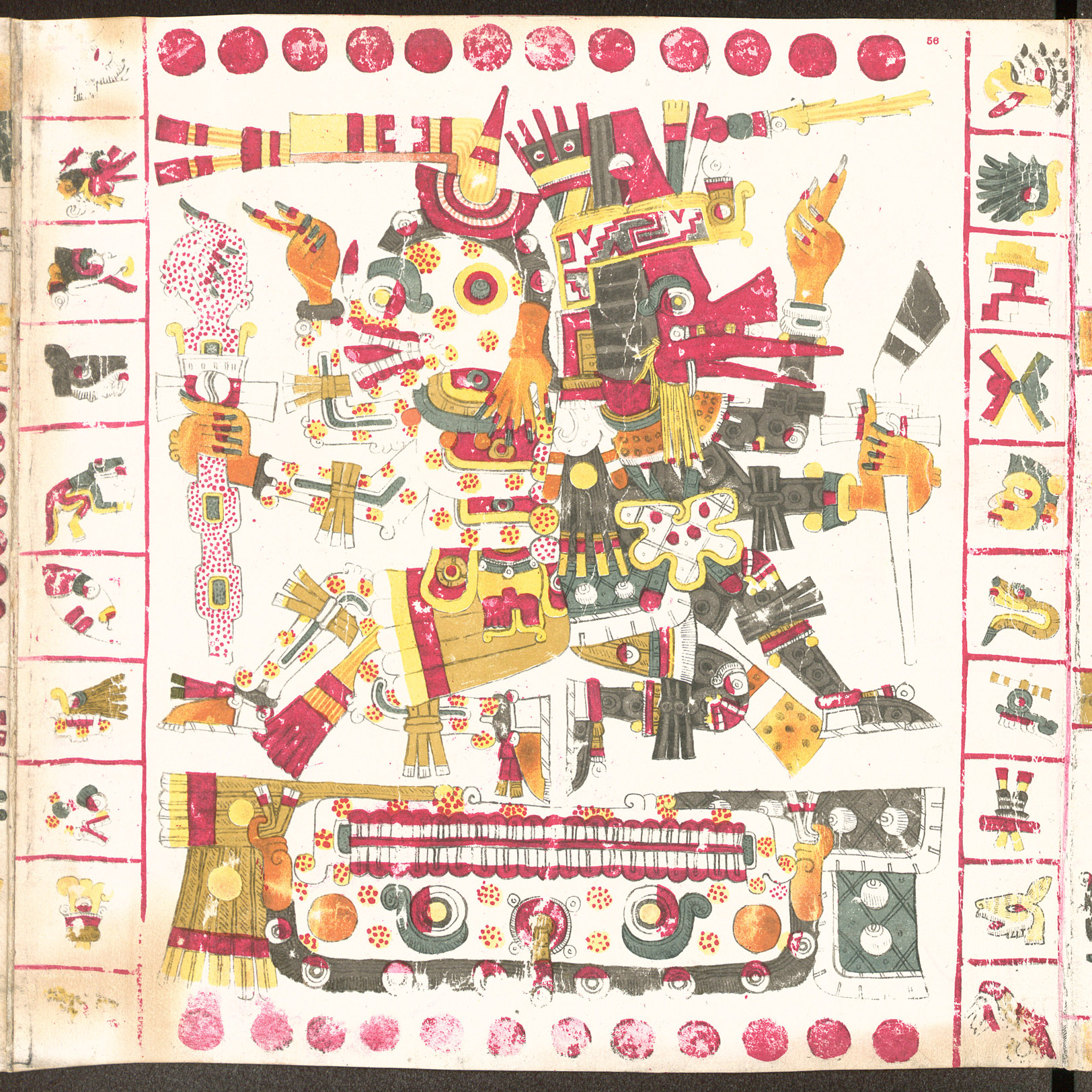
Pàgina 56

### Pàgines 57-60
Les pàgines de la 57 a la 60 permetien al sacerdot determinar les perspectives favorables o desfavorables dels matrimonis en funció dels números que contenien els noms dels contraents.

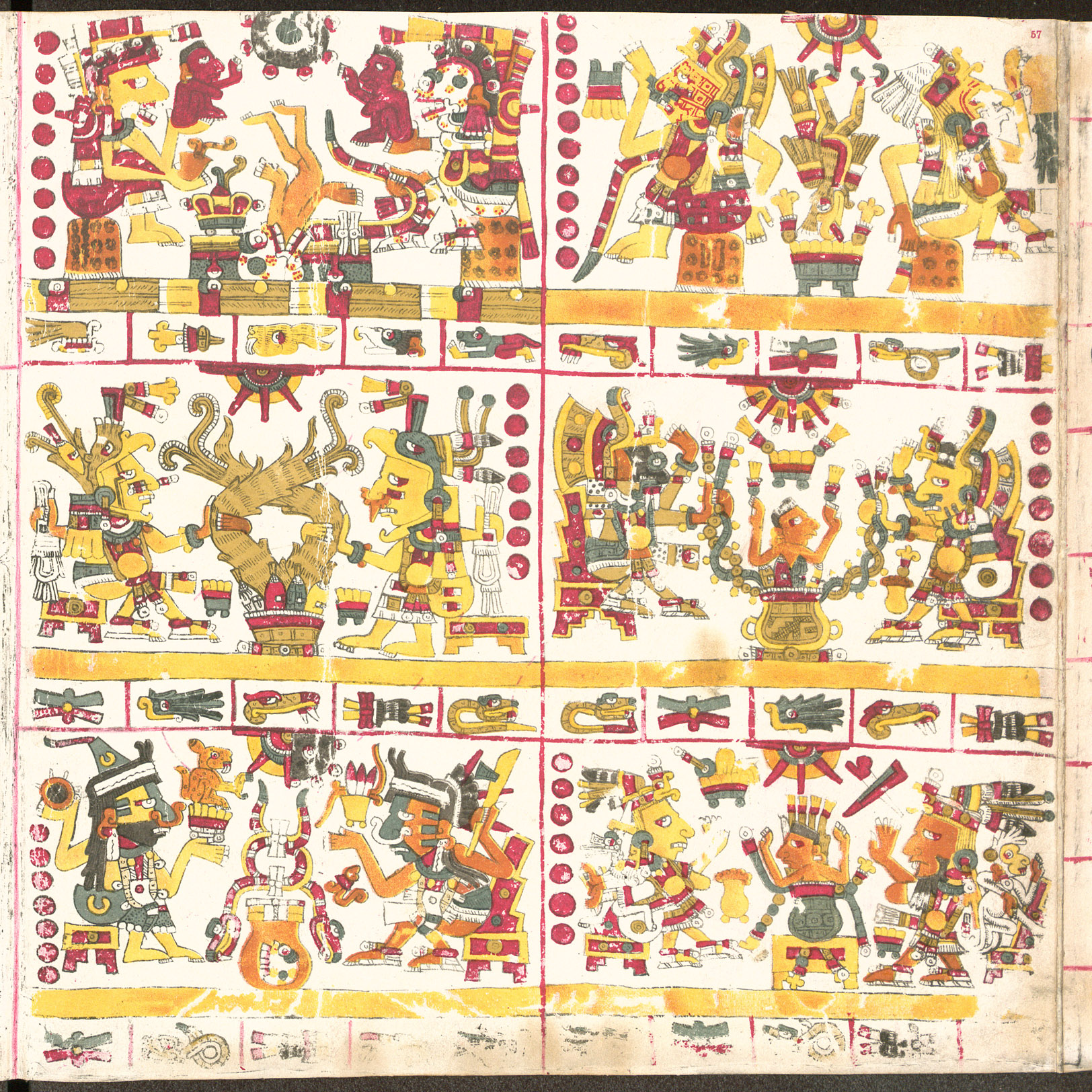
Pàgina 57
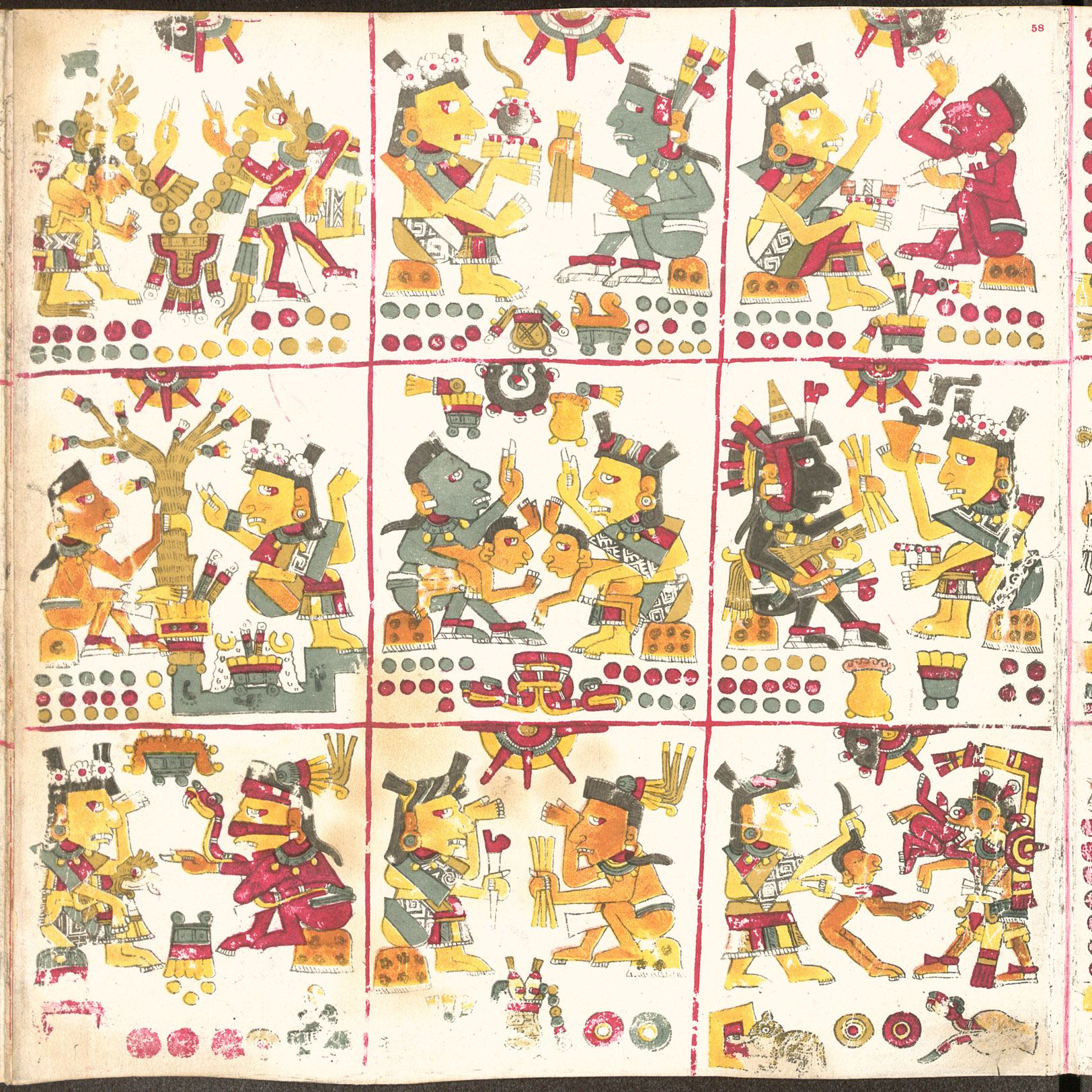
Pàgina 58
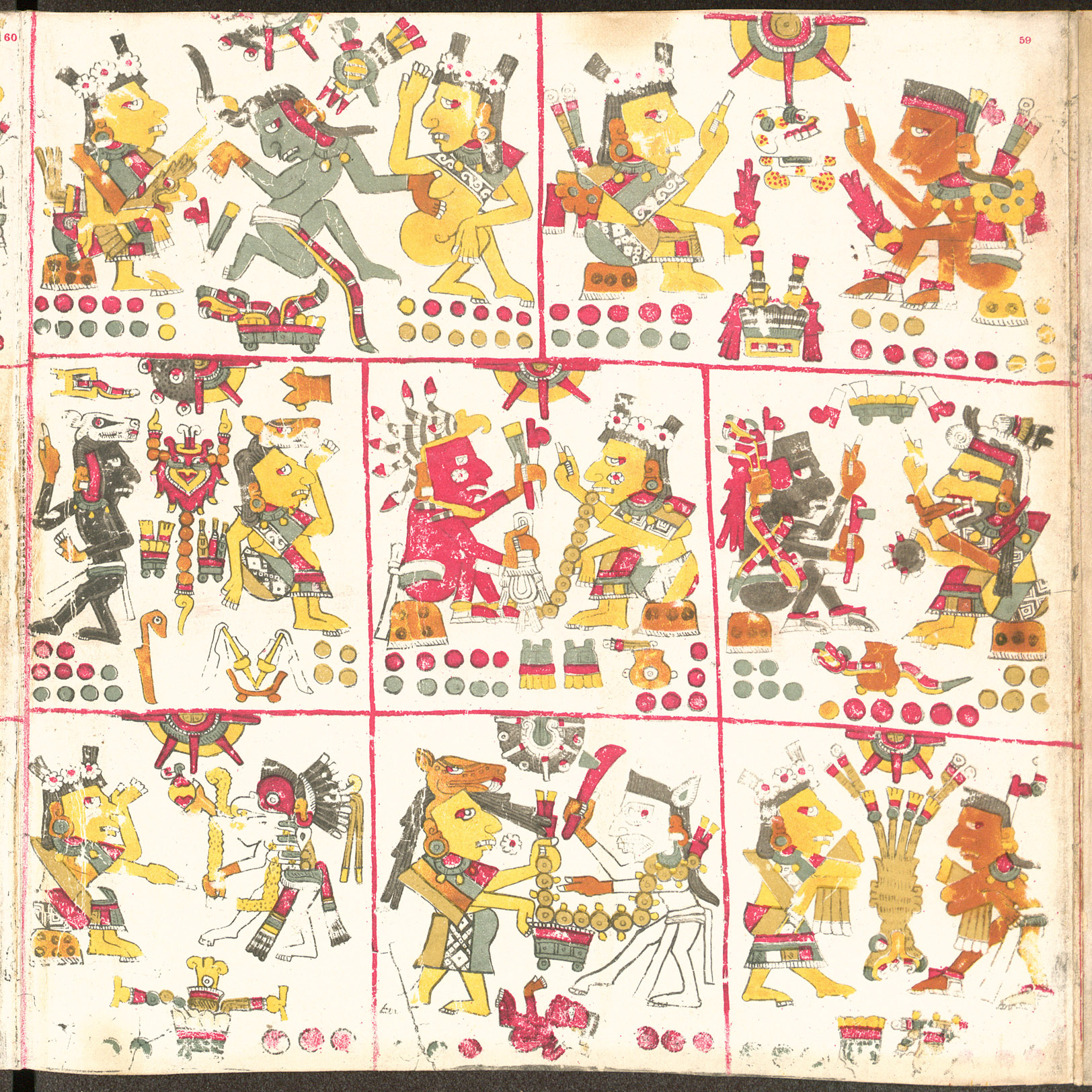
Pàgina 59
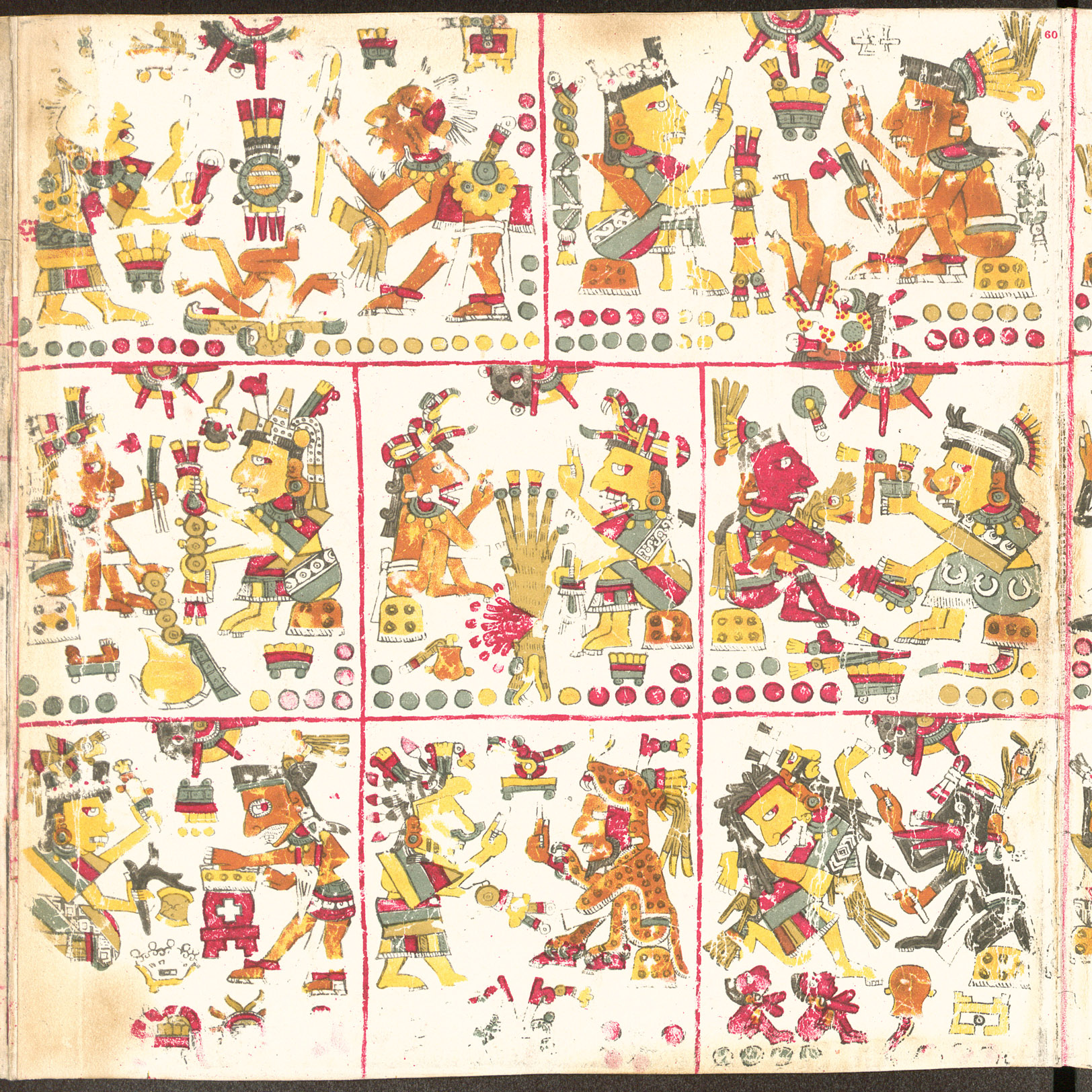
Pàgina 60

### Pàgines 61-70
Les pàgines 61-70 són similars a la primera secció, ja que mostren diversos símbols diaris al voltant de diferents escenes amb divinitats. Cadascuna de les 10 pàgines mostra 26 símbols diaris.

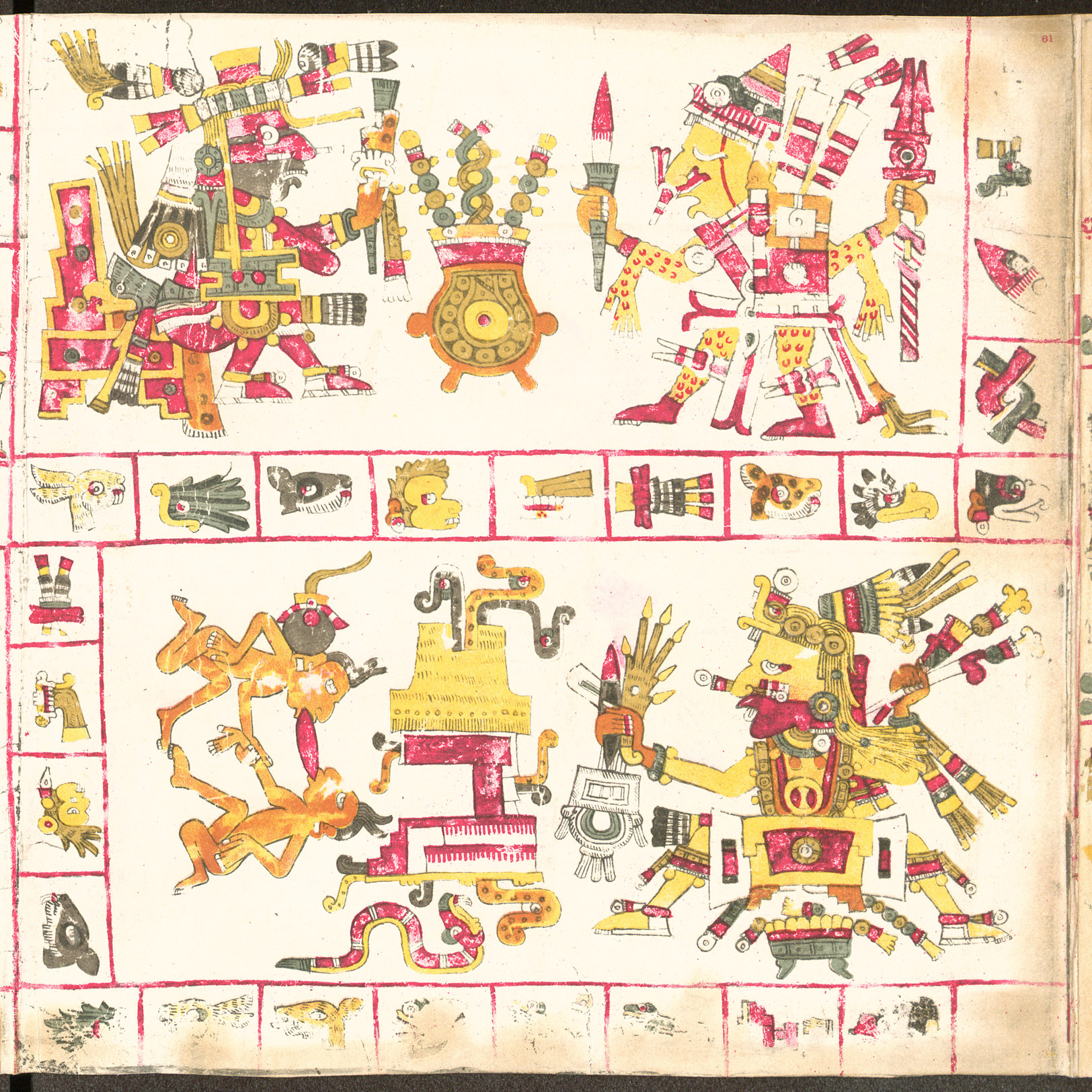
Pàgina 61
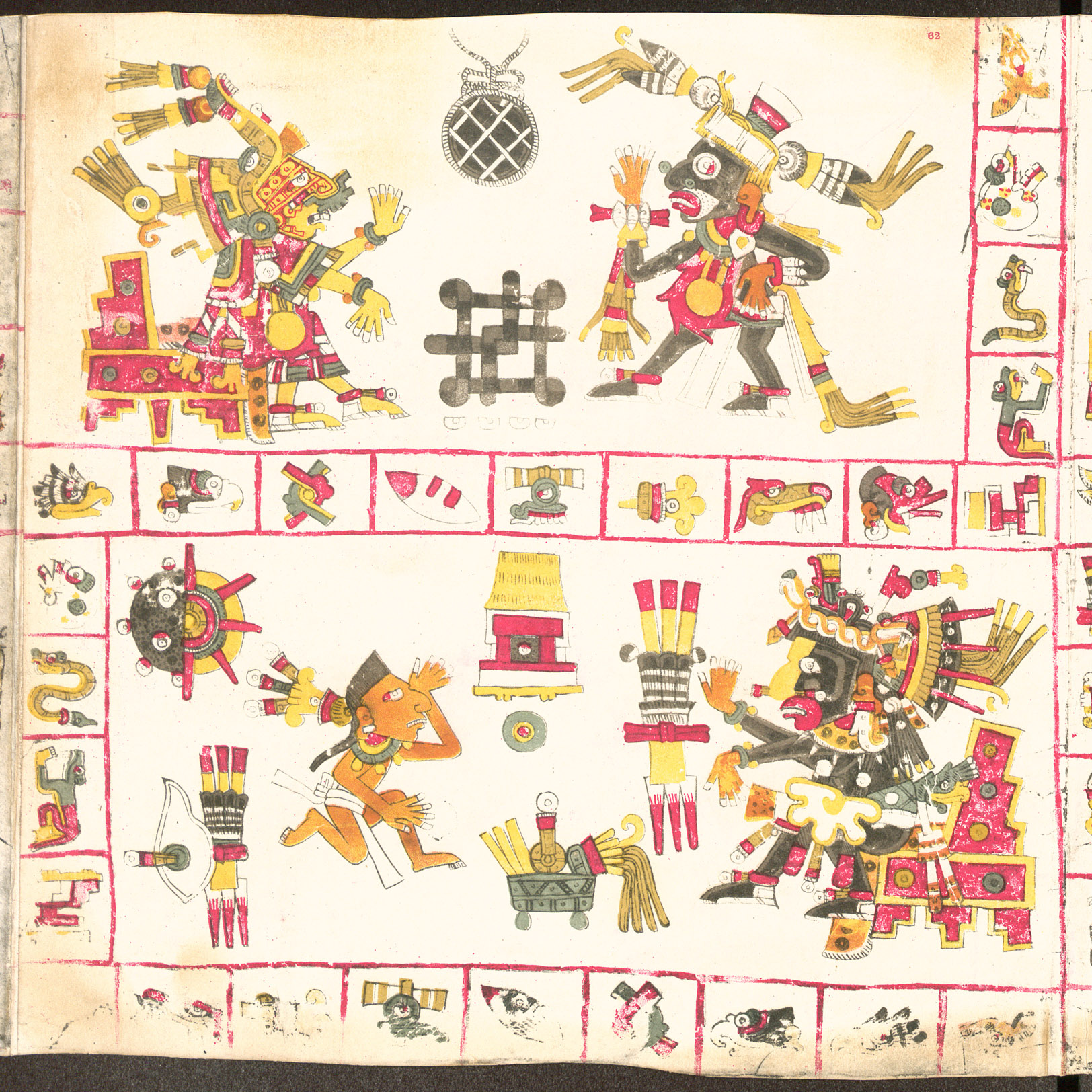
Pàgina 62
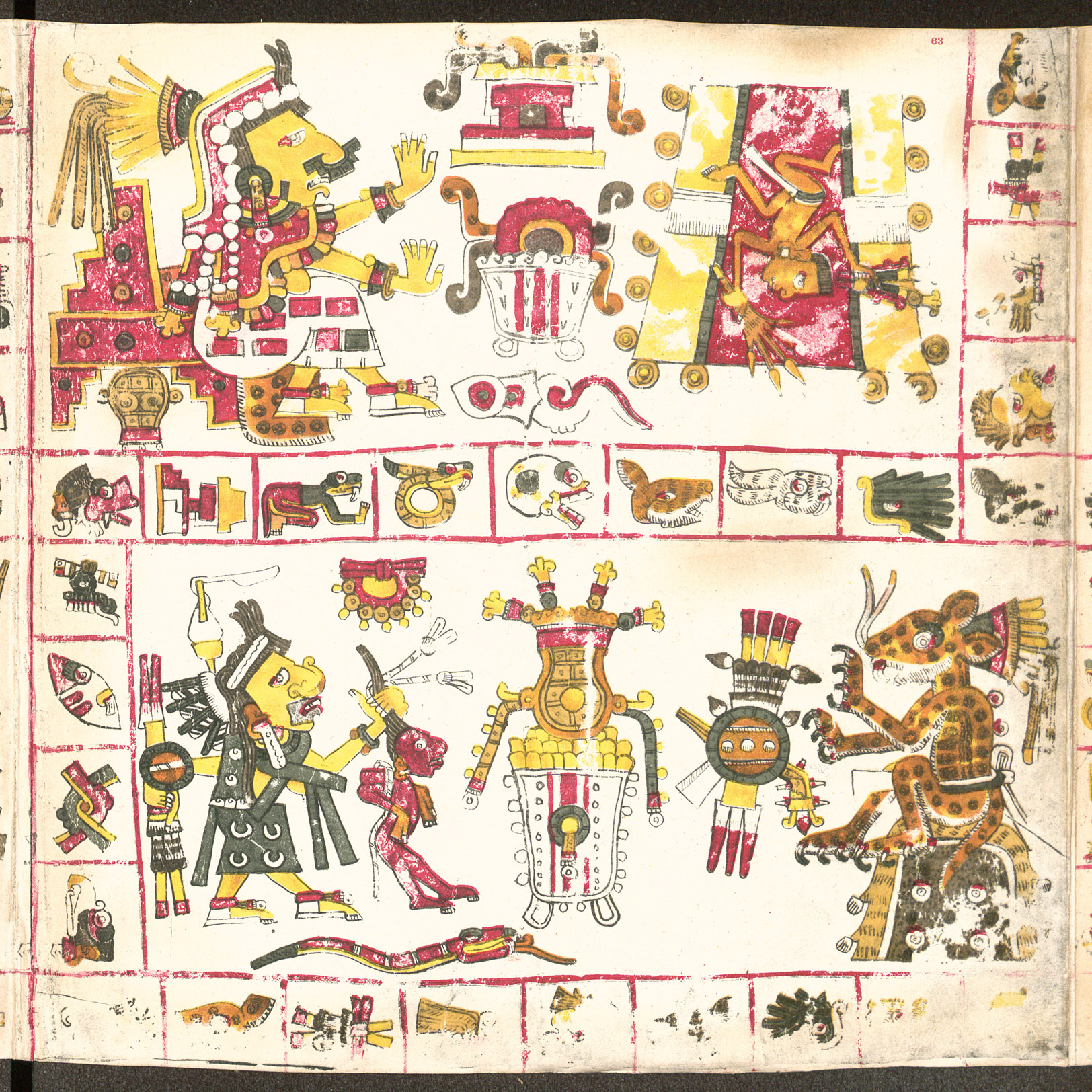
Pàgina 63
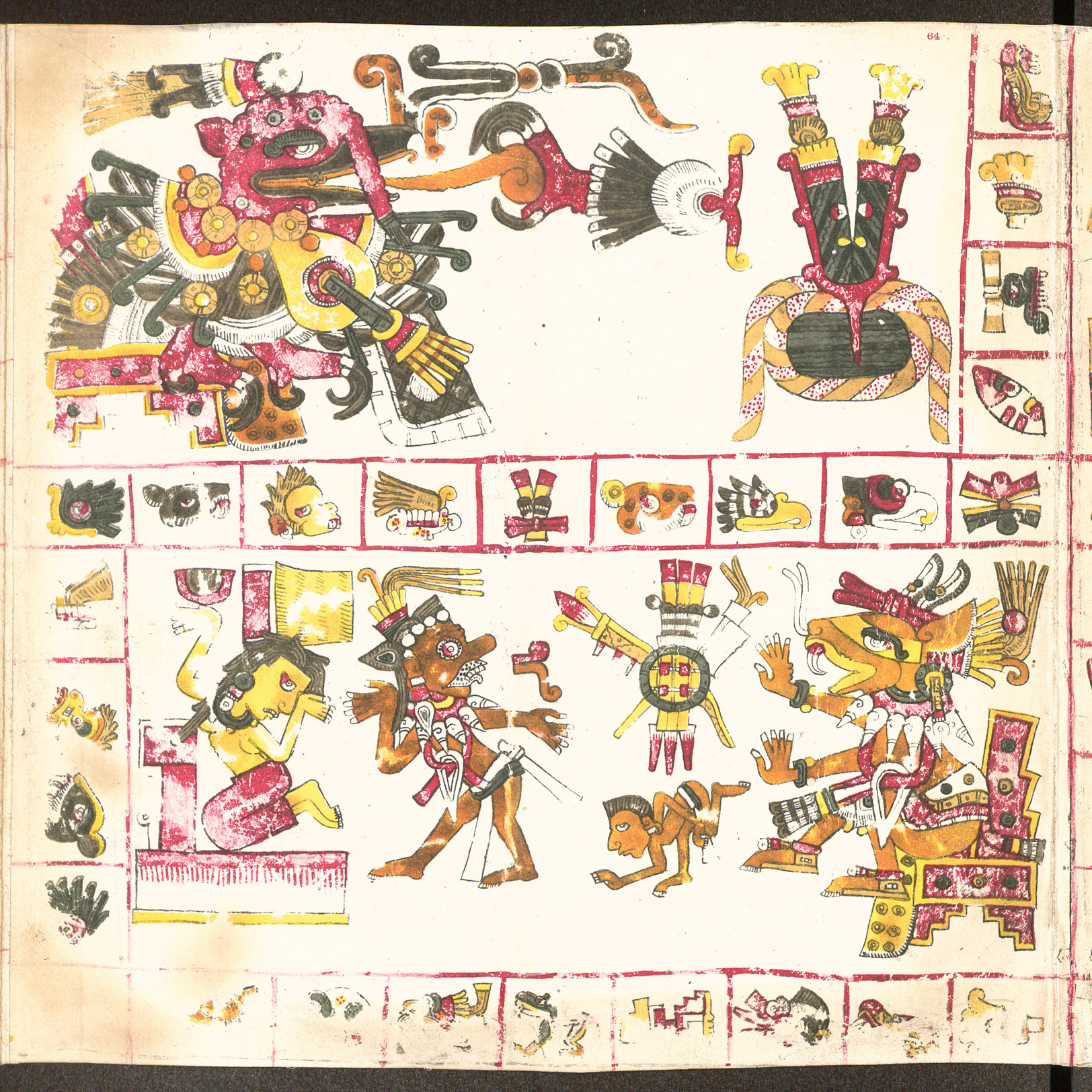
Pàgina 64
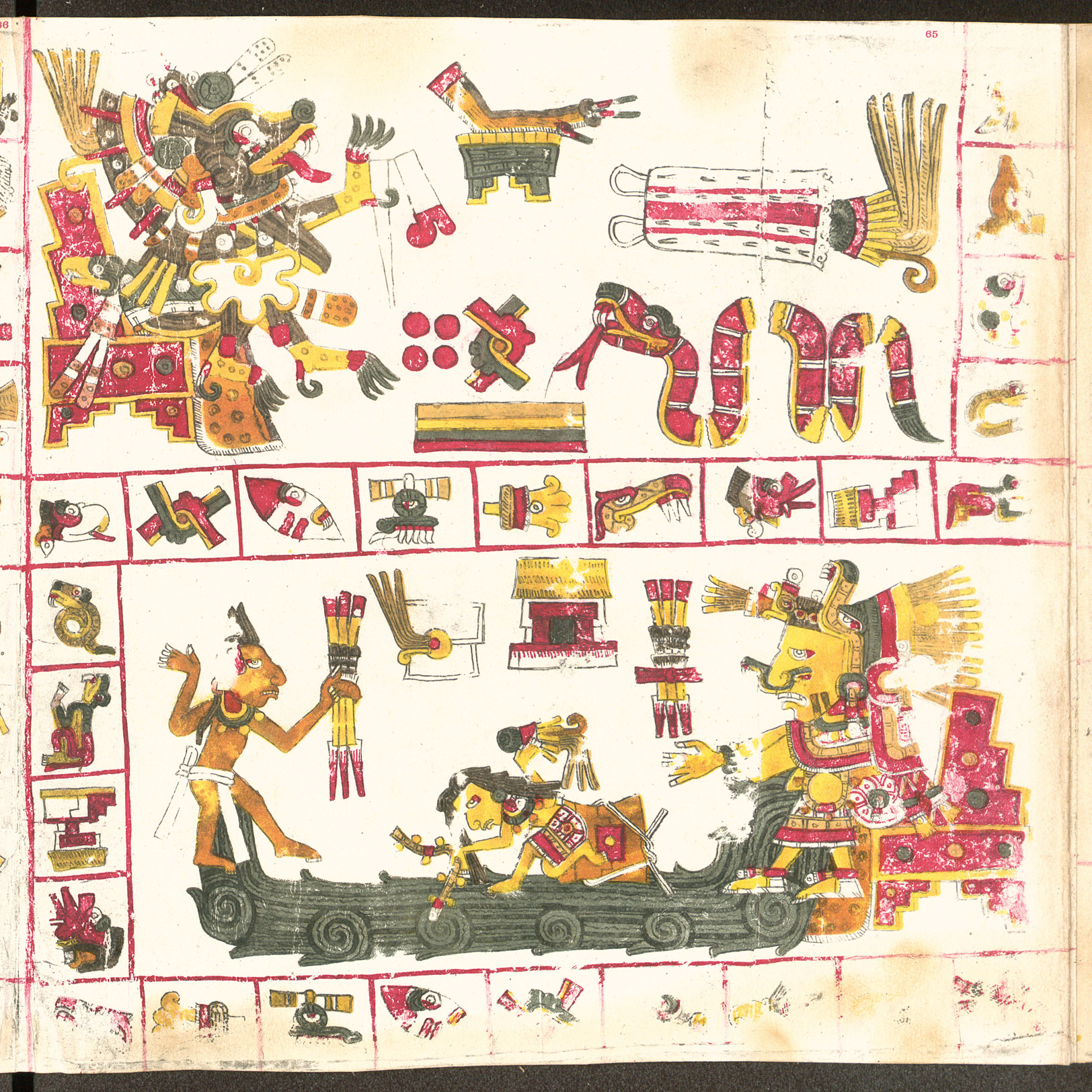
Pàgina 65
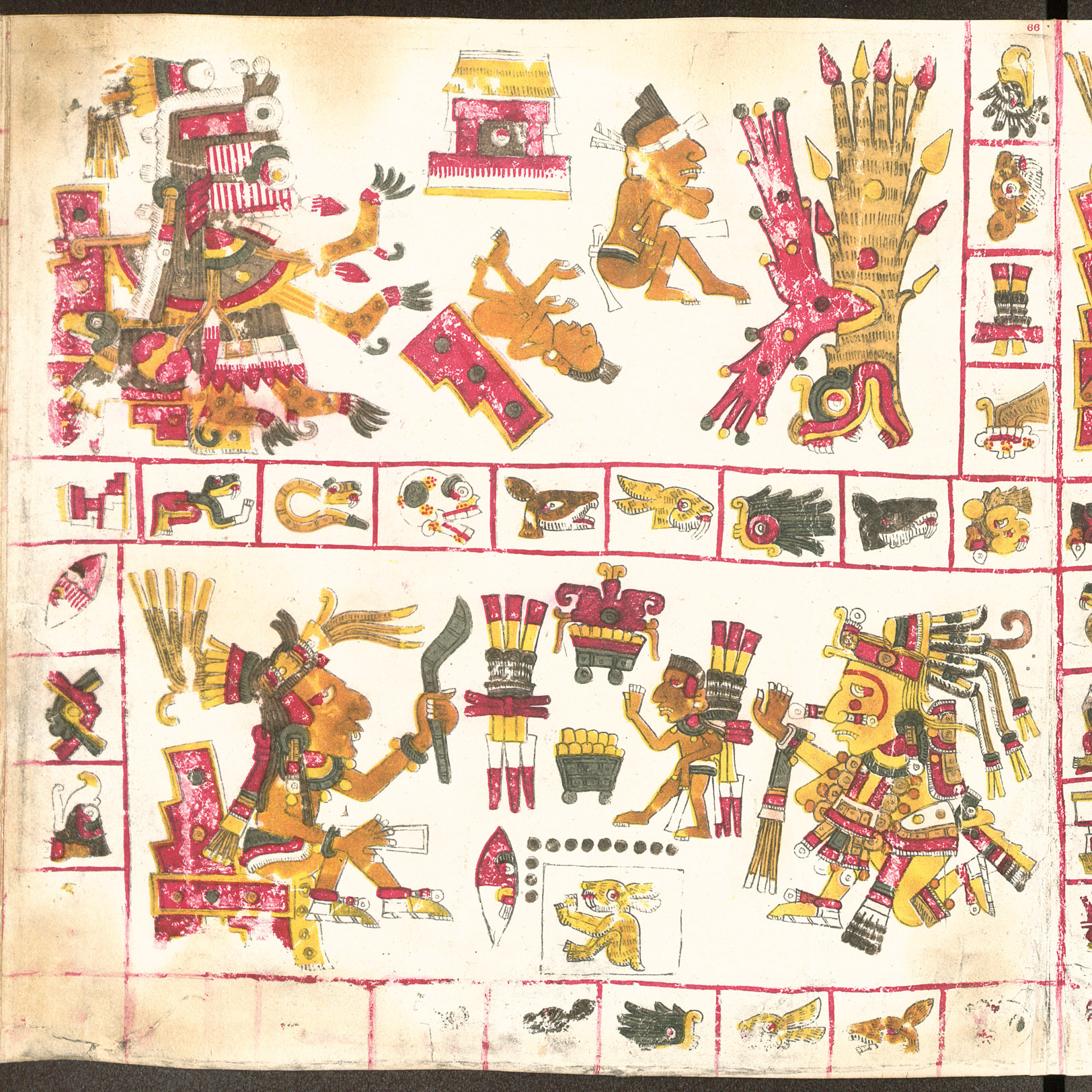
Pàgina 66
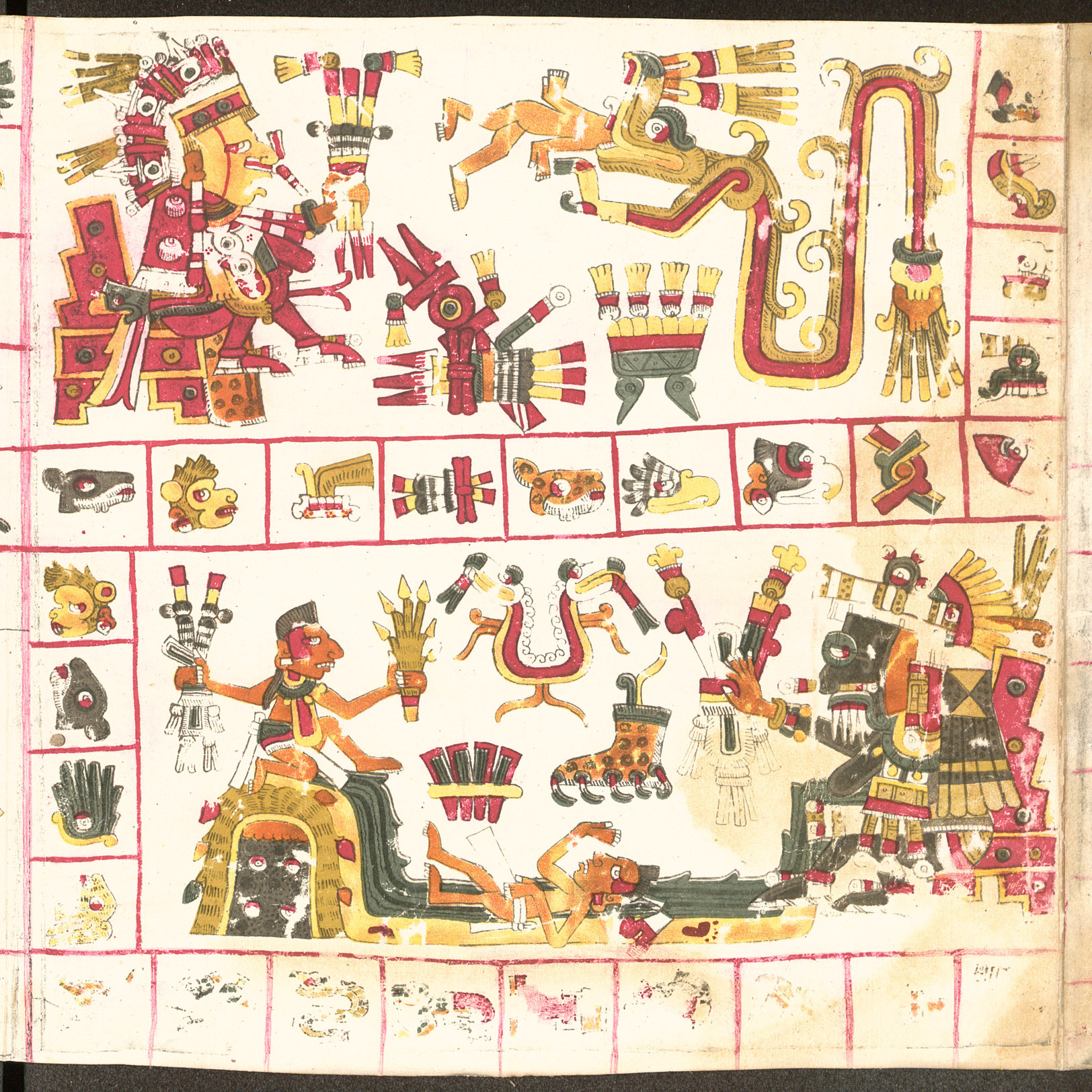
Pàgina 67
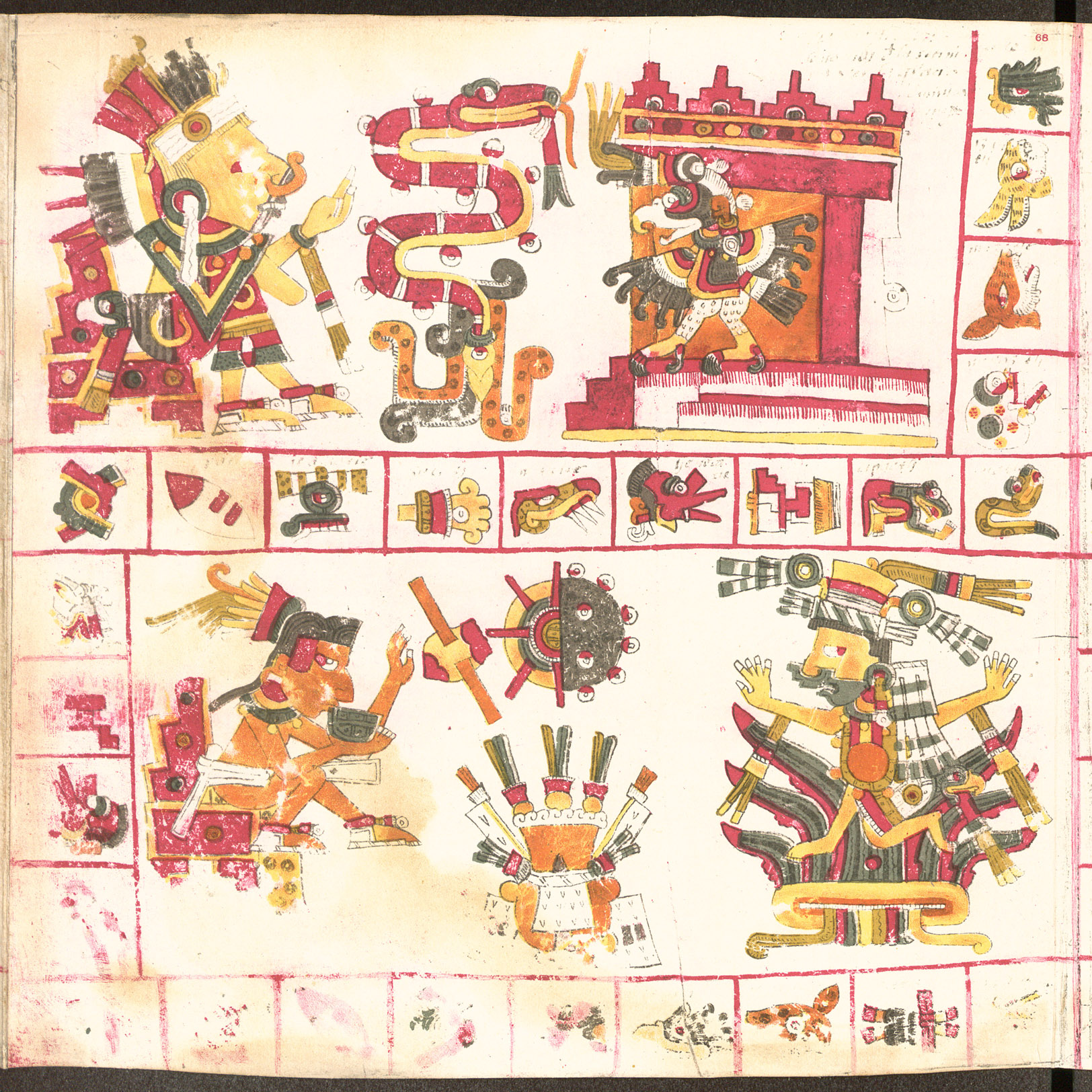
Pàgina 68
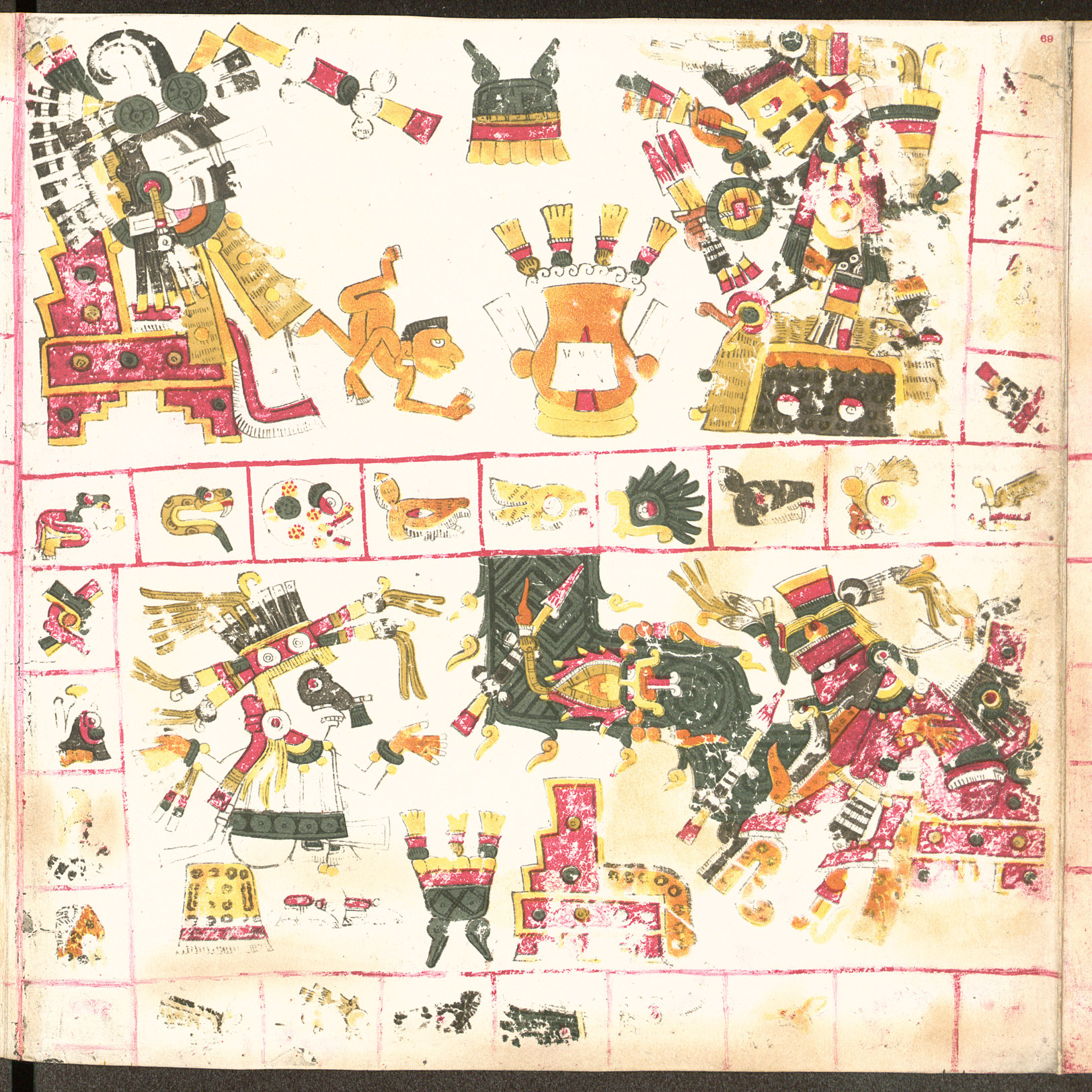
Pàgina 69
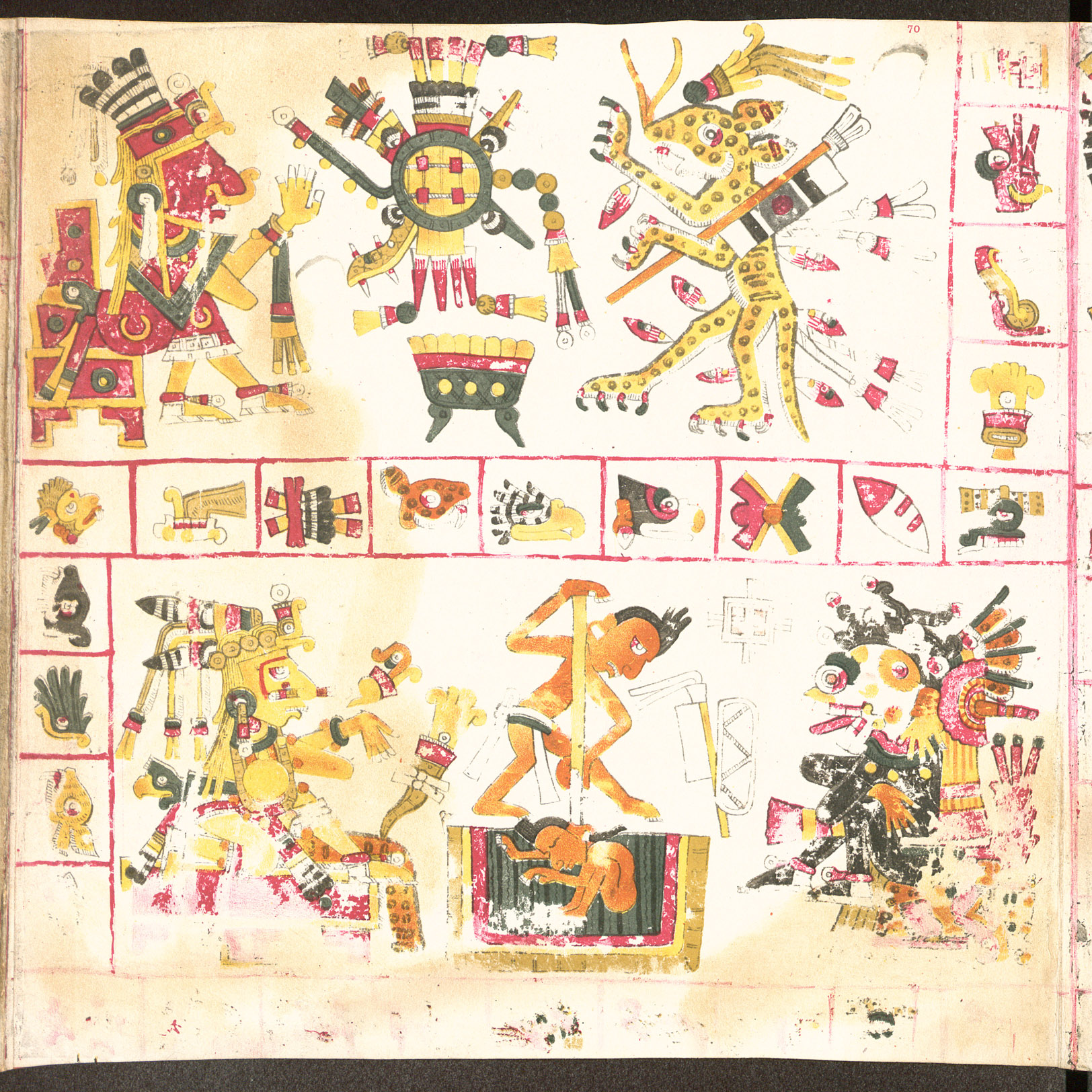
Pàgina 70

### Pàgines 71-76
La pàgina 71 mostra a Tonatiuh, el déu del Sol, rebent sang d'un ocell decapitat. Envoltant l'escena hi ha els tretze Ocells del Dia, corresponents a cada un dels tretze dies d'una tretzena.
A la pàgina 72 apareixen quatre divinitats amb signes diaris connectats a parts dels seus cossos. Cada divinitat està envoltada per una serp.
A la pàgina 73 apareixen els déus Mictlantecuhtli i Quetzalcóatl asseguts esquena contra esquena, de forma semblant a la pàgina 56. També tenen signes diaris connectats amb diverses parts del cos, i tota l'escena està envoltada de signes diaris.

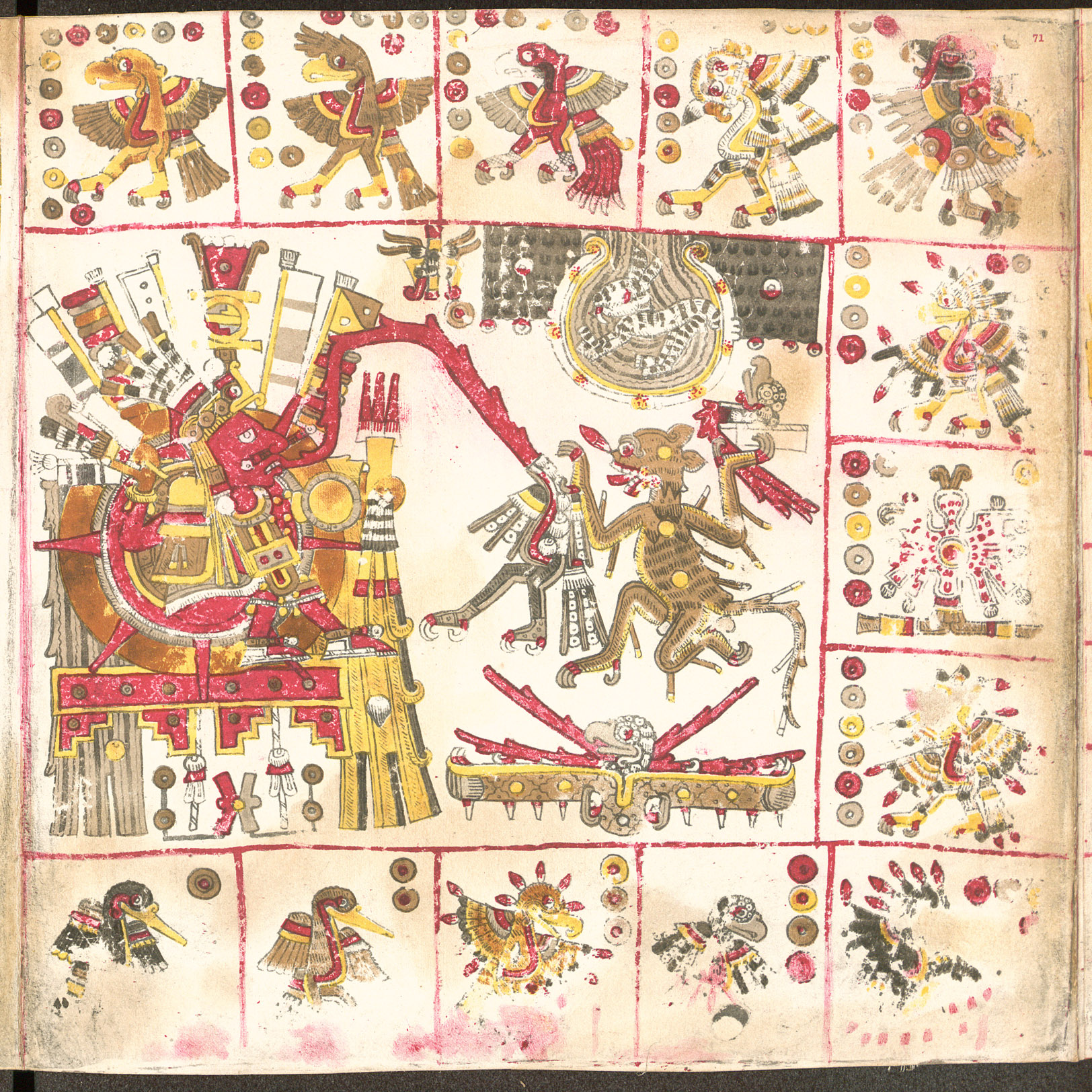
Pàgina 71
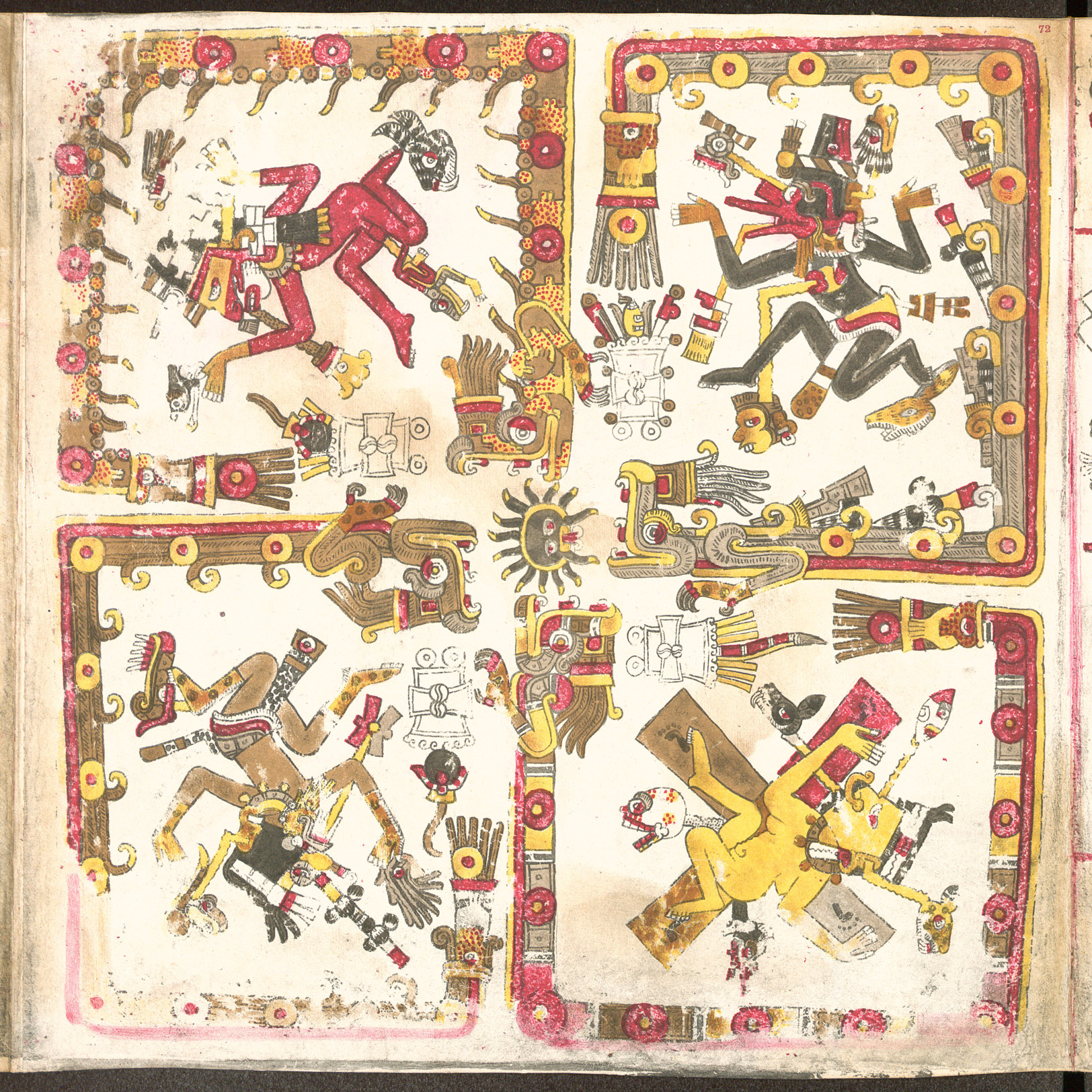
Pàgina 72
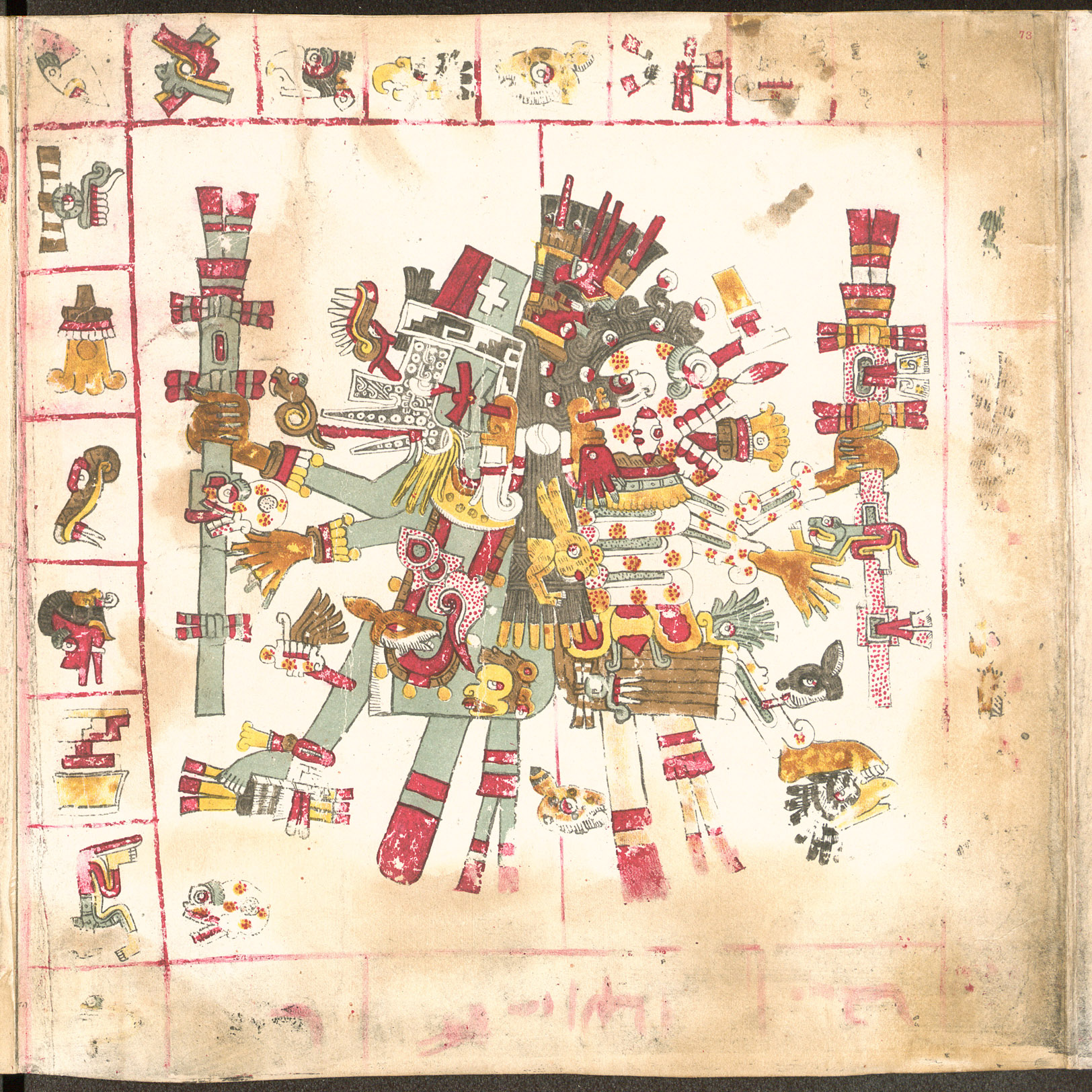
Pàgina 73
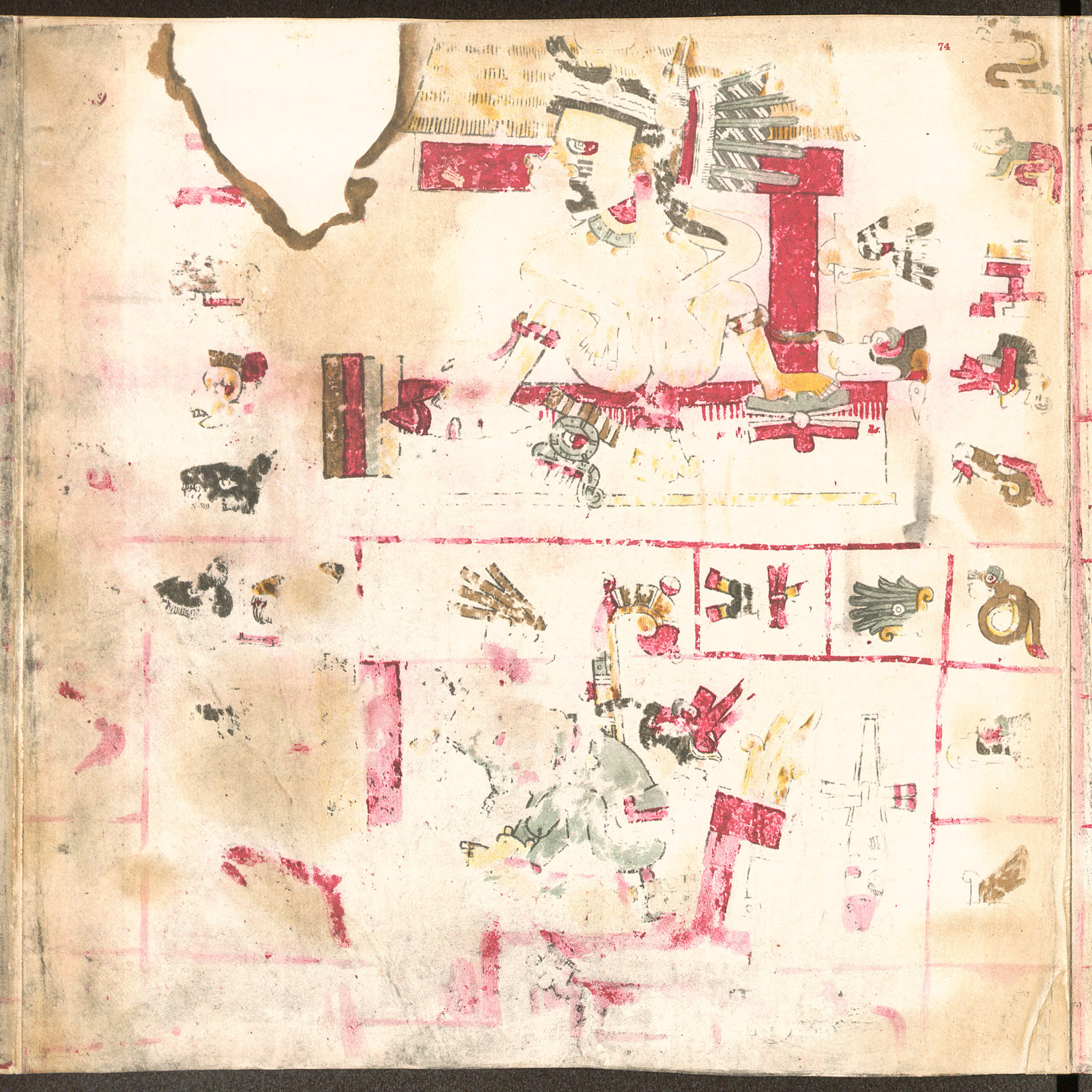
Página 74
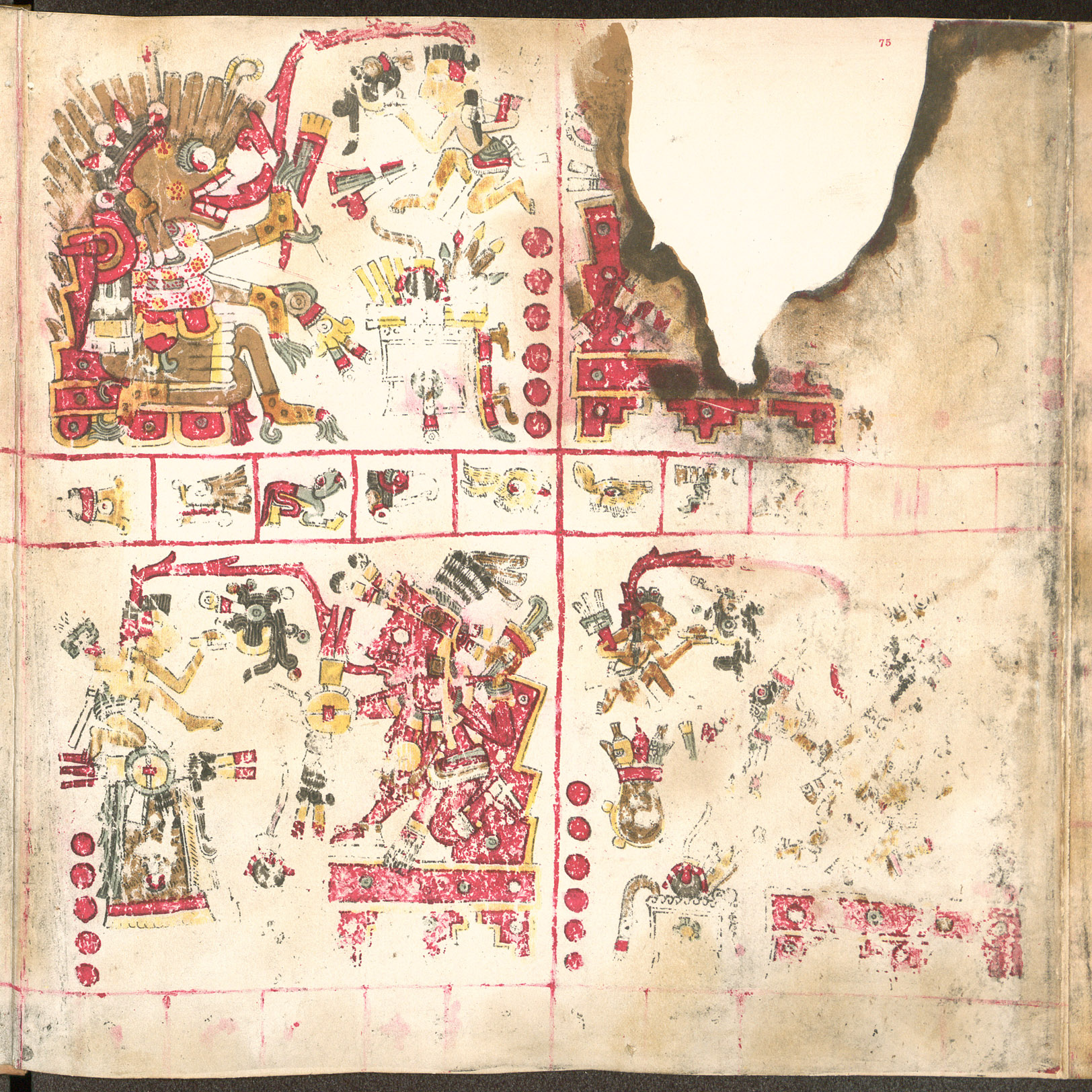
Pàgina 75
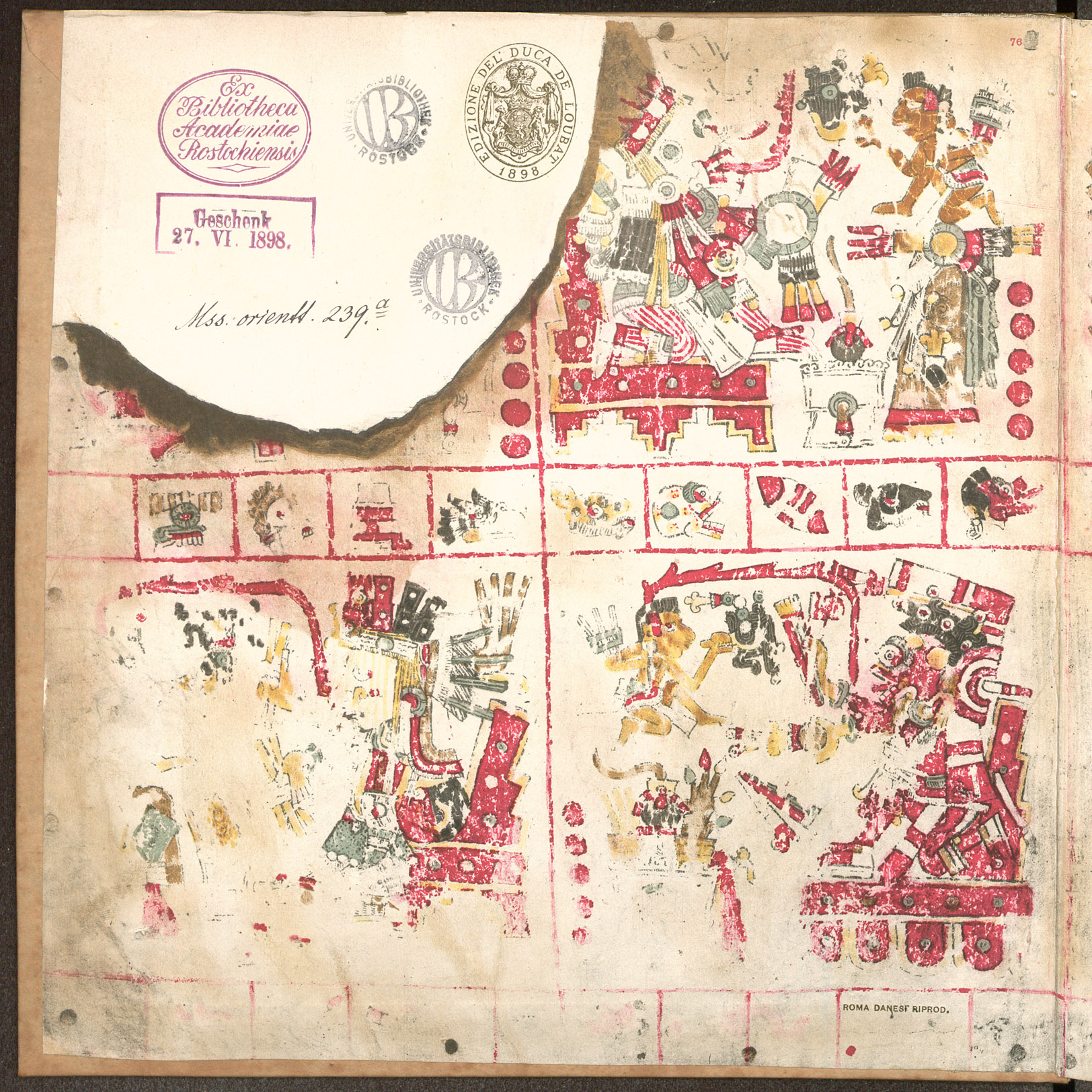
Pàgina 76